# Gabinete de Dibujos, Estampas y Fotografías del Museo del Prado

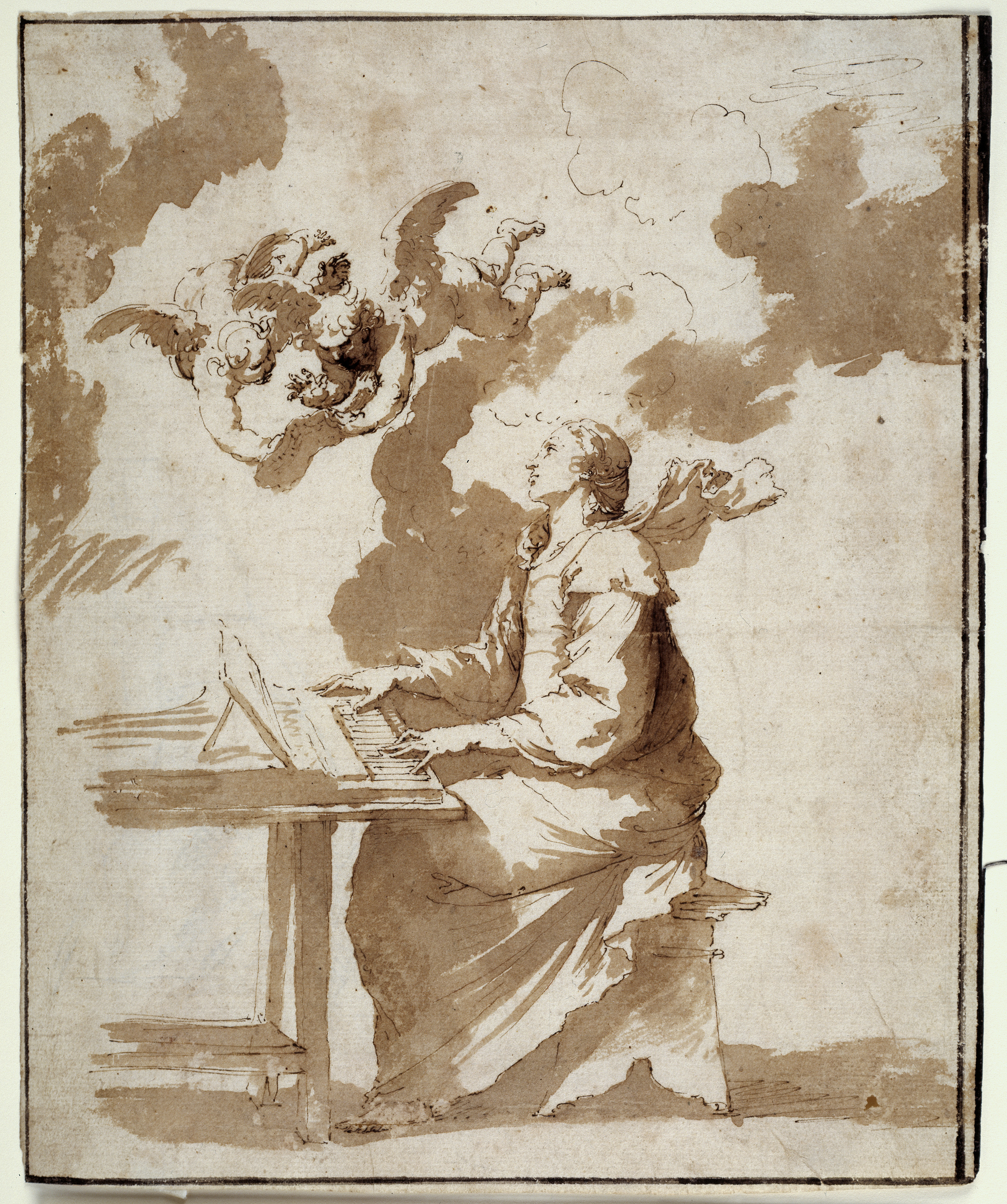
Santa Cecilia, 1647 (c.), considerado uno de los dibujos más bellos de José de Ribera. Legado Villaescusa.

El Gabinete de Dibujos, Estampas y Fotografías del Museo del Prado es la colección de obra artística sobre papel de la institución. Desde 2007 está instalado en la segunda planta del Edificio Jerónimos. En 2004 le fueron asignados los fondos de fotografía histórica (anterior a 1939), antes en el Archivo del museo, lo que motivó que le fuera cambiada su denominación tradicional de Gabinete de Dibujos y Estampas del Museo del Prado por la presente.
A diferencia de lo que ocurre en el campo de la pintura, en el de la obra sobre papel la colección del Prado está lejos de figurar entre las primeras del mundo. Es más, cuantitativamente, ni siquiera tiene la primacía entre las españolas, ya que sus fondos, a diciembre de 2018 (9561 dibujos y 5973 estampas), se ven superados por los de la Biblioteca Nacional, 16 000 dibujos y 100 000 estampas sueltas (además de otras 600 000 incluidas en libros), y los de la Real Academia de Bellas Artes de San Fernando, 15 000 dibujos y 35 000 estampas. No obstante, posee conjuntos de gran calidad, como prueba el que desde 2012 el museo sea miembro permanente del International Advisory Committee of Keepers of Public Collections of Graphic Art (Comité consultivo internacional de conservadores de colecciones públicas de arte gráfico), conocido como Club de los 50 luxes, en el que están representados los más importantes gabinetes de dibujos y estampas a nivel mundial.
Las obras de este tipo, debido a sus características materiales, tanto del soporte como especialmente de las tintas, son sensibles a las radiaciones ultravioleta, por lo que sufren un desgaste al estar expuestas a la luz. En consecuencia, para garantizar su preservación habitualmente son accesibles solo a los investigadores, y al público únicamente se muestran en exposiciones temporales, con una iluminación muy atenuada (máximo 40 luxes) y durante períodos de tiempo limitados, generalmente no superiores a tres o cuatro meses, aunque en función del estado de las piezas, del tiempo que lleven sin exponer, y con la adopción de determinadas medidas (empleo de vidrios o metacrilatos especiales con filtro de radiaciones ultravioleta), los plazos pueden superarse ligeramente.
Orgánicamente esta colección es singular dentro del museo al tener las estampas y los dibujos una doble dependencia, del Departamento de Dibujos y Estampas y del departamento al que esté adscrito el artista que los creara. Por ejemplo, los dibujos de Rubens son responsabilidad del Departamento de Dibujos y Estampas y del Departamento de pintura flamenca y escuelas del norte.

## Dibujos

### Historia

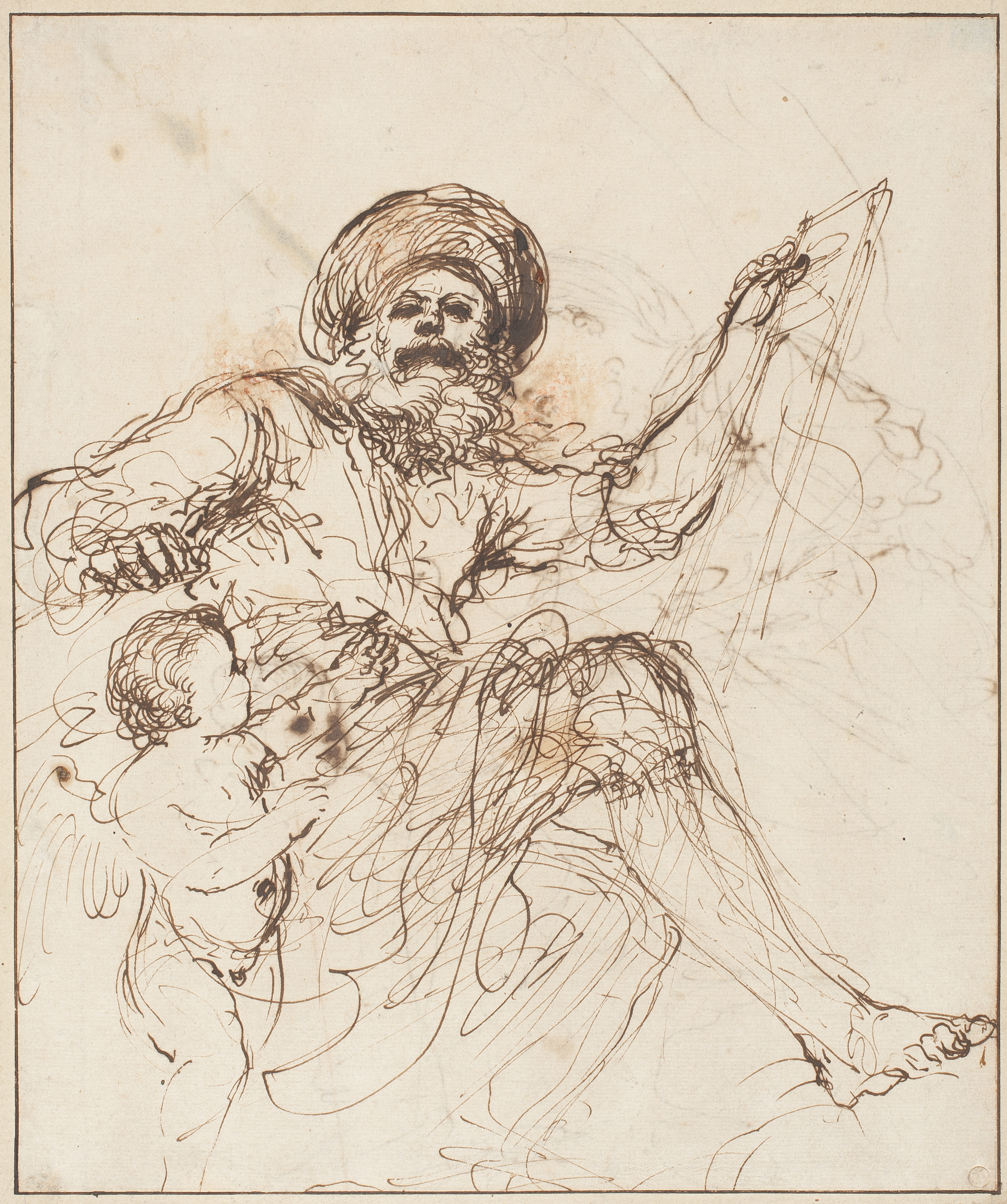
Estudio de profeta, c. 1627, una obra maestra de Guercino ingresada gracias al legado Fernández Durán.

Durante mucho tiempo esta colección permaneció en el ostracismo, ni siquiera se estudiaban y publicaban, de manera sistemática, las piezas con las que se contaba, con la excepción de las de Goya, que, además de haber permanecido expuestas, en su totalidad, mucho tiempo, fueron publicadas in extenso en 1952 por Sánchez Cantón (Los dibujos de Goya, dos tomos). Así, los volúmenes del primer catálogo de los dibujos del museo no empezaron a publicarse hasta una fecha tan tardía como 1972 (y aún hoy, más de medio siglo después, siguen pendientes dos de los volúmenes: el IV, que recogería los dibujos españoles del siglo XIX, y el VIII, dedicado a los dibujos de otras escuelas distintas de la española y la italiana). Para entonces además la mayoría de las obras que recogían eran inéditas, carecían por completo de bibliografía previa. Tampoco se contó con un restaurador de obra sobre papel en la plantilla hasta la década de 1980. Sin embargo, a partir de ese período se fue tomando conciencia de que eran unos fondos que también merecían atención, y se comenzó a realizar exposiciones temporales, con obras del propio museo y de otras colecciones, y a efectuar algunas compras que cubrieran las muchas lagunas. Especialmente, se aprovechó la disponibilidad financiera que en 1991 proporcionó el legado Villaescusa, y una parte de los fondos que aportó se empleó en adquirir sobresalientes trabajos de José de Ribera, Murillo —representados hasta entonces únicamente por sendas obras—, Francisco de Herrera el Viejo y Luis Paret, así como el Cuaderno italiano de Goya.
Los primeros dibujos que ingresaron en el Prado lo hicieron en 1839. Fueron un grupo de alrededor de setecientos, el llamado «Fondo Antiguo». Si bien tradicionalmente se creyó que procedían del Obrador de los pintores de Cámara, en realidad su origen está en el Real Estudio de Pensionados, institución creada a instancias de Vicente López para la formación de pintores, la cual estuvo activa entre 1815 y 1834. Se adquirieron lotes de dibujos que incluían trabajos de Francisco Bayeu, Alonso Cano y Mariano Salvador Maella, con idea de destinarlos a la instrucción de los alumnos, aunque finalmente no fue así, sino que unos quedaron en manos de Fernando VII —hoy en Patrimonio Nacional, Real Biblioteca del Palacio Real de Madrid—, y otros se enviaron al Real Museo de Pinturas, actual Museo del Prado.

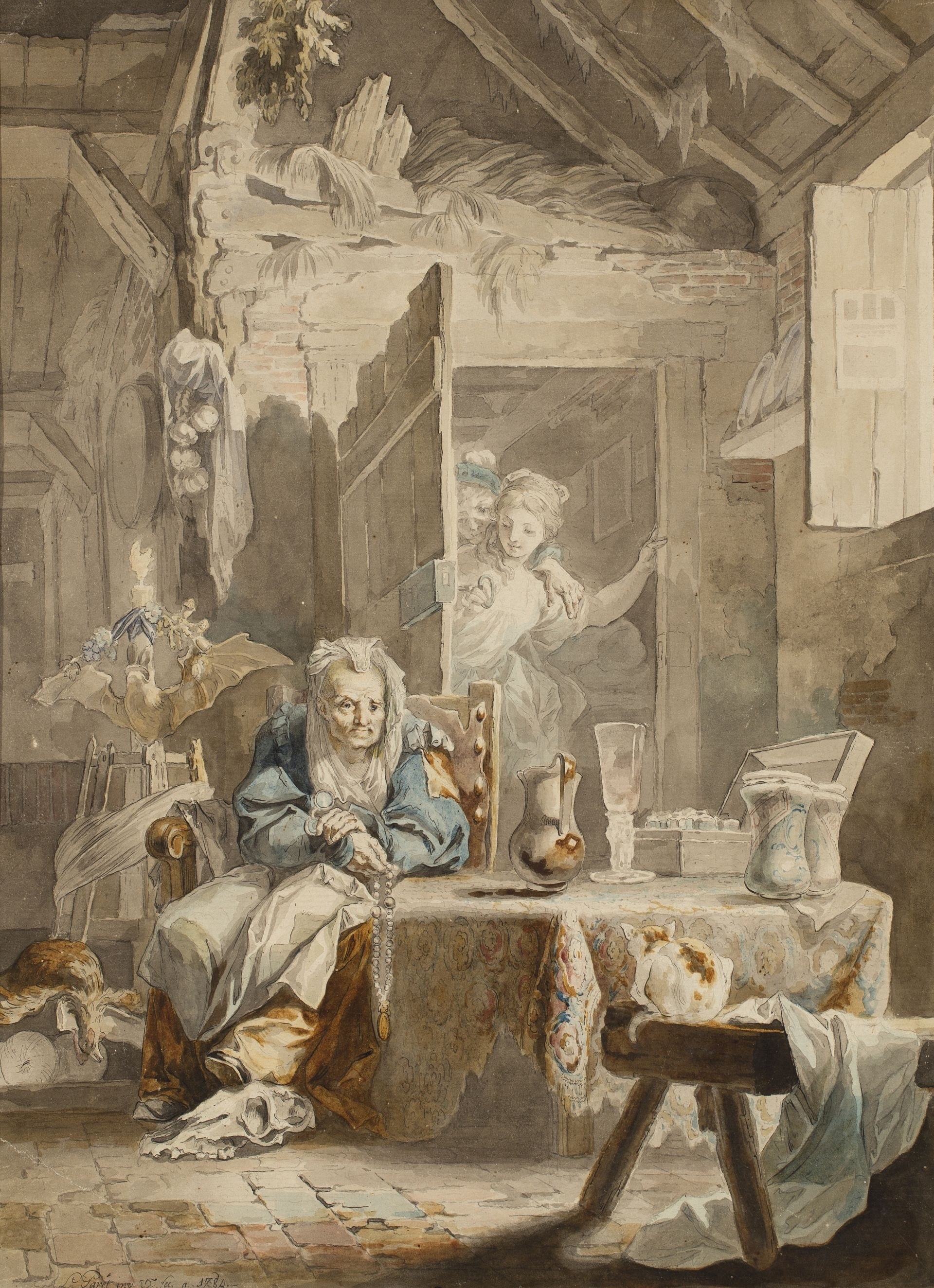
Una celestina y dos amantes, acuarela de 1784 de Luis Paret adquirida en 2016, reputada como la más bella del siglo XVIII español.

En 1939 ingresó el legado de Juan Allende-Salazar, vocal del Real Patronato, fallecido el año anterior. Estaba integrado, en lo respectivo a obra sobre papel, por diecinueve dibujos españoles, italianos y flamencos, de los siglos XVII y XVIII. En 1958 se recibió el legado de Pedro Beroqui, secretario del museo durante tres décadas, además de secretario y posteriormente vocal del Real Patronato; que dejó a la institución su colección de cuarenta y nueve dibujos españoles, italianos y franceses. Por otra parte, en 1971 llegó un lote de ochenta y nueve dibujos que habían sido depositados en el Servicio de Recuperación y no fueron reclamados tras el fin de la Guerra Civil. Entre ellos estaba el primero de José de Ribera que ingresó en la colección, Cabeza de guerrero. En 1984 se hizo efectiva la donación del pintor Fernando Zóbel, compuesta por trece dibujos, todos ellos españoles, salvo dos que se tenían por tales, pero que seguramente son en realidad italianos del siglo XVII. Aunque reducida en número, incluía algunas piezas de destacada calidad, especialmente una Cabeza de caballero (¿autorretrato?), de Juan de Valdés Leal, y un Santo franciscano, de anónimo lombardo de c. 1600. Y en 2020 entró la herencia de Juan José Luna, antiguo jefe del Departamento de Pintura Francesa, Inglesa y Alemana del Prado y posteriormente del de Pintura del Siglo XVIII. Estaba integrada, en lo referente a obra sobre papel, por doscientos veintidós dibujos, quinientas dieciocho estampas y once fotografías, datados entre los siglos XVI y XIX.
Los dibujos del Museo del Prado se agruparon históricamente en tres bloques: el mencionado «Fondo Antiguo», al que se agregaron las nuevas adquisiciones (compras, adscripciones, donaciones y legados); el «Fondo Goya», y los del legado Fernández Durán, que por su entidad se inventarió aparte. Incluso hubo durante un tiempo un cuarto inventario, el de los dibujos del siglo XIX que se hallaban en el Casón del Buen Retiro, al que habían llegado tras la disolución en 1971 del Museo de Arte Moderno y el traspaso de sus colecciones decimonónicas al Prado. A finales de la década de 1980 todos ellos fueron reemplazados por el Inventario actualizado, o Inventario informático, implantado para la integridad de las piezas artísticas del museo, el cual recoge y numera de manera unificada la totalidad de los dibujos de la colección.

### Dibujos españoles
La escuela española forma el núcleo esencial de la colección de dibujos del Gabinete. Abarca desde finales del siglo XV hasta principios del XX. Sobresale el conjunto de dibujos de Goya, más de quinientos veinte, el más amplio del mundo puesto que el total de sus dibujos conservados no alcanza el millar. Junto a él, la colección de dibujos españoles del siglo XIX, con más de 3000 obras, es de extraordinaria importancia.

#### SiglosXVyXVI
Los fondos anteriores a 1600 son muy limitados. Del siglo XV hay un dibujo de Juan Guas sumamente raro, procedente del Museo de la Trinidad, que representa la capilla mayor del Monasterio de San Juan de los Reyes de Toledo, por él diseñado. También una miniatura atribuida a Ruperto Alexandre, iluminador francés que trabajó al servicio de Isabel la Católica.
Del XVI, dos de Juan de Juanes y sendos de Navarrete «el Mudo», Gaspar Becerra, Correa de Vivar (atribuido), Alonso Berruguete (atribuido), Matías Antonio, Miguel Barroso, Agapito Cuevas y Luis de Carvajal.

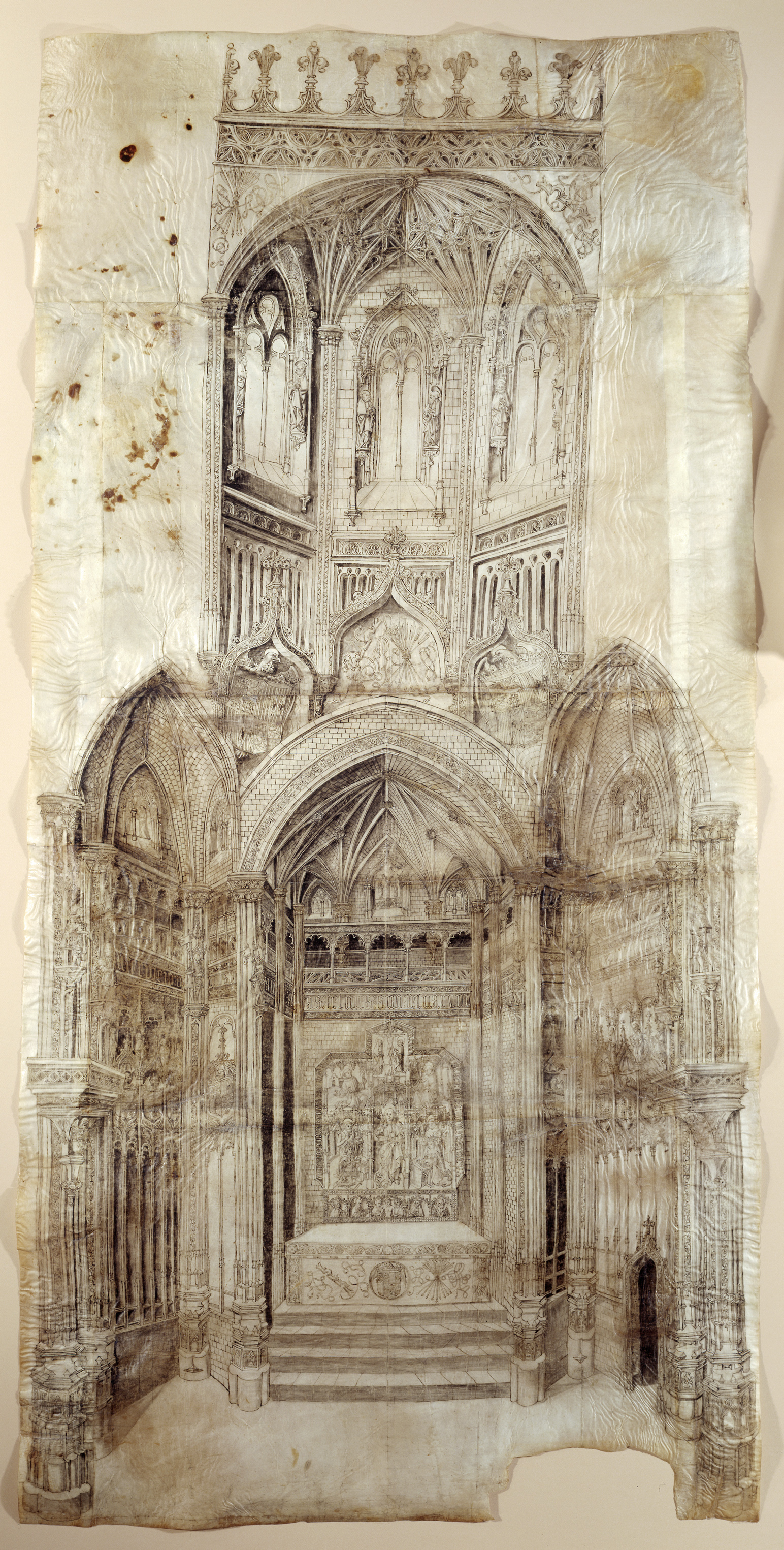
Capilla mayor de San Juan de los Reyes, 1485-1490. Juan Guas.
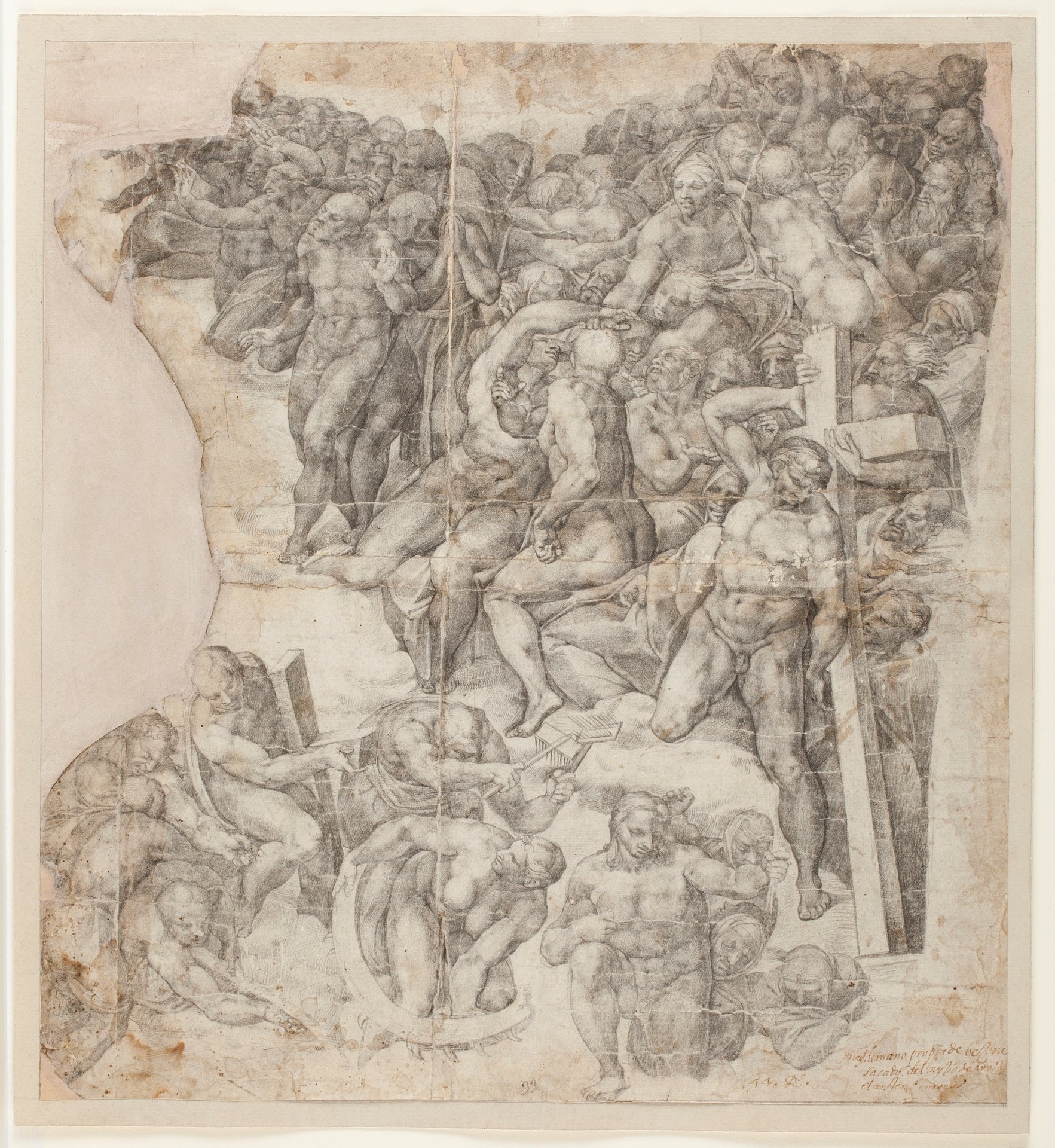
Gaspar Becerra (copia de Miguel Ángel): Juicio Final.
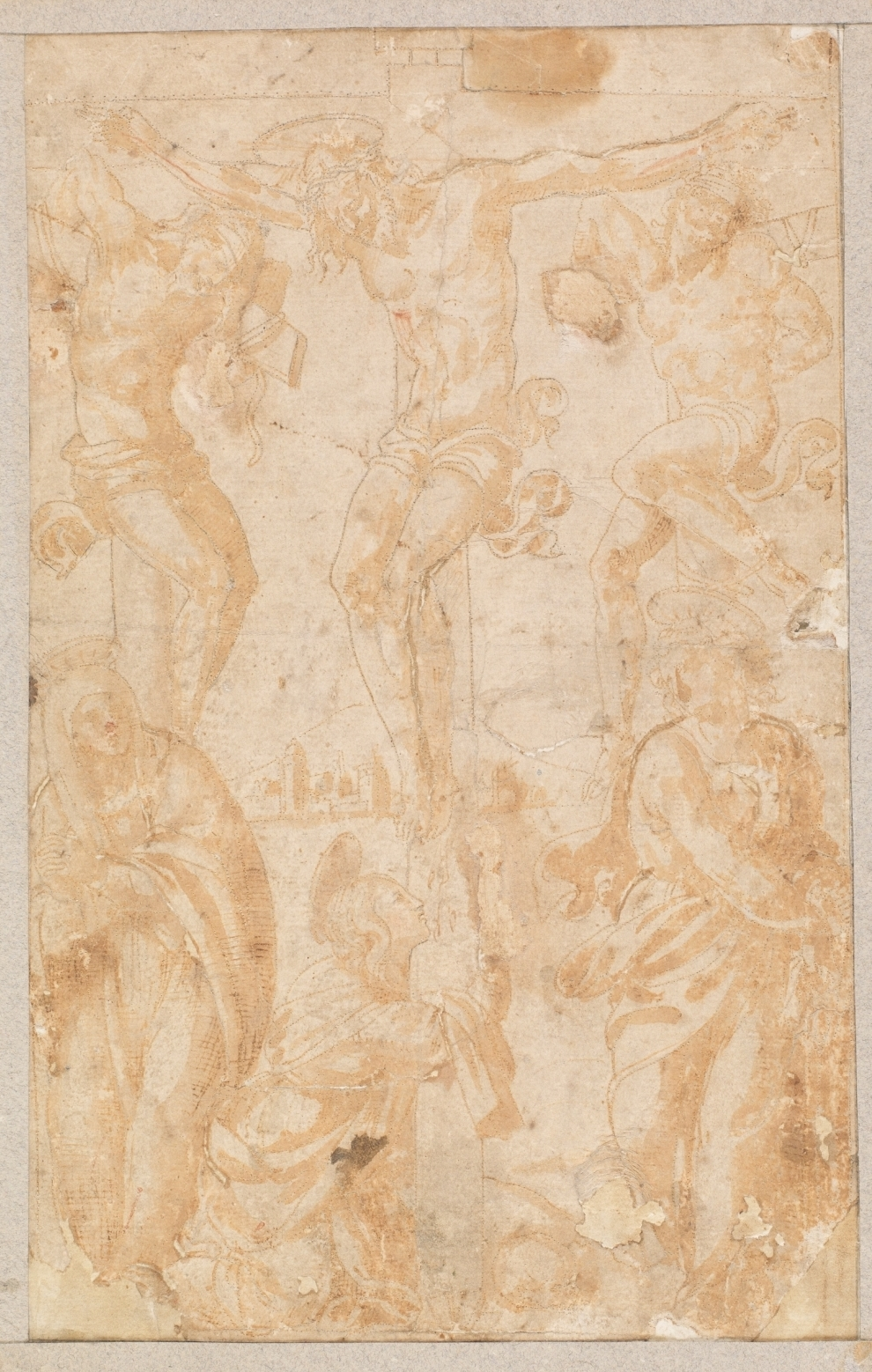
Crucifixión. Juan Correa de Vivar (atribuido), 1533-1566.
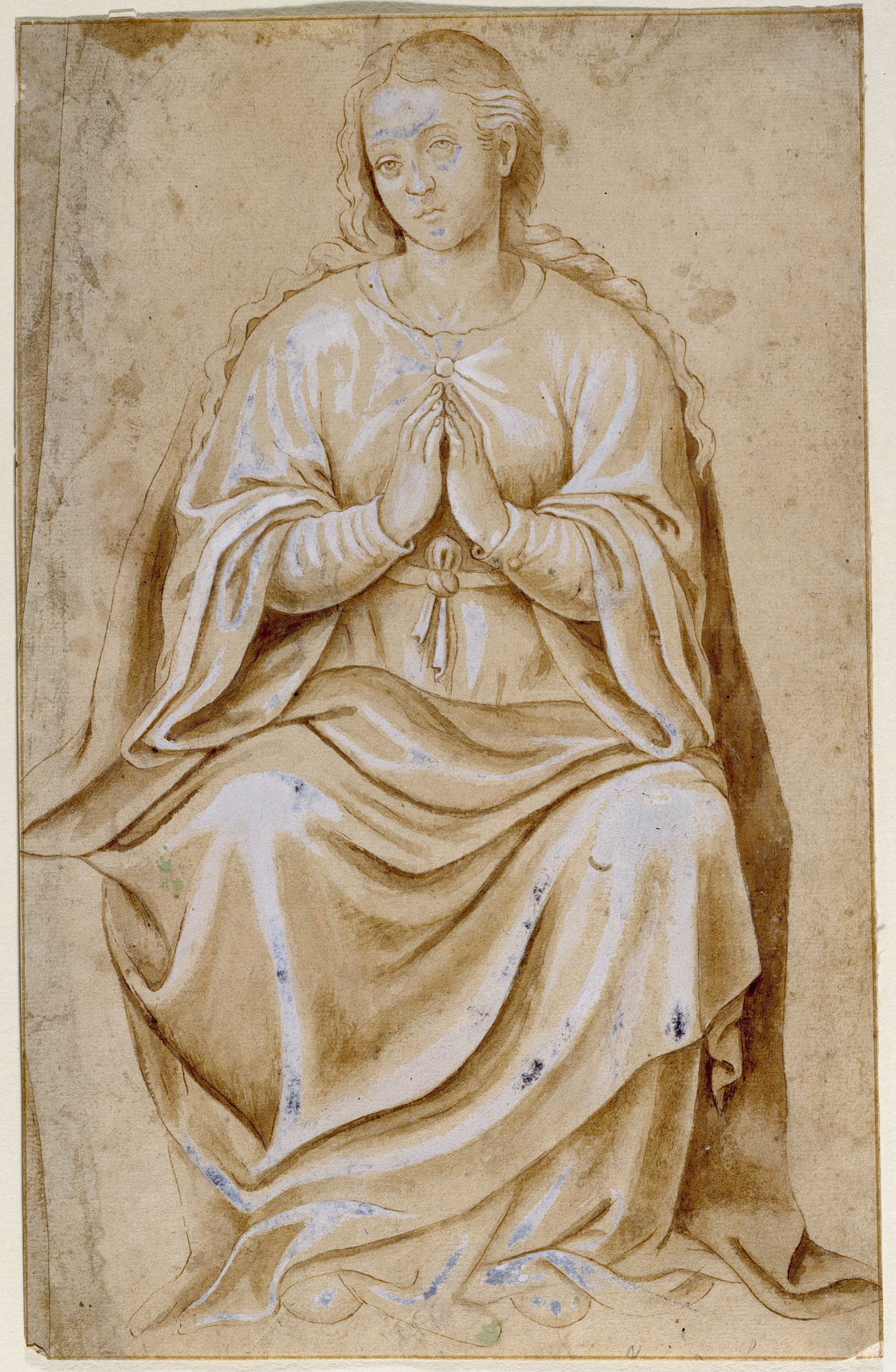
Juan de Juanes: La Virgen, sedente, c. 1555. Legado Fernández Durán.
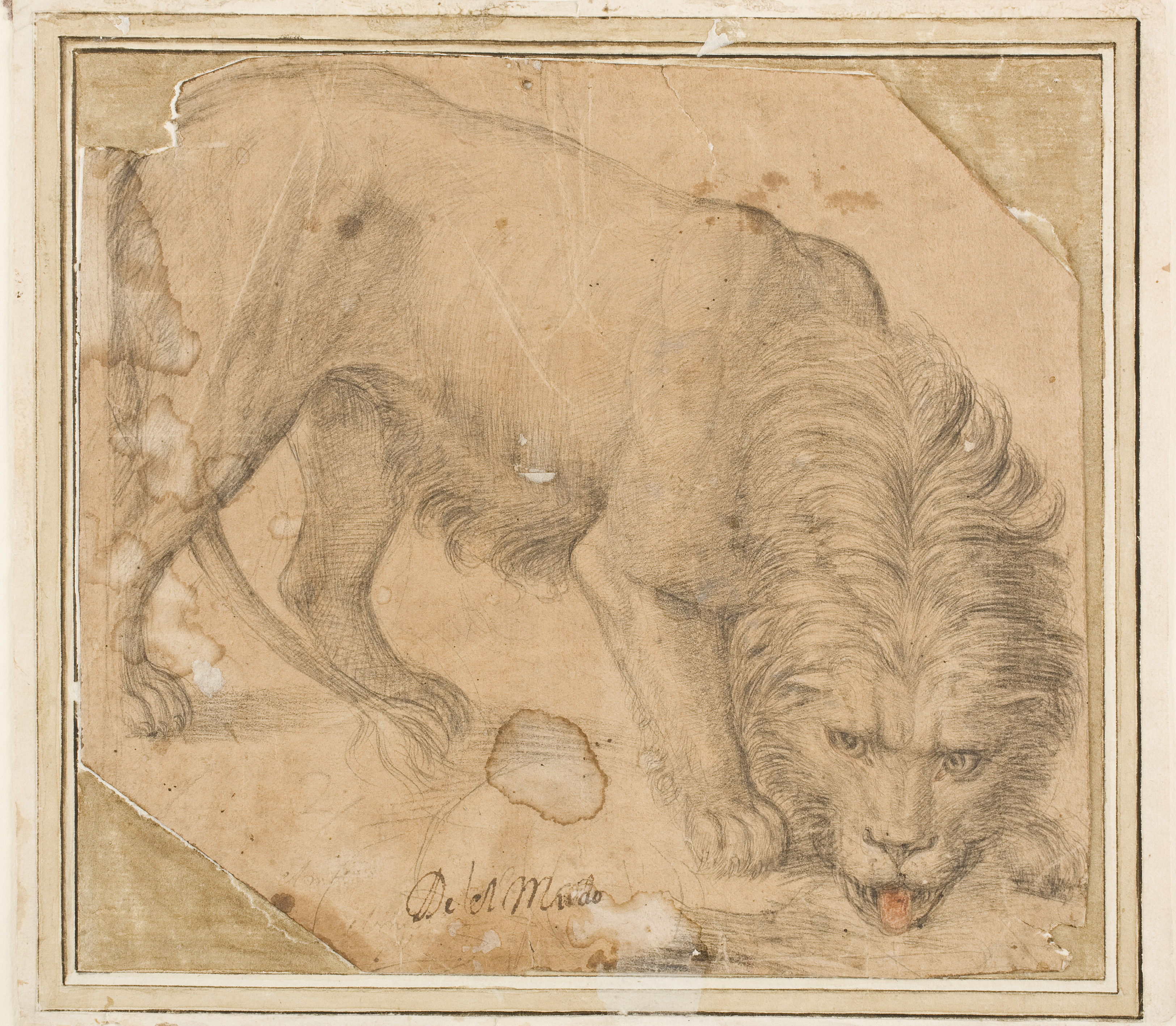
León bebiendo, de Juan Fernández de Navarrete «el Mudo», 1569 (legado Fernández Durán).[nota 4]
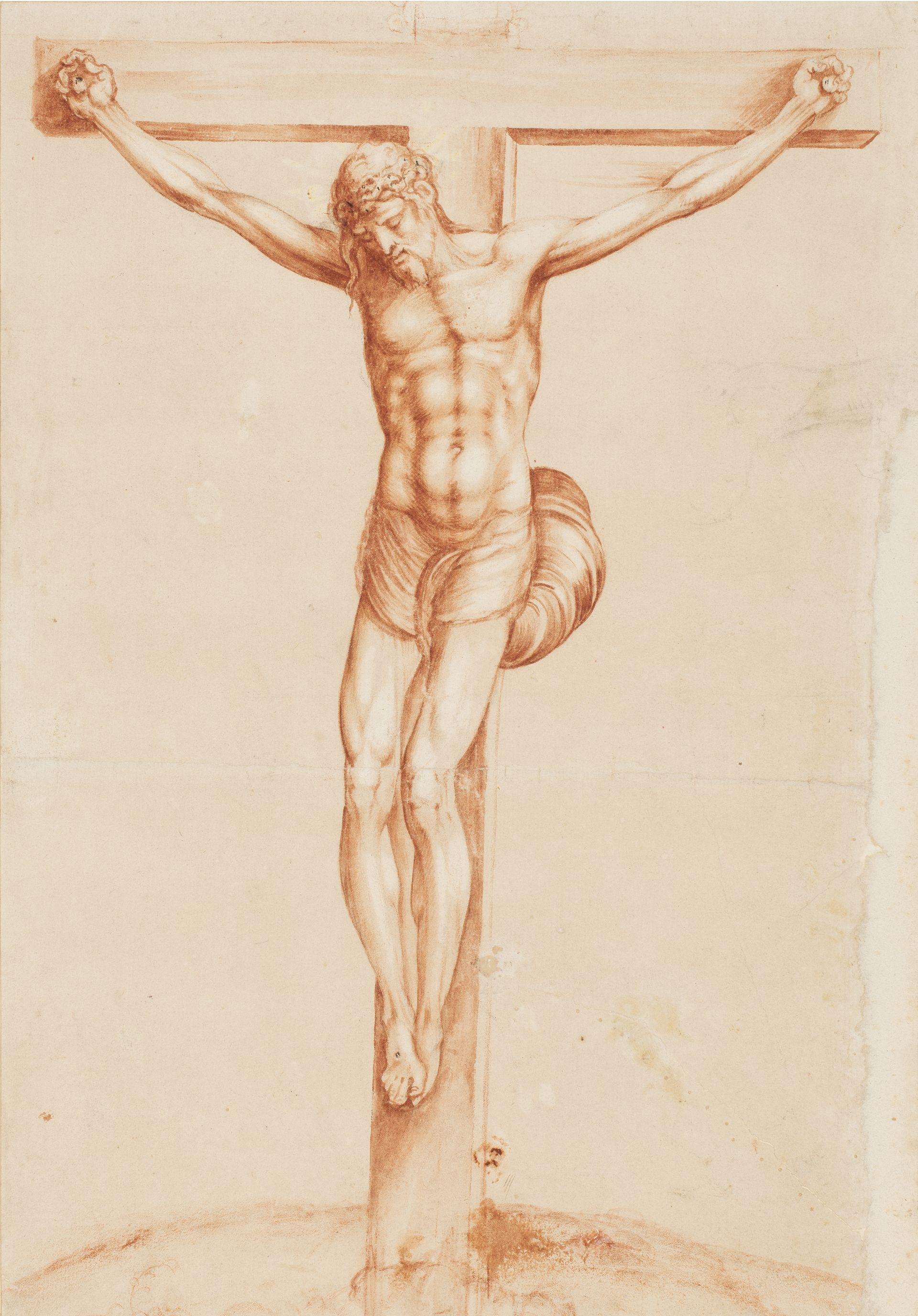
Alonso Berruguete (atribuido): Cristo en la cruz.

#### SigloXVII
Del Siglo de Oro están presentes en la colección la mayoría de los grandes nombres, con las principales excepciones de Velázquez (del que solo se conservan cuatro dibujos, tres en la Biblioteca Nacional y el otro en la Real Academia de Bellas Artes de San Fernando), Zurbarán y Antolínez. Sí figuran en cambio Ribera, Murillo y Claudio Coello, con doce. También Herrera el Viejo, con seis, incluido Un apóstol, «obra esencial de la dibujística española». Asimismo hay hojas de Herrera el Mozo, Francisco Ribalta, Alonso Cano, Valdés Leal, Pedro de Orrente, Antonio del Castillo (veinte, uno de atribución dudosa), Antonio de Pereda, Carreño de Miranda, Mateo Cerezo, Herrera Barnuevo, Francisco Rizi, Jusepe Leonardo, Francisco Pacheco, del que se posee un Juicio Final adquirido en 2010, Francisco Palacios, Bartolomé Carducho (tres), y su hermano Vicente, con un destacado boceto, La expulsión de los moriscos. También es importante el conjunto de Mosén Domingo Saura, tres dibujos, puesto que el total de los que se conocen de su mano no alcanza la decena.
Entre los dibujos de arquitectura y ornamentación sobresalen Traza del túmulo en honor de Carlos II, erigido en Madrid (alzado), Proyecto de monumento para el Jueves Santo y Proyecto de altar o de monumento, los tres de Teodoro Ardemans, los dos últimos atribuidos; y dos trabajos de Cano: Proyecto de retablo para San Andrés, de Madrid, y Retablo de San Juan de Dios.

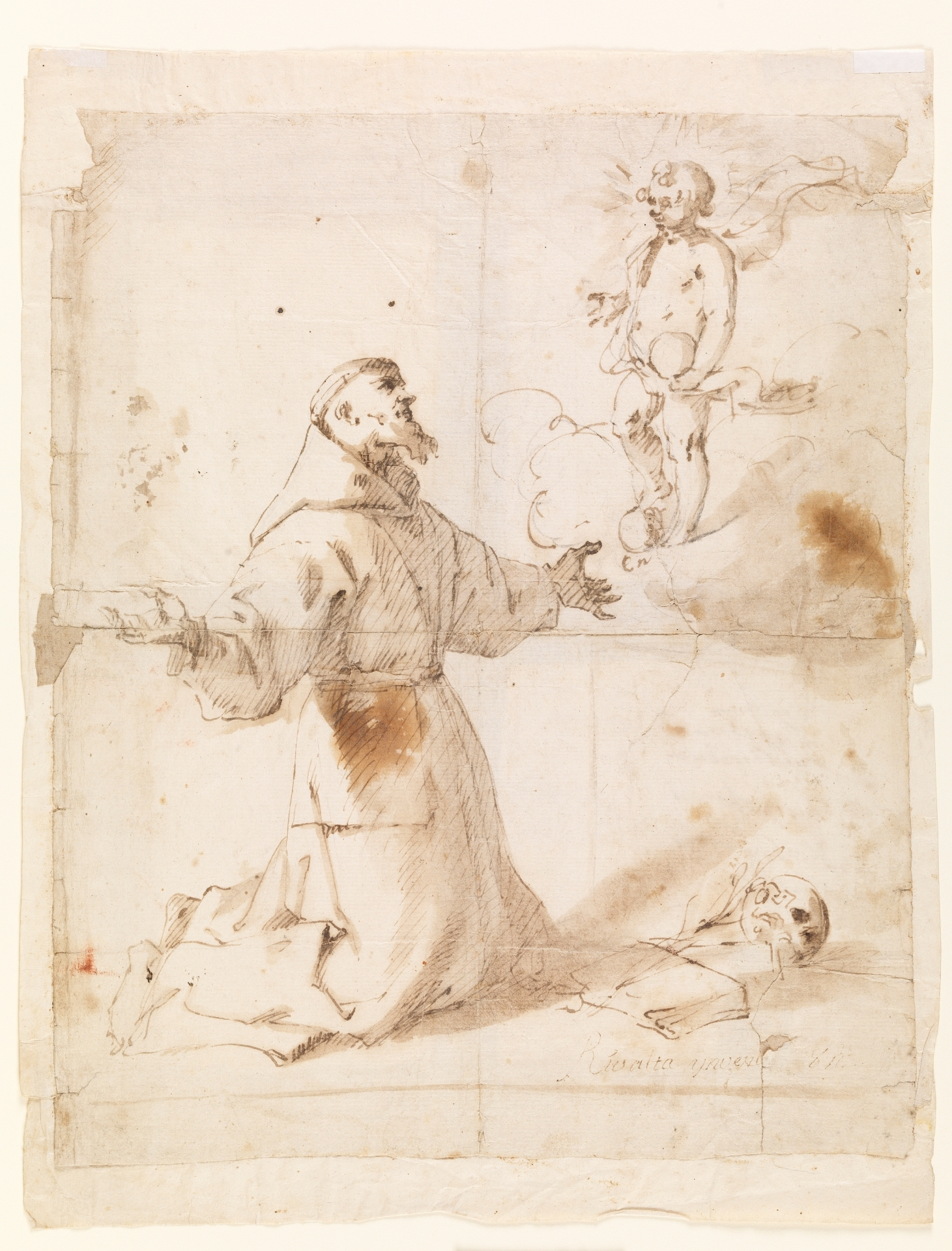
Francisco Ribalta: San Antonio de Padua, uno de los pocos dibujos que se conservan del autor. Legado Villaescusa.
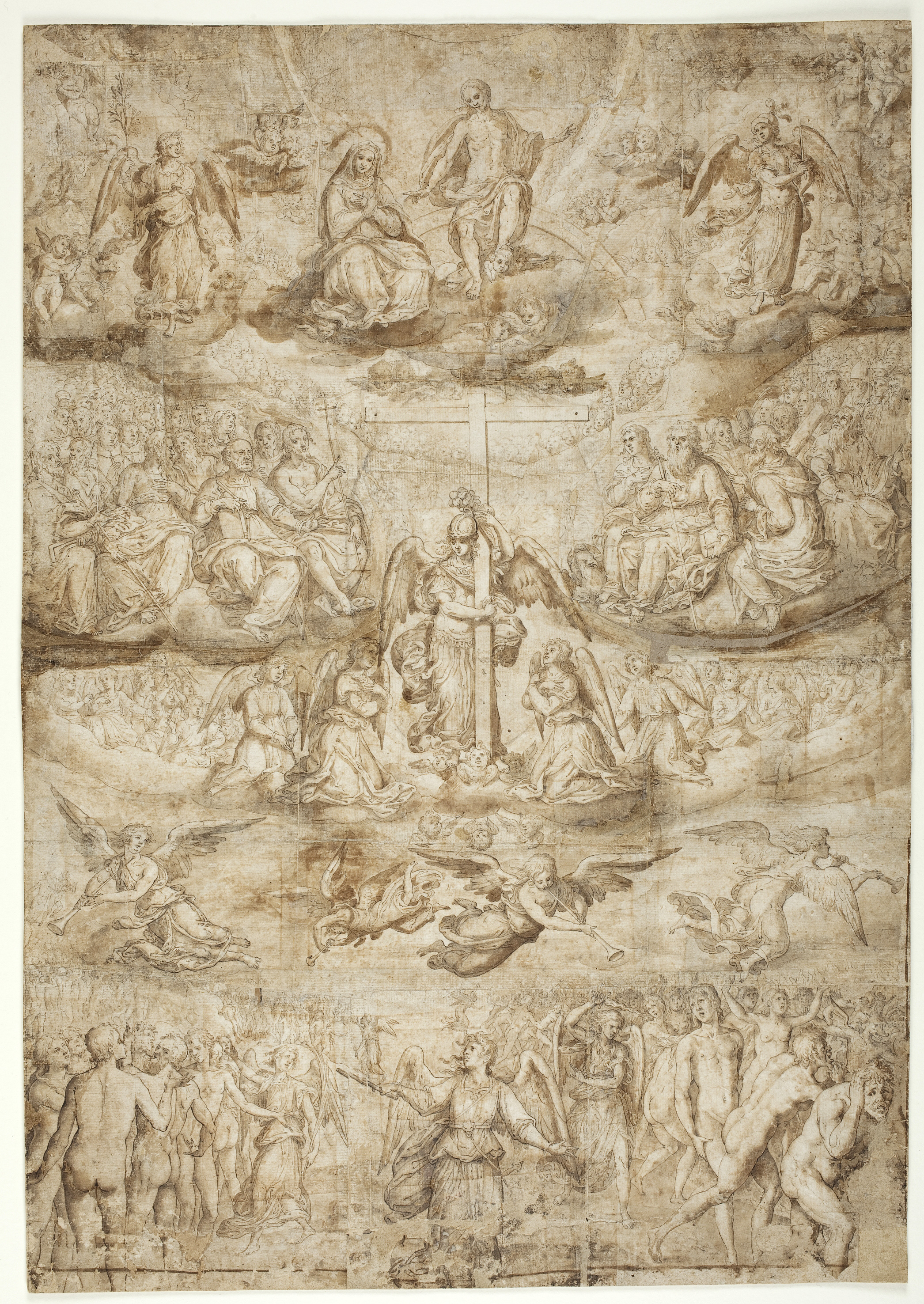
El Juicio Final, de Francisco Pacheco, 1610-1614, tal vez el más importante de los conservados del Siglo de Oro español.[44][nota 6]
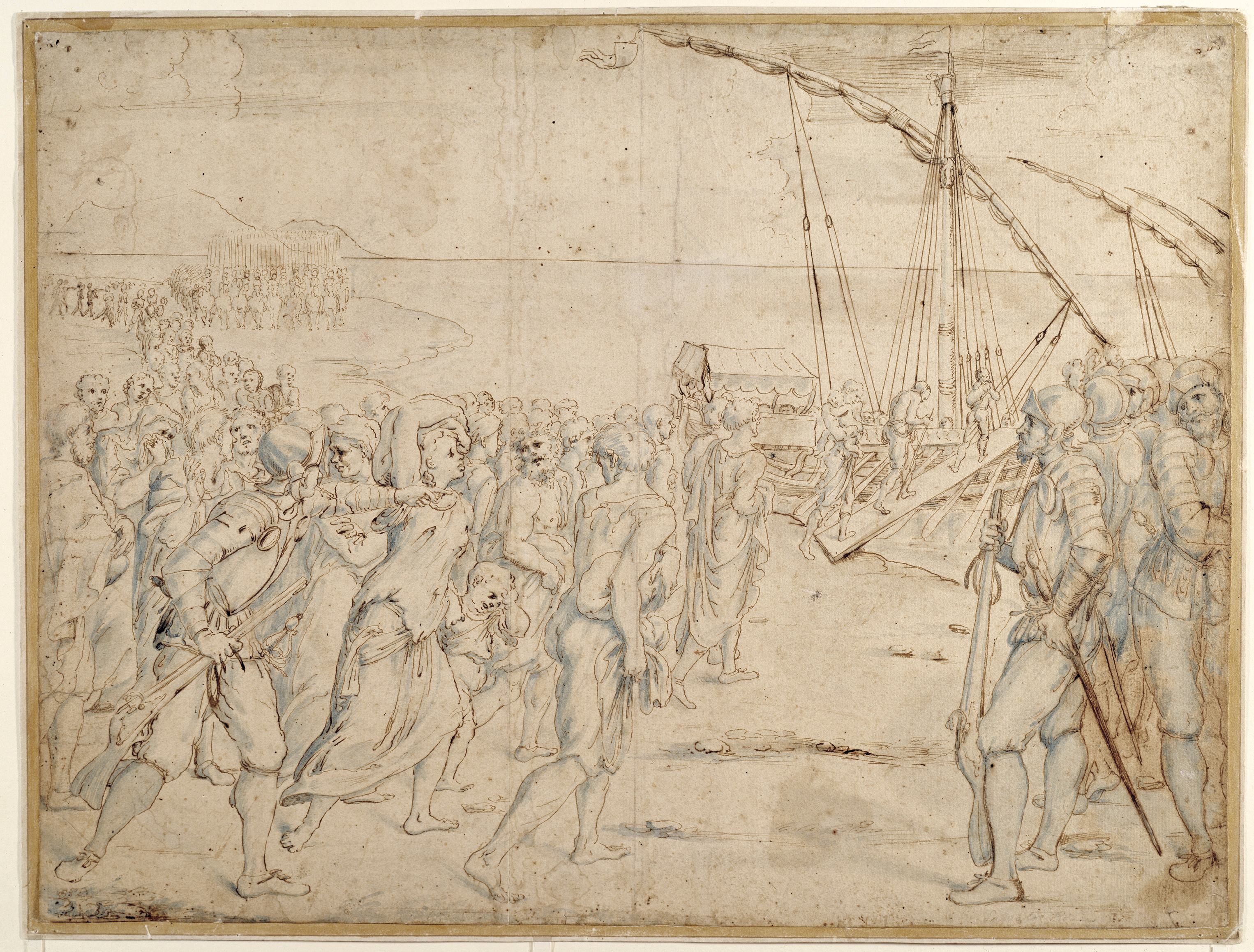
La expulsión de los moriscos, 1627 (c.), Vicente Carducho.
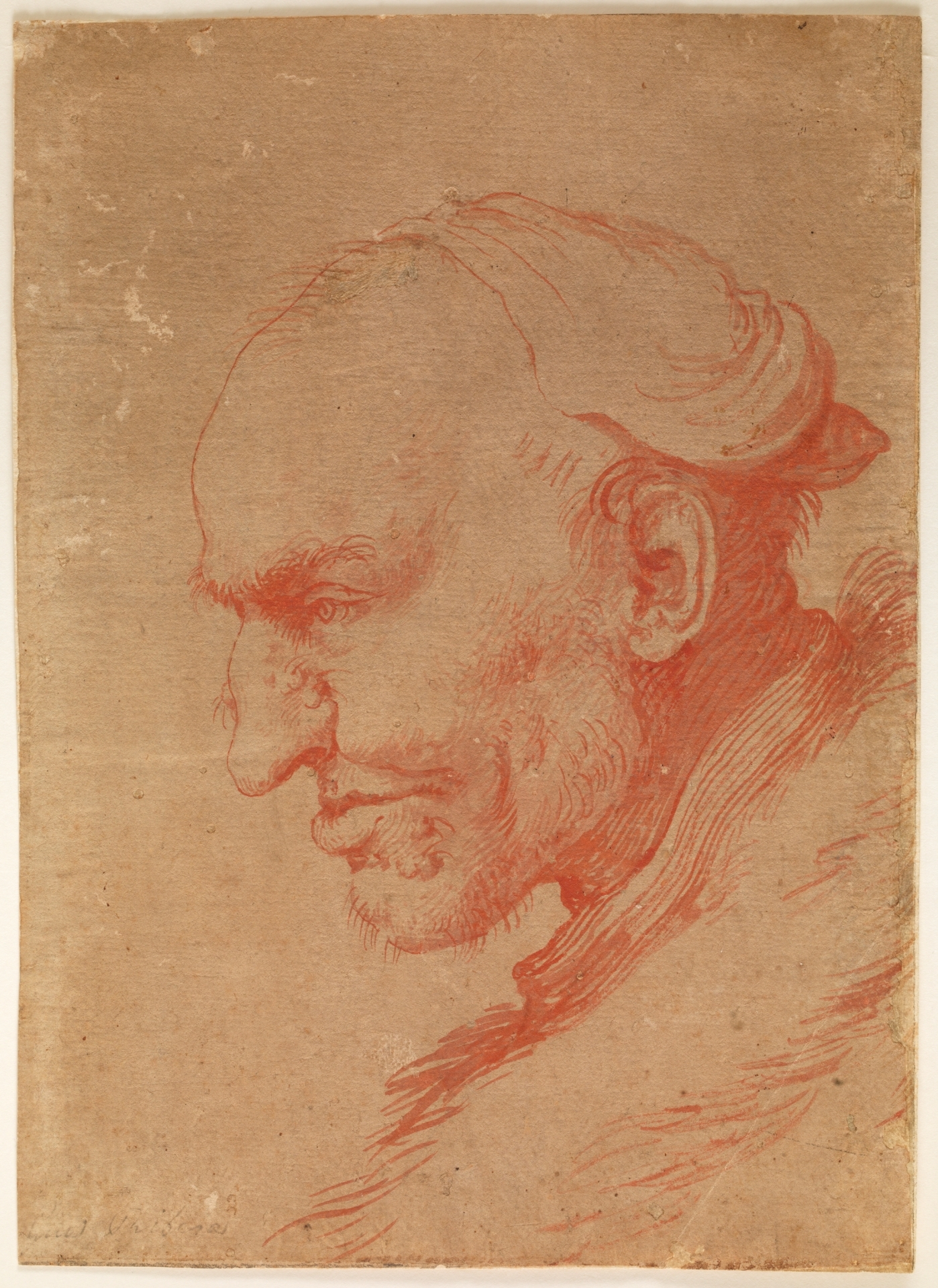
Cabeza de hombre de perfil, 1627-1630, uno de los relativamente escasos dibujos a tinta roja de José de Ribera.
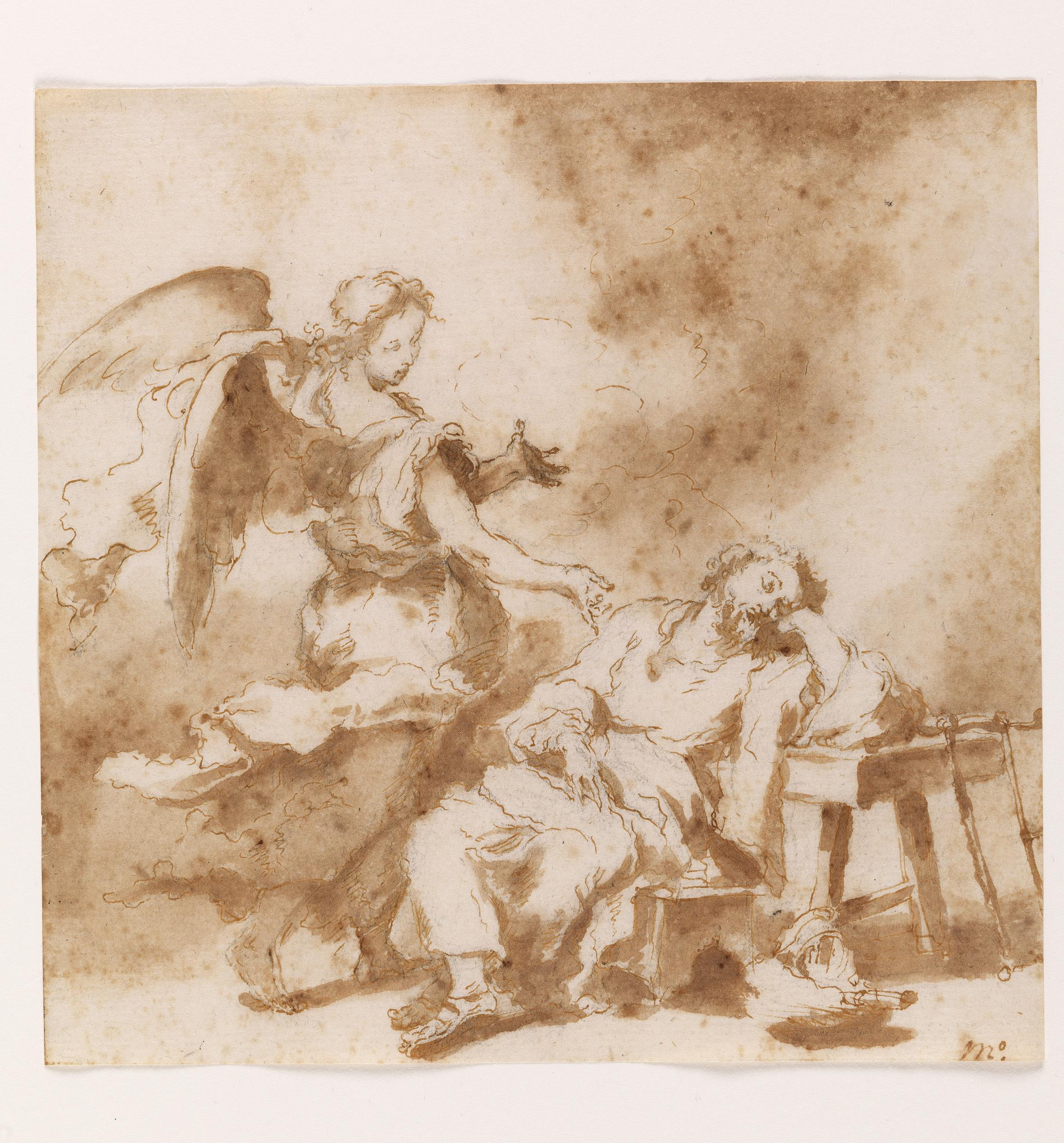
El sueño de san José, 1668-1682, Murillo (legado Villaescusa).
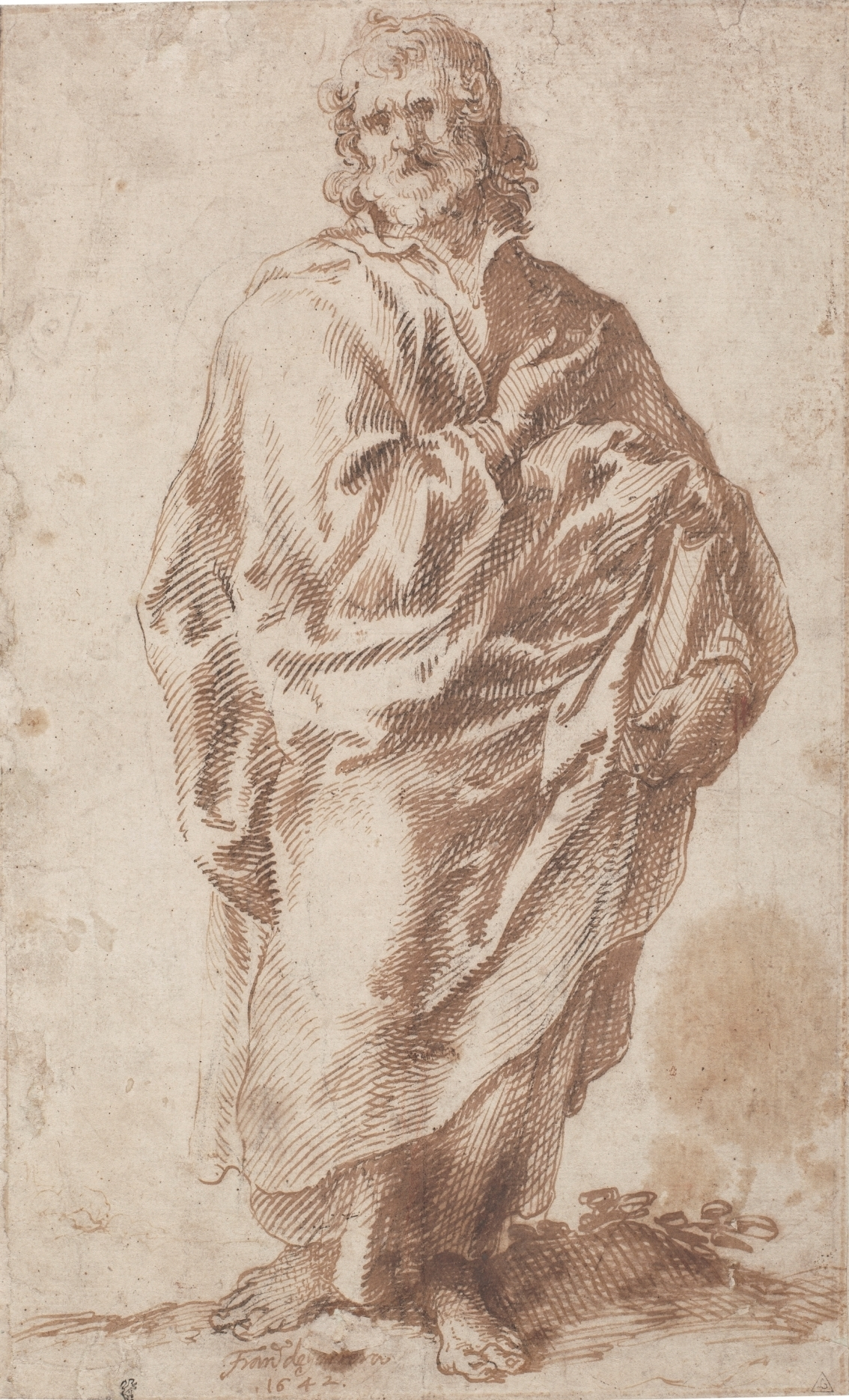
Un apóstol, 1642, de Francisco de Herrera el Viejo. Legado Villaescusa.

#### SigloXVIII
Del XVIII destaca el extraordinario conjunto de obras de Francisco Bayeu, que junto con las de su hermano Ramón superan las cuatrocientas cincuenta, en su mayor parte (al menos cuatrocientas ocho) procedentes del lote adquirido en 1816 para el Real Estudio de Pensionados. La gran mayoría son preparatorias para sus frescos y pinturas de caballete para las residencias reales, aunque también hay estudios para otros encargos, como los frescos del claustro de la Catedral de Toledo y varios de los que ejecutaron en la Basílica del Pilar de Zaragoza (cúpulas Regina Sanctorum Omnium, Regina Apostolorum, Regina Confessorum, Regina Patriarcharum, Regina Prophetarum y Regina Virginum). Asimismo se conservan amplios conjuntos de Mariano Salvador Maella y José del Castillo. Los del primero incluyen un cuaderno italiano (taccuino) y los de Castillo tres (cuatrocientos cuarenta y cuatro dibujos), adquiridos por el museo respectivamente en 2005 y 1990.
Otro de los grandes puntales de la colección dieciochesca es Luis Paret, con una representación no tan cuantiosa, veintiocho obras, aunque también muy importante. El Gabinete posee una de las más sobresalientes realizaciones de su inicial etapa neoclásica, Trofeo militar romano, comprado en 2010, pero es especialmente brillante su fondo de acuarelas y gouaches (aguadas de pigmentos opacos), con varios de sus mejores trabajos: Cola-roja collarada, Oropéndola, Una cebra, realizadas las tres para el Gabinete de Historia Natural del infante don Luis, las dos últimas adquiridas en 1991 con fondos del legado Villaescusa; y la que está considerada la más bella acuarela de todo el siglo XVIII español, Una celestina y dos amantes, incorporada en 2016. Cola-roja collarada y Oropéndola son además las dos únicas aguadas pertenecientes a colecciones públicas de las veintitrés que integraban el que fue el conjunto más importante de la carrera artística de su autor, la Colección de las aves que contiene el Gavinete de Hista. Natural del Serenmo. Sor. Infante D. Luis.
De igual modo es reseñable el grupo de treinta y un diseños, uno atribuido, de José Camarón Bonanat, y el de ocho de Antonio Carnicero, uno atribuido, dado que se conservan muy pocos suyos. Entre ellos figura un excepcional, por calidad y tamaño (290 × 240 mm), Fernando de Borbón, príncipe de Asturias, comprado en 2013. De Manuel Salvador Carmona, el más importante grabador español de ese siglo, hay diecinueve o veinte dibujos, incluidos un destacado Autorretrato, adquirido en 2013, uno de los retratos a sanguina españoles más bellos del siglo XVIII; y un retrato de su esposa, Anna Maria Mengs, comprado en 2017, en el que la muestra ejecutando un dibujo, extraordinario por no haber sido nada habitual en España la representación de mujeres dibujando. Once son los de Antonio González Velázquez, siete de ellos preparatorios para una edición ilustrada del Flos sanctorum; y seis los de Miguel Jacinto Meléndez, tres de temática religiosa y otros tantos retratos de miembros de la familia real. También hay que mencionar el nutrido conjunto de Antonio González Ruiz, cincuenta y cinco papeles, uno atribuido, y el dibujo de Joaquín José Fabregat, uno de los cinco únicos conocidos de su autor.
Entre los dibujos de arquitectura y ornamentación figuran un Proyecto de retablo mayor para la iglesia de san Francisco Javier en Nuevo Baztán (Madrid), de José de Churriguera, una Traza arquitectónica para retablo o baldaquino, de un anónimo madrileño de la primera mitad del XVIII, del círculo de los Churriguera, pieza de inusuales dimensiones (974 × 261 mm); y un Altar de la Eucaristía, igualmente del círculo de los Churriguera, además de un Diseño de un monumento de Semana Santa para el Consistorio bilbaíno, de Paret.

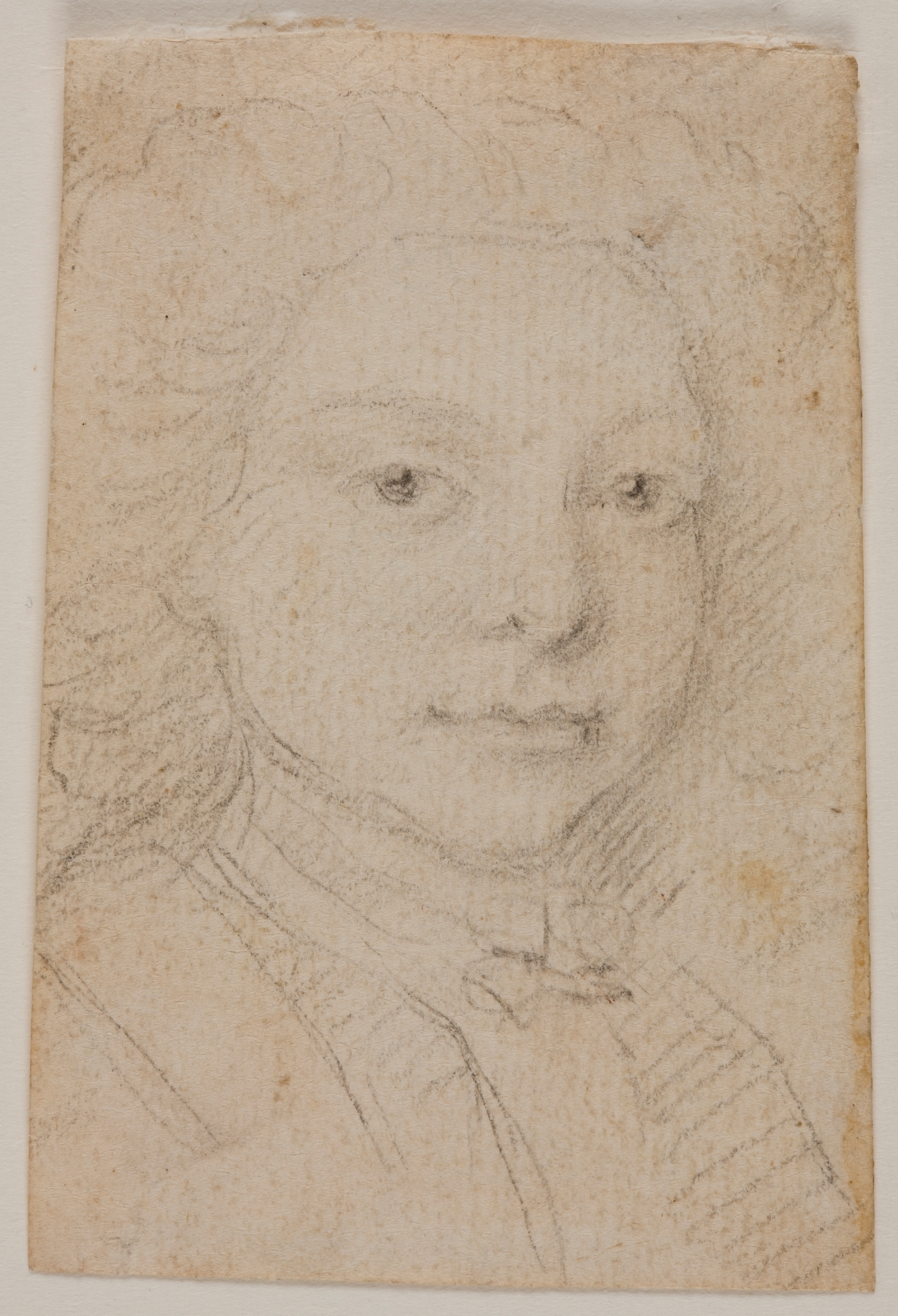
El infante Felipe, por Miguel Jacinto Meléndez.
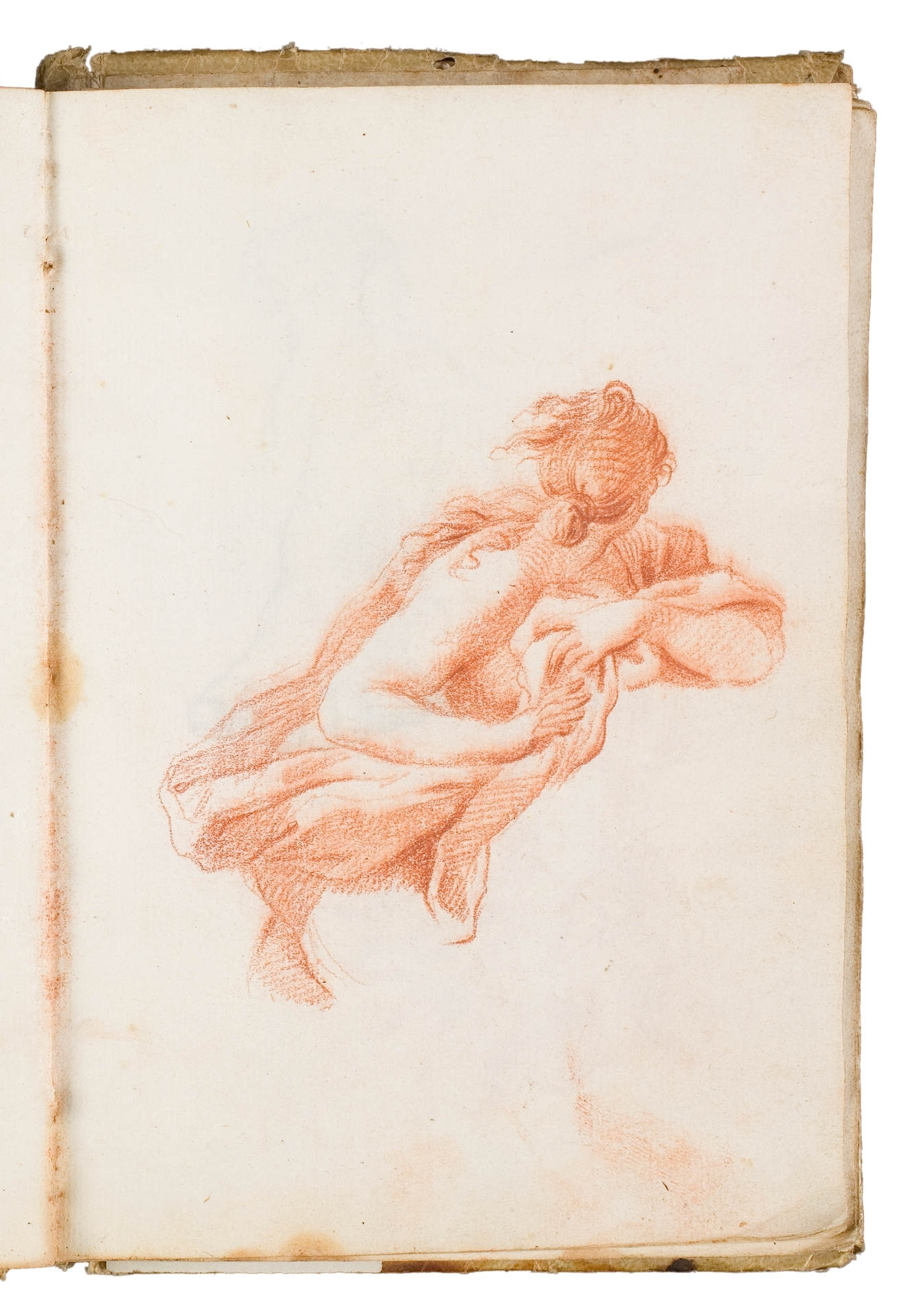
Ninfa de espaldas, 1758-1764. Dibujo de Mariano Salvador Maella, copia parcial de la pintura Apolo y Dafne, de Giuseppe Chiari.[nota 9] Contenido en su Cuaderno italiano.
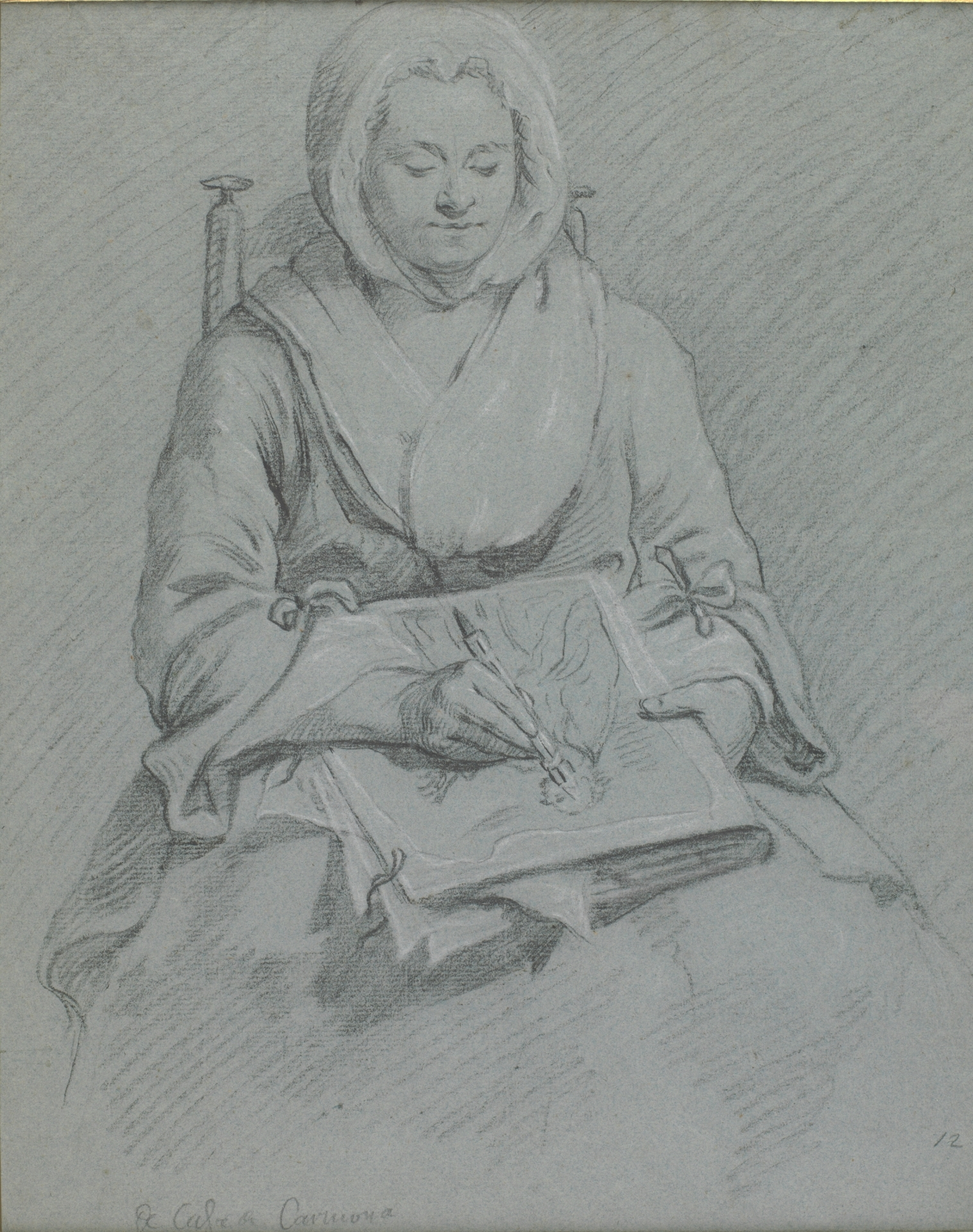
Manuel Salvador Carmona: Anna Maria Mengs dibujando.
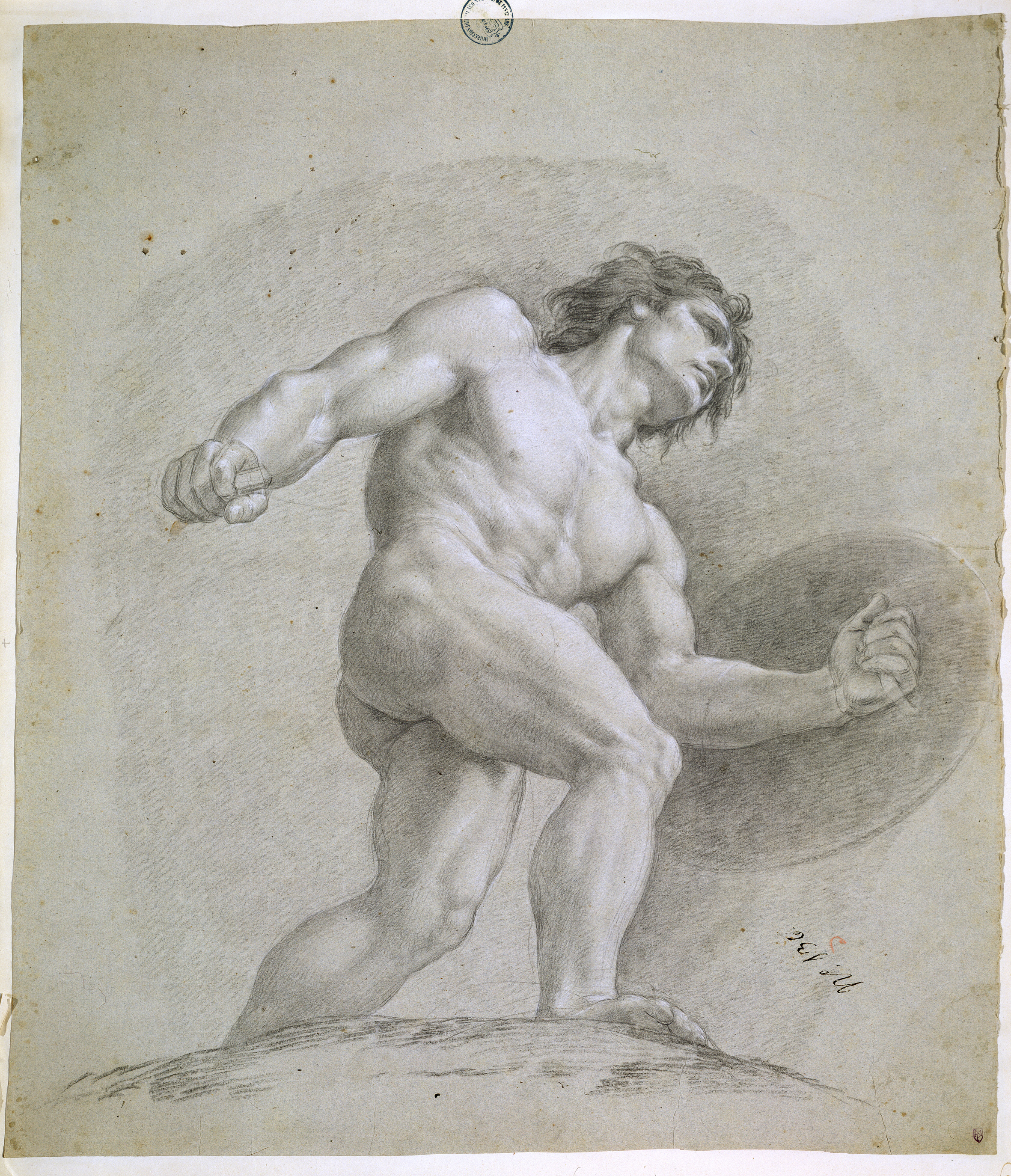
Marte, 1764, dibujo preparatorio de Francisco Bayeu para El Olimpo: batalla con los gigantes.
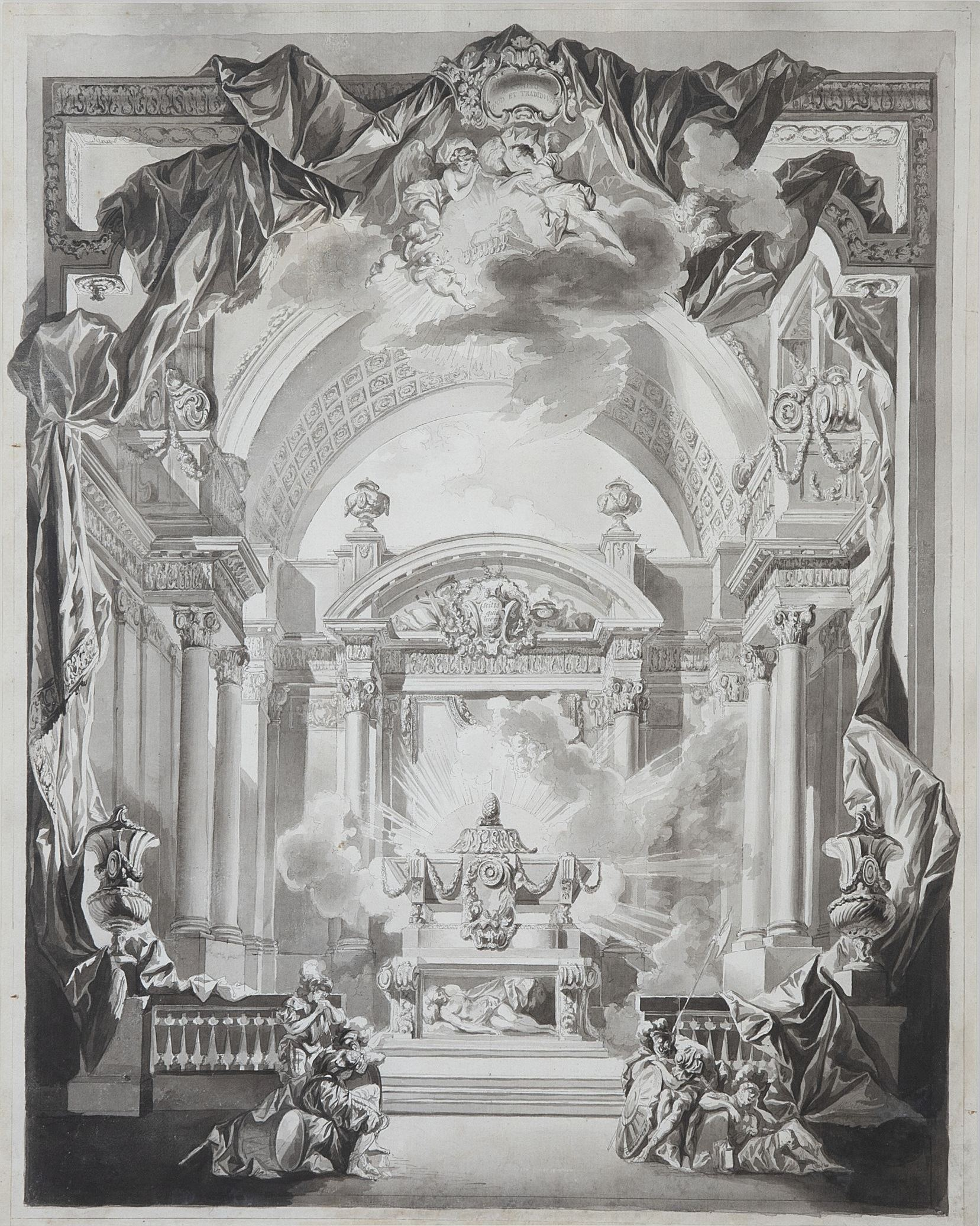
Diseño de un monumento de Semana Santa para el Consistorio bilbaíno, de Luis Paret, 1780-1782.
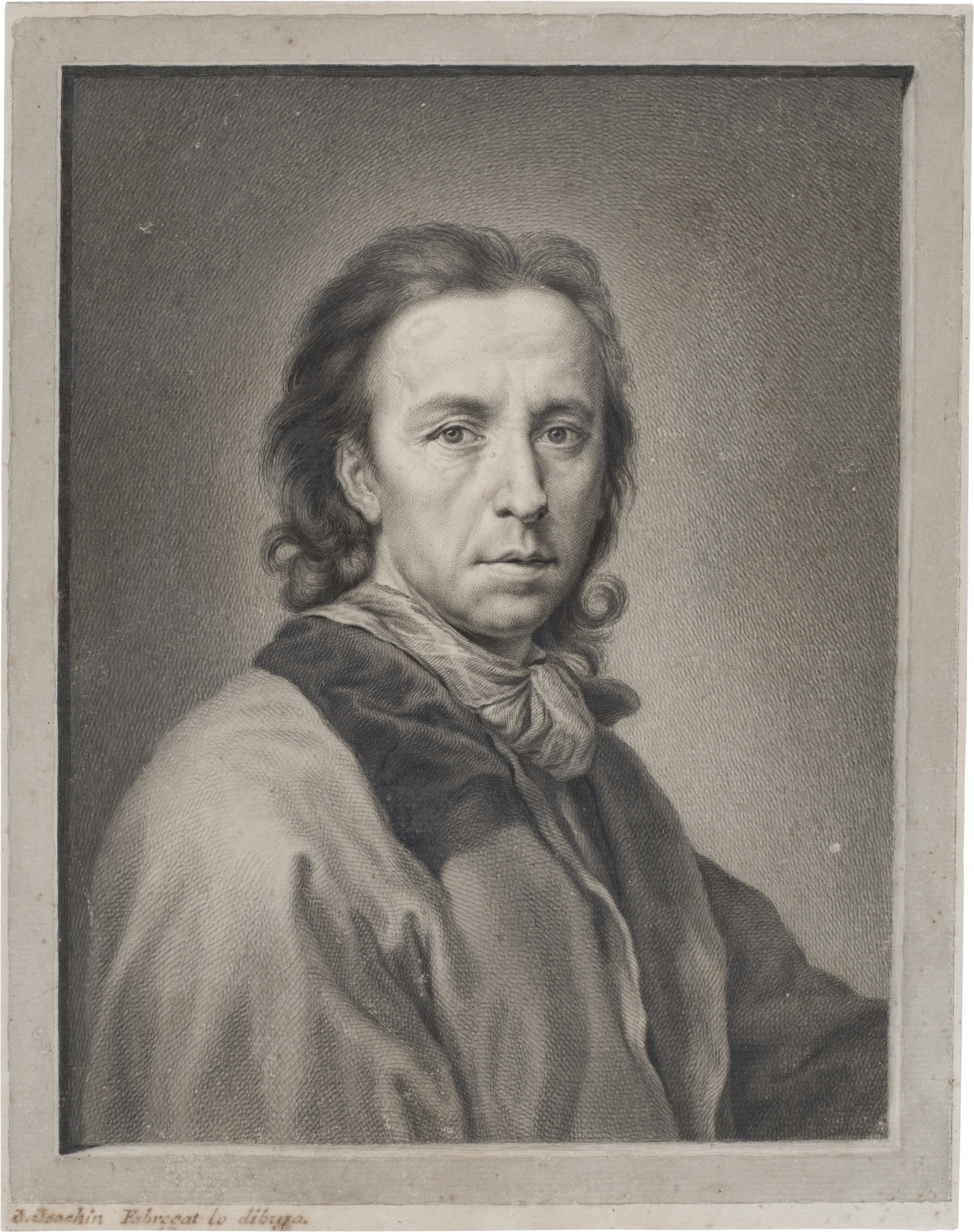
Anton Raphael Mengs, obra de Joaquín José Fabregat por pintura del retratado, 1781.

#### Goya
Los dibujos de Goya constituyen el conjunto más destacado del Gabinete. Son más de quinientos veinte diseños, que suponen más de la mitad del total de los que se conservan del autor, que no llegan a mil. Incluyen la casi totalidad de los preparatorios para sus grabados, muchos de los de sus cuadernos, así como algunos ejemplares sueltos.
Los orígenes de esta colección se remontan a 1866, con la adquisición de un lote de ciento ochenta y seis dibujos de sus cuadernos por parte del Museo de la Trinidad, del cual pasaron al Prado tras su disolución en 1872. A este bloque inicial se unieron un lote de doscientos sesenta y dos, en su mayor parte preparatorios para sus grabados, comprado en 1886, y algunas adquisiciones puntuales posteriores.
El Cuaderno italiano, propiedad del museo desde 1993, es el único de los de Goya que no fue completamente desmembrado, si bien en origen el número de sus hojas fue superior al de las ochenta y tres actuales, ya que de algunas otras solo permanecen vestigios y además algunos cuadernillos están incompletos, tal vez porque el propio artista o ulteriores propietarios arrancasen diversas hojas. De los otros ocho (A-H), el Prado cuenta con dibujos de todos, salvo del D o de viejas y brujas, después de que en 2007 se comprasen dos hojas del Cuaderno E o de bordes negros. El mejor representado es el C, o de la Inquisición, que es el más importante cuantitativamente (ciento veintiséis dibujos conocidos), y el único de estos ocho que se ha conservado casi intacto, puesto que el museo posee ciento veinte de ellos.
En la estela goyesca hay que citar los veinticuatro Caprichos que realizó José Zapata como respuesta a los del fuendetodino, una suerte de antítesis moralizante de estos, por lo que son también conocidos como Contracaprichos. De los Caprichos hay además setenta y siete copias de autor anónimo que pertenecieron al pintor Martín Rico, y que fueron donadas en 2012 por su nieta Claude Rico Robert.

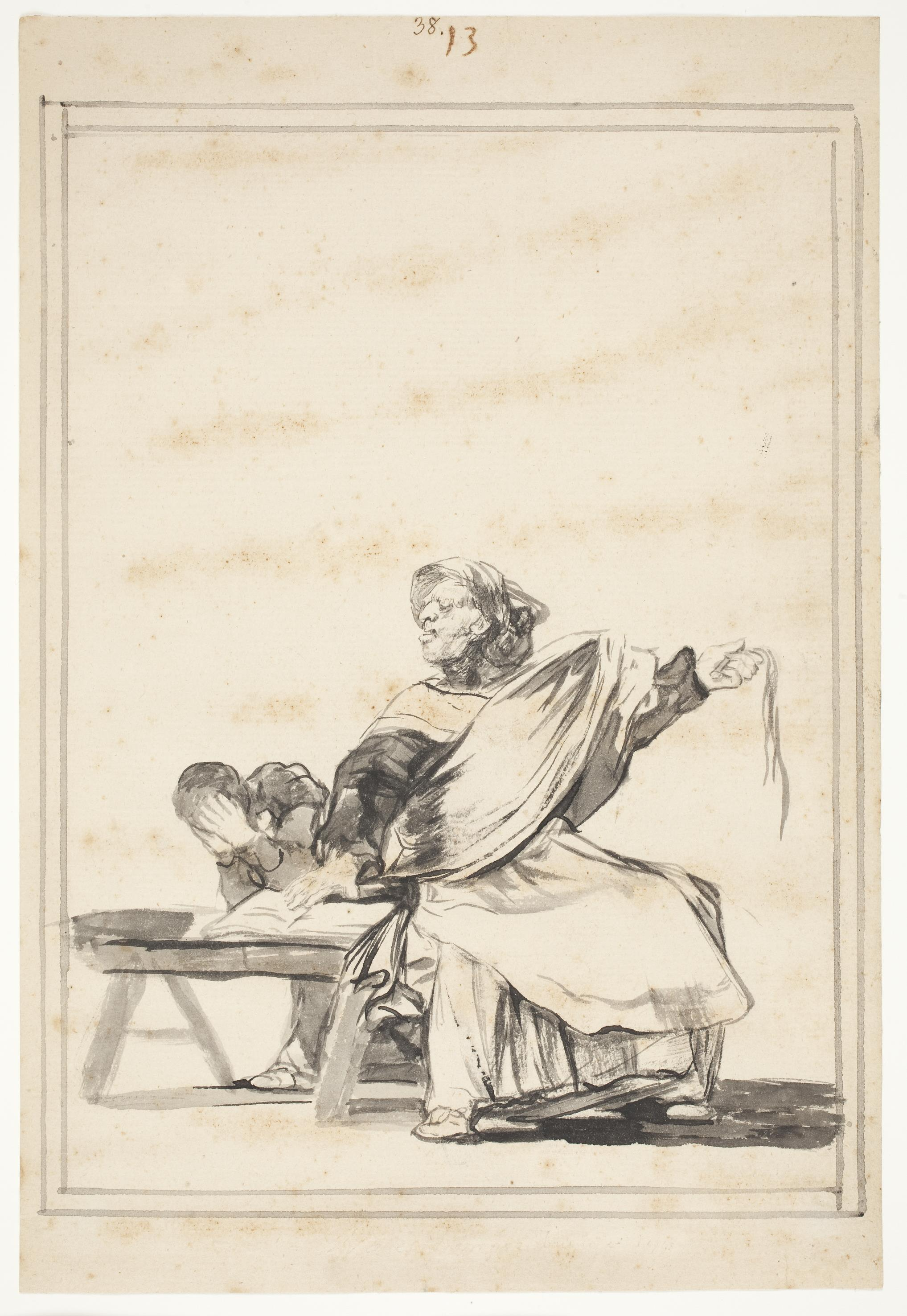
No es siempre bueno el rigor. Cuaderno E, 13, c. 1816-1820.
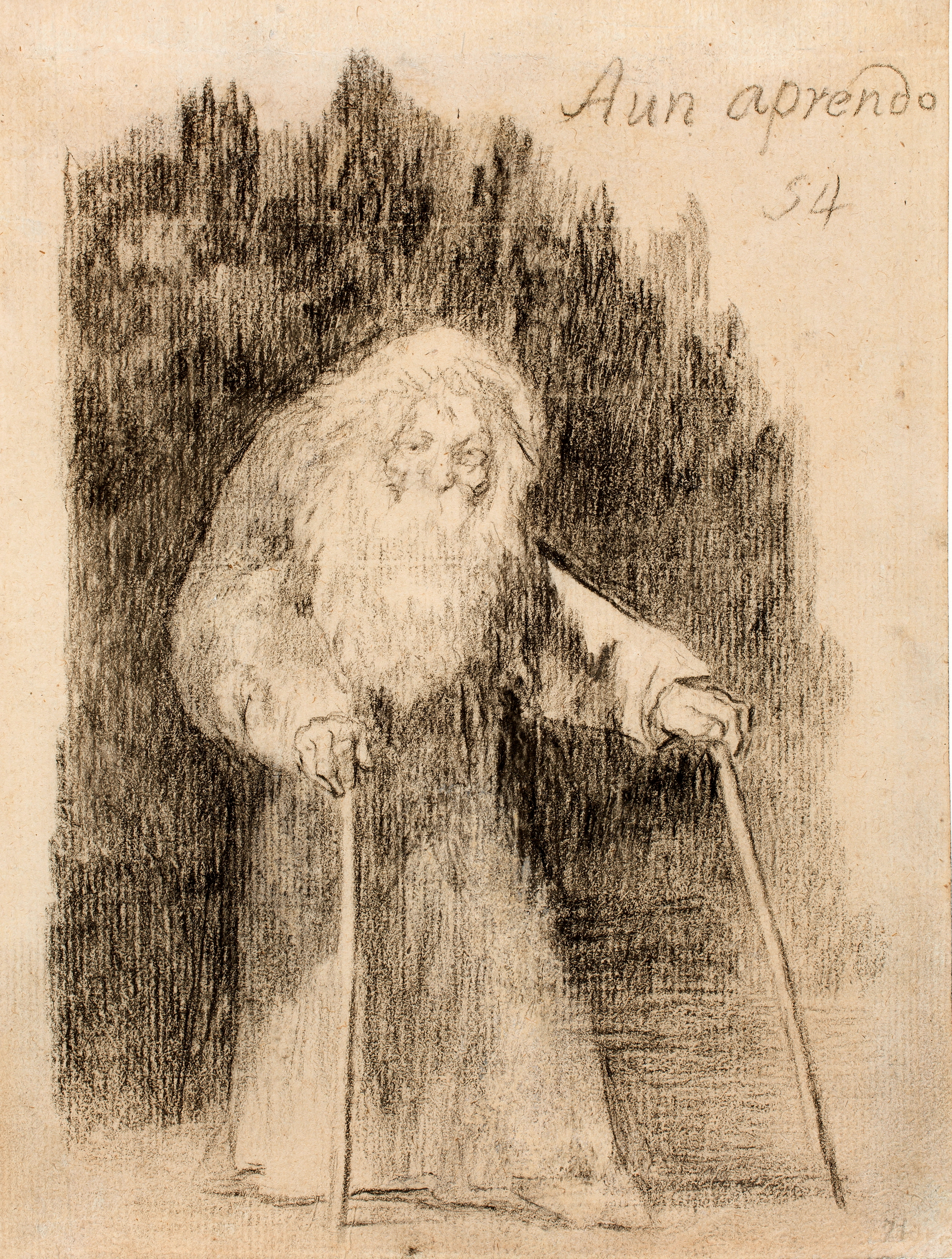
Aun aprendo. Cuaderno G, 54, c. 1826.

#### SigloXIX
Hay una amplia colección de dos de los tres artistas más destacados del siglo XIX español, Eduardo Rosales y Mariano Fortuny, aunque en cambio no hay ningún trabajo del otro, Joaquín Sorolla. 
De Rosales tiene el gabinete ciento siete dibujos, todos procedentes del extinto Museo de Arte Moderno salvo uno comprado en 2019, otro donado en 2022 por la Comisión siglo XIX de la Fundación Amigos del Museo del Prado, y dos adquiridos en 2023. El núcleo lo conforman los adquiridos a su hija Carlota: ochenta y tres en 1912 y diez en 1926. A ellos se suman dos legados en 1923 por Jacinto Octavio Picón, seis comprados en 1942, y dos en 1959.
De Fortuny posee un conjunto de más de ochenta obras. Su base son los cincuenta y seis dibujos donados en memoria de su esposo en 1950 por Henriette Nigrin, viuda del hijo del pintor, Mariano Fortuny y Madrazo. Previamente el legado Ramón de Errazu había aportado en 1904 cuatro acuarelas, entre ellas tres de las más destacadas: Menipo, detalle (copia de Velázquez), Idilio y Un marroquí. Además la compra en 2006 de la Colección y Biblioteca Madrazo añadió alrededor de veinte retratos a aguada y pluma.
Es también muy importante el fondo de dibujos de la saga Madrazo, especialmente de José, Federico y Juan. Este conjunto procede fundamentalmente de la citada Colección y Biblioteca Madrazo, adquirida a los herederos de Luis, que incluía alrededor de cuatrocientos diseños de José, los cuales suponen la casi totalidad de su producción dibujística, puesto que hasta la aparición de estas hojas inéditas solo se conocían dos docenas de dibujos salidos de su mano. La colección aportó además trescientos dibujos y calcos de Federico y cuatrocientos dibujos arquitectónicos atribuidos a Juan. También la totalidad de los dibujos preparatorios ejecutados por Luis para su obra capital, el Entierro de Santa Cecilia en las catacumbas de Roma, veinte folios, además de varios estudios previos. El fondo se vio complementado en 2012 con la compra del archivo y colección de obra sobre papel de Elena Madrazo, nieta de Ricardo. La Colección Elena Madrazo incluía trescientas veintinueve hojas, algunas con más de un dibujo adherido, y doce cuadernos. Parte de los dibujos eran de mano de Federico, y había también de Raimundo y de Ricardo, autor asimismo de alguno de los cuadernos, mientras que el resto de las obras eran de otros artistas del XIX, entre ellos Fortuny. De Federico de Madrazo hay que señalar otro importante conjunto existente en el Prado, el de los retratos a lápiz que realizó de amigos artistas y literatos, legado íntegramente por el autor a la institución.
Destaca asimismo la colección del paisajista Carlos de Haes, con un conjunto de ciento veintinueve dibujos donados en 1899 por Jaime Morera y el resto de sus discípulos, que se complementó en 2005 con la compra de un álbum de dibujos (veintidós) de su etapa inicial. También es notable la representación del igualmente paisajista Martín Rico. A su hasta entonces única obra sobre papel en el museo, la acuarela A orillas del Guadaira (legado Ramón de Errazu, 1904), se unieron en 2007 cuarenta cuadernos de dibujos (con un total de dos mil setecientos ochenta y ocho diseños),
y un álbum de acuarelas (ciento once). Este conjunto, uno de los más numerosos de un artista español del siglo XIX, constituye uno de los dos grandes bloques de dibujos del autor (el otro es el que posee la Hispanic Society of America). Fue adquirido a su nieta, Claude Rico Robert, que por otra parte donó en 2012 treinta y cuatro dibujos de su etapa de formación, a los que se sumaron otras cuatro hojas donadas en 2022 por Michel Rico Durcudoy, biznieto del autor. De igual modo se cuenta con una extensa colección de otro paisajista, Emilio Sánchez Perrier, ciento noventa y tres dibujos, uno de los dos conjuntos en los que se concentra su obra gráfica junto con el conservado en la Fundación Cajasol de Sevilla. Todos salvo uno fueron donados en 2019 por la Fundación Tatiana Pérez de Guzmán el Bueno. Menos nutridas ya son la representación de Agustín Riancho (veintiséis dibujos) y la de Genaro Pérez Villaamil (catorce, uno de ellos depositado en el Museo de Burgos).
Otros conjuntos importantes de dibujos decimonónicos son los tres álbumes, ingresados en 2019, con trescientos ochenta y ocho dibujos de Antonio Rodríguez, preparatorios de sus series de estampas Coleccion general de trages que en la actualidad se usan en España principiada en el año 1801 y Coleccion general de los trages que usan actualmente todas las Naciones del Mundo descubierto. También los de Carlos Luis de Ribera (cuarenta y cinco papeles, en su mayor parte academias, comprados en 1988, un cuaderno con cuarenta dibujos ingresado en 2012 con la Colección Elena Madrazo y un lote de ciento cincuenta y cinco diseños adquirido en 2014), Manuel Castellano (ciento setenta y dos), Luis Álvarez Catalá, cincuenta y siete hojas con trescientos ochenta y nueve estudios de figuras adheridos, ingresados en 2010, Eugenio Lucas Velázquez (veintinueve dibujos, uno de atribución dudosa), Vicente López (veintinueve), Leonardo Alenza (veinticinco), José Jiménez Aranda (catorce), Ignacio Pinazo Camarlench (trece —dos cuadernos y once hojas sueltas desmembradas de otro—), Alejandro Ferrant (once), y Enrique Simonet (siete cuadernos de dibujo, donados en 2015 por su familia).
Deben reseñarse asimismo algunos destacados ejemplos de temática orientalista de José Tapiró (Parache, el bailador y Santón Darkawía) y Antonio Fabrés (Un ladrón), así como Cincinato abandona el arado para dictar las leyes a Roma, adquirido en 2013, el único dibujo que posee el Gabinete de Juan Antonio Ribera y uno de los pocos que se conservan del autor. Es preparatorio de la pintura homónima, igualmente en el Prado, una de las más notables del artista y de toda la pintura neoclásica española. También el Cuaderno de retratos de Lluís Vermell, el único libro de registro de retratos realizado por un miniaturista español que se conoce.

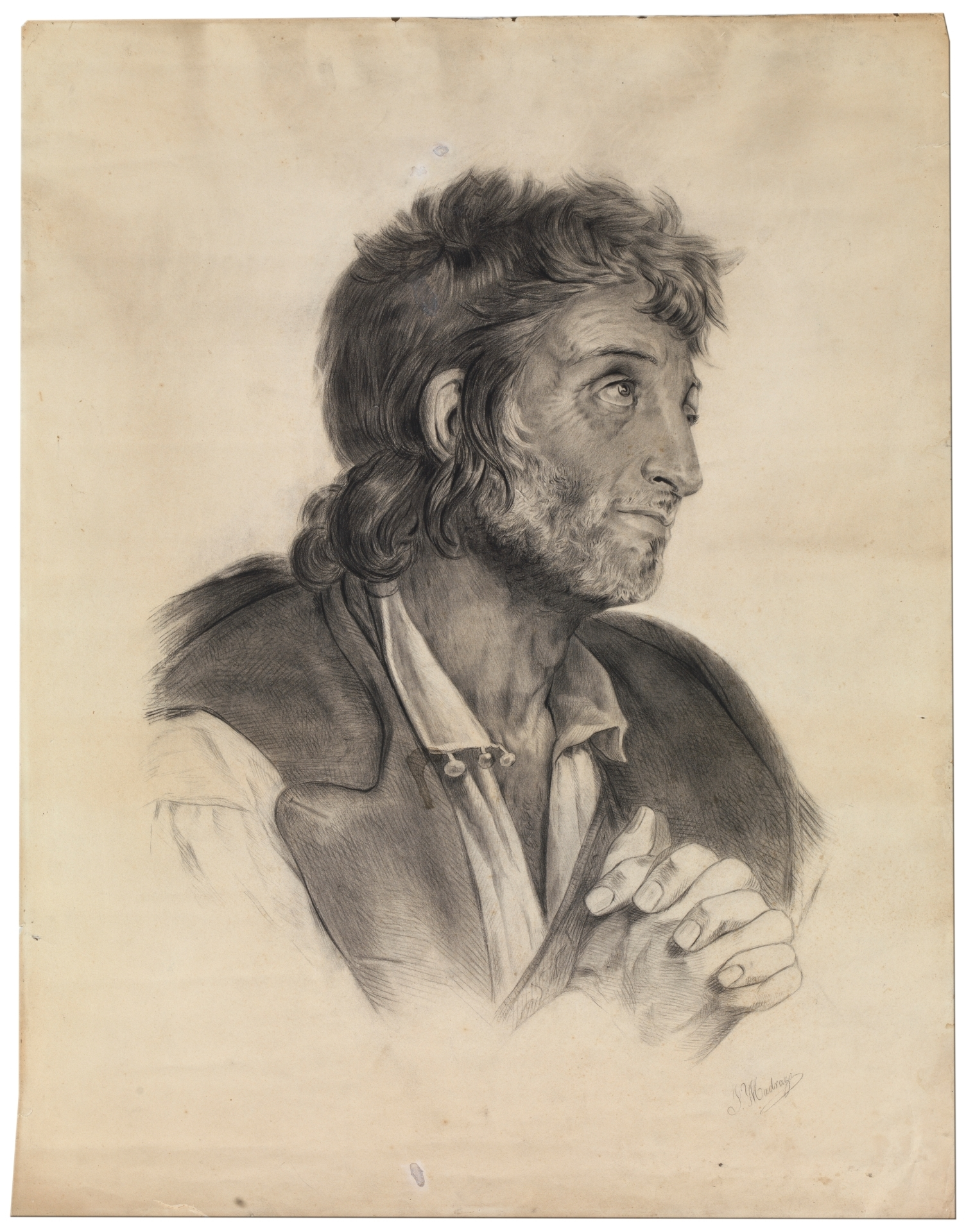
Hombre en oración, de José Madrazo, c. 1812.
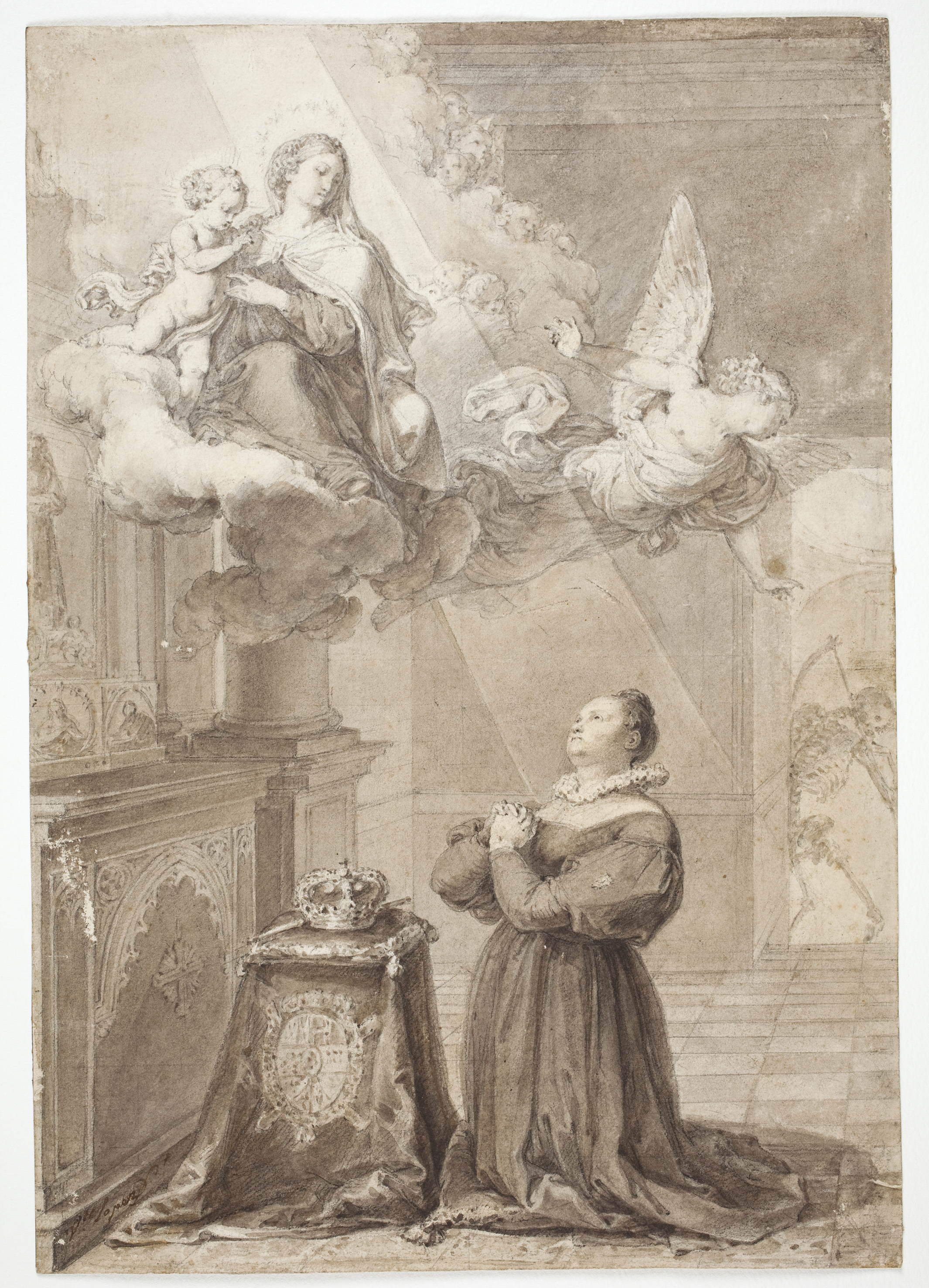
Vicente López: El milagro (La reina María Cristina de Borbón encomienda a la Virgen del Carmen la salud de Fernando VII), 1833.[nota 13]
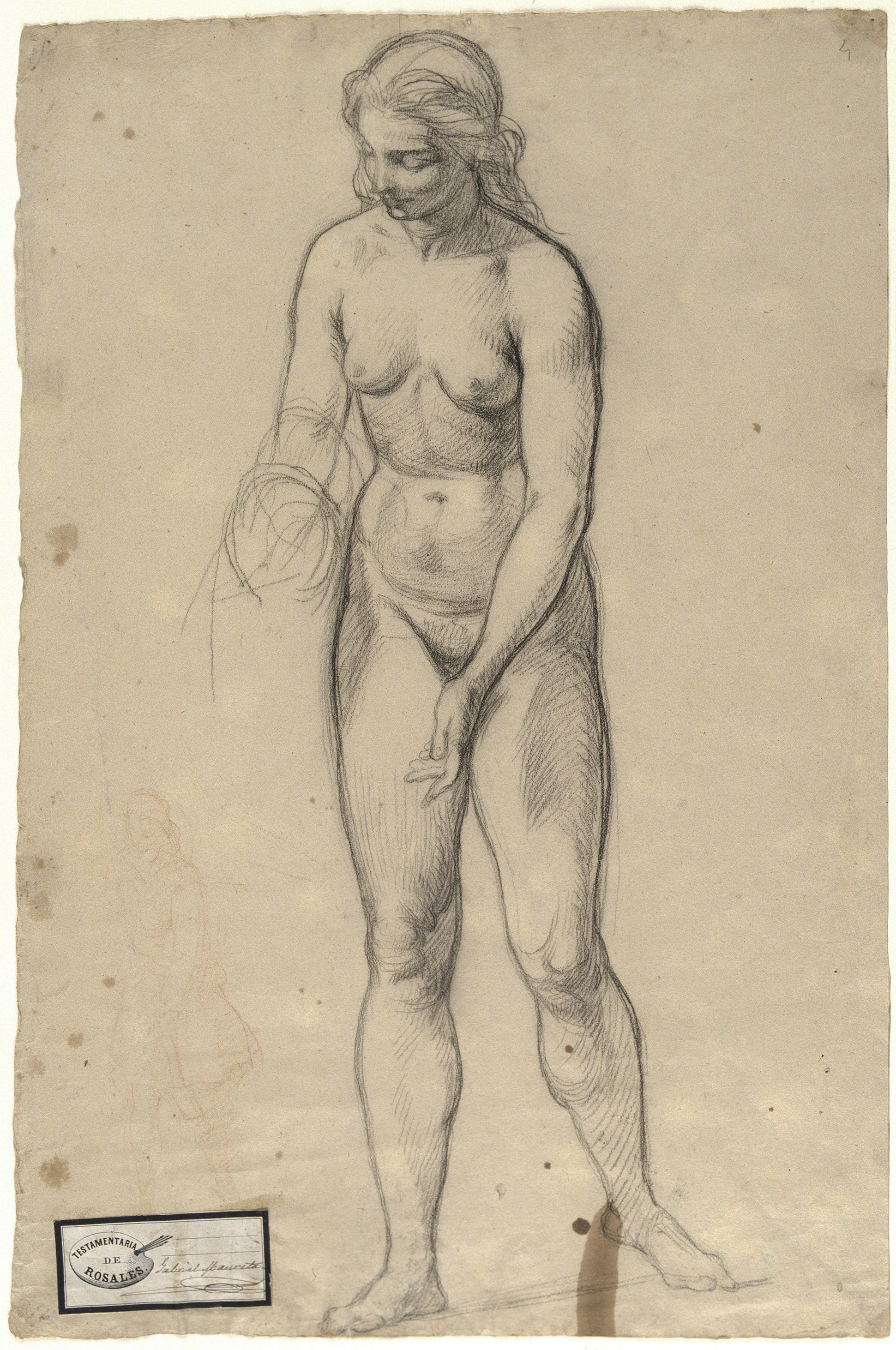
Estudio de desnudo femenino, circa 1858, de Eduardo Rosales.[nota 14]
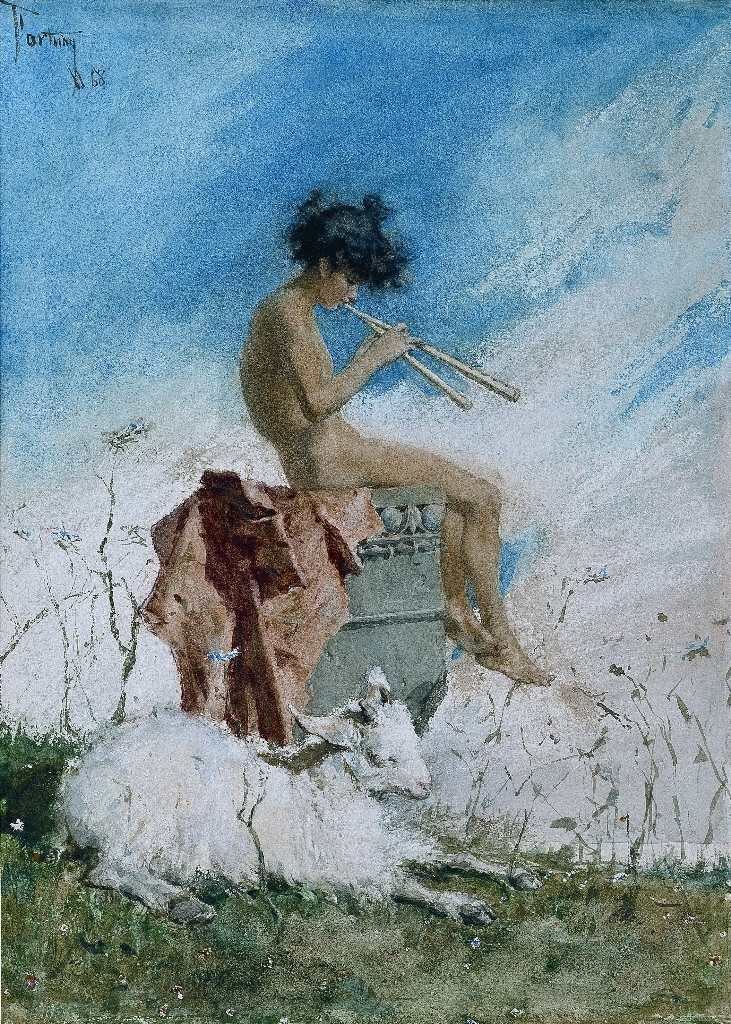
Idilio, 1868, acuarela y gouache. Mariano Fortuny. Legado Ramón de Errazu.
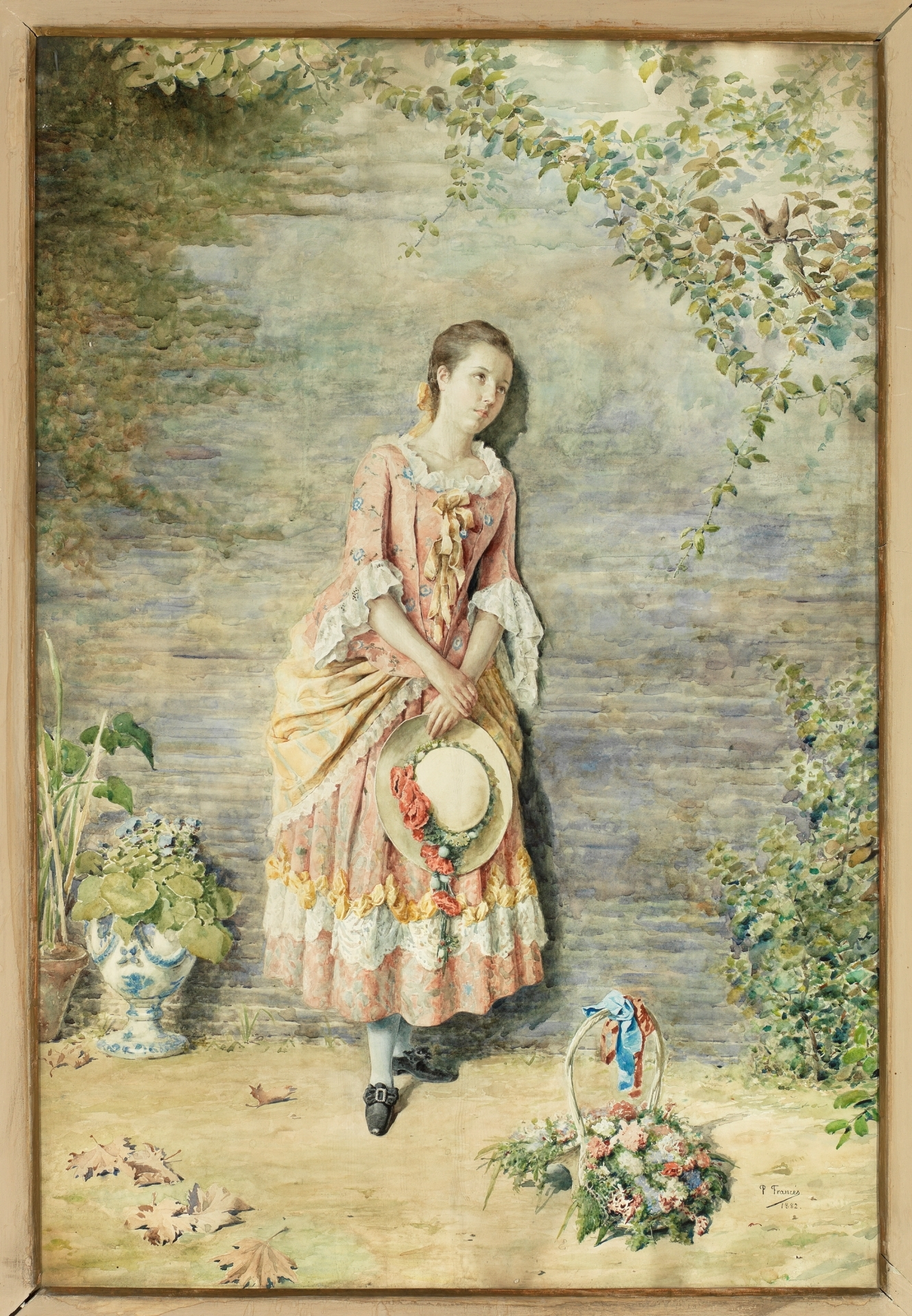
Plácido Francés: Recuerdos, 1882.[nota 15]
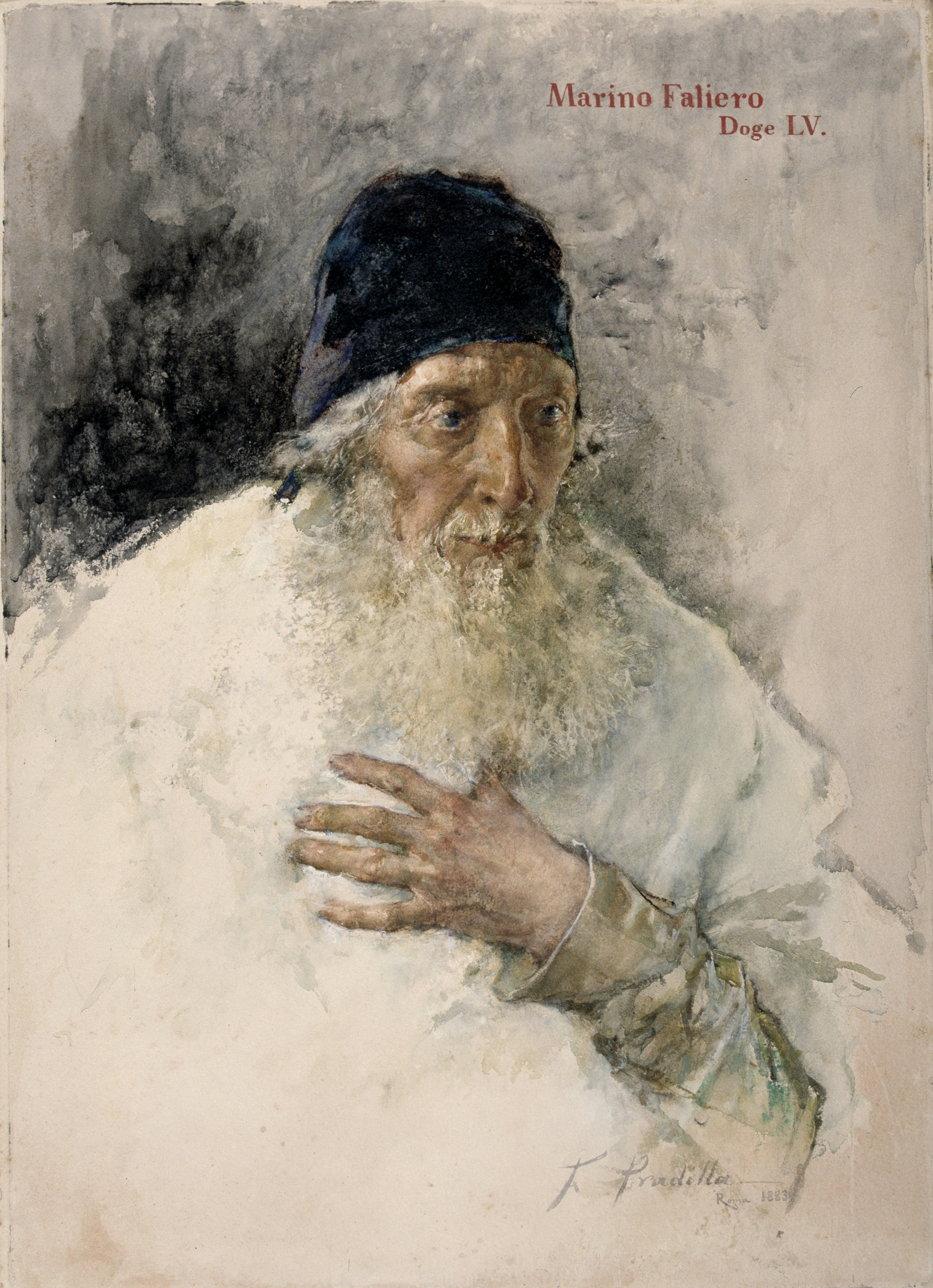
Marino Faliero, Dux LV, acuarela de Francisco Pradilla, 1883.
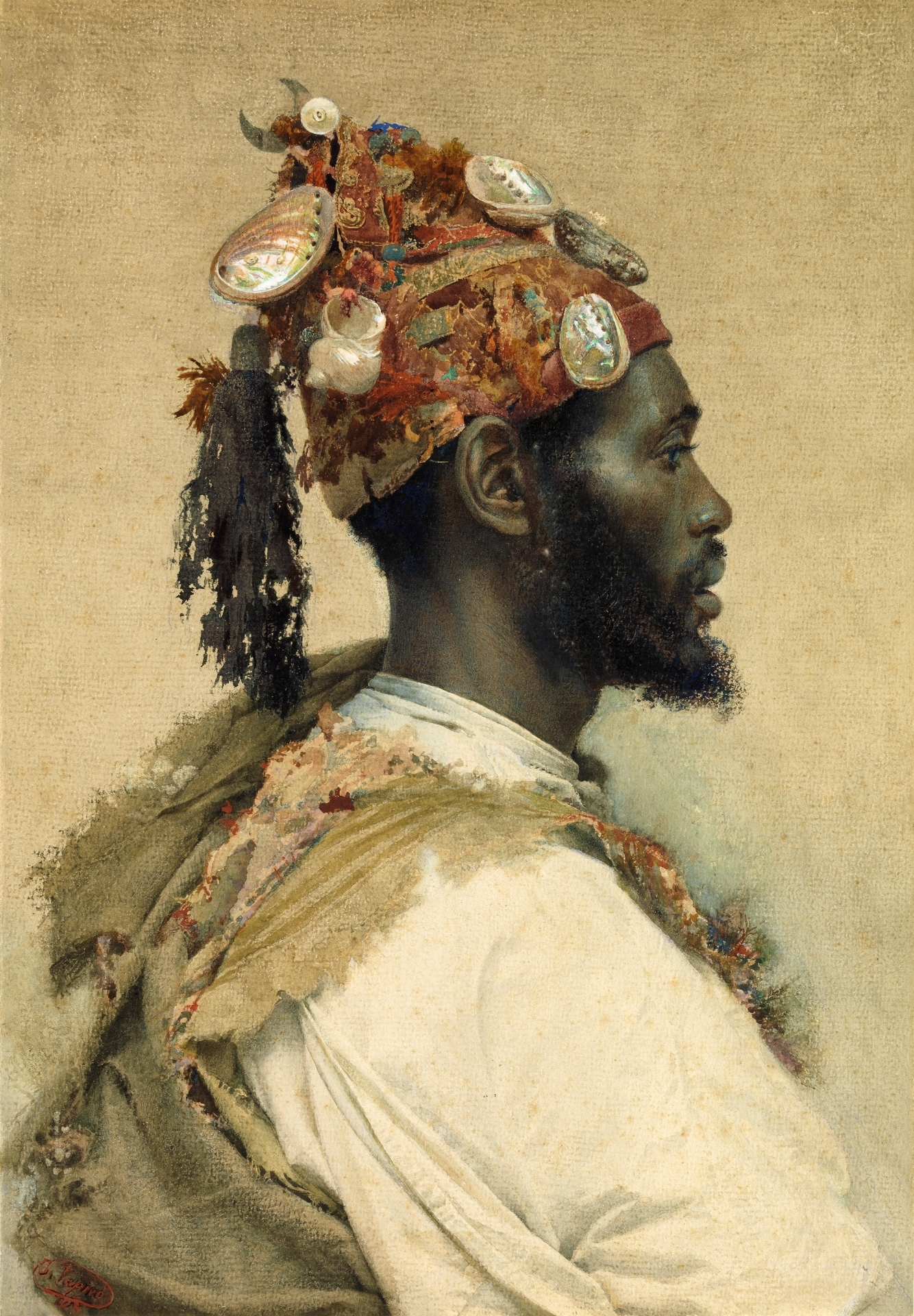
José Tapiró: Parache, el bailador, 1895-1900.

### Dibujos italianos
Las colecciones de dibujos extranjeros son menos nutridas y variadas, aunque incluyen notables ejemplos italianos, gracias fundamentalmente a Pedro Fernández Durán, que aportó al Prado unos 1600 (de un legado total de 2785). La colección italiana va de principios del siglo XVI a principios del XIX, y los fondos más ricos son los de maestros boloñeses del Seicento (siglo XVII), especialmente Guercino. 
Es una colección muy fragmentaria, apenas hay conjuntos extensos de un mismo autor, lo cual por un lado imposibilita estudiar en profundidad sus características y evolución, pero por otro ha permitido contar con representación de un grupo muy amplio de artistas, muchos de ellos ausentes en la colección de pintura, incluido Miguel Ángel.

#### Cinquecento
Del siglo XVI hay trabajos de Giorgio Vasari (San Lucas pintando a la Virgen), Polidoro da Caravaggio, Baccio Bandinelli, Veronese, Andrea del Sarto, Parmigianino, Jacopo Ligozzi, Bartolomeo Passerotti, Palma il Giovane (siete), Giulio Romano, Orazio Samacchini (cuatro, de ellos dos atribuidos), Girolamo Siciolante da Sermoneta, il Pordenone, Taddeo Zuccaro, Bagnacavallo (uno atribuido), Lelio Orsi, Bernardino India y Federico Barocci (uno).
Se conservan asimismo dos dibujos de Miguel Ángel, ambos apuntes rápidos de composición (primi pensieri, primeras ideas), Estudio de hombro derecho, pecho y parte superior de brazo de hombre y Estudio de brazo derecho de hombre, procedentes del legado Fernández Durán, preparatorios para la Capilla Sixtina, antiguamente considerados obra de su escuela, pero que fueron adscritos al maestro, con total seguridad, en 2003 por los expertos Nicholas Turner y Paul Joannides.
Como cabía esperar, también hay presencia de los artistas italianos que trabajaron en la decoración del Monasterio de El Escorial: Federico Zuccaro, Pellegrino Tibaldi (dos dibujos atribuidos), Patricio Cajés (Patrizio Cascese), Romolo Cincinnato, Luca Cambiaso (veintidós, dos de ellos atribuidos), Il Bergamasco, Niccolò Granello y Lazzaro Tavarone. 

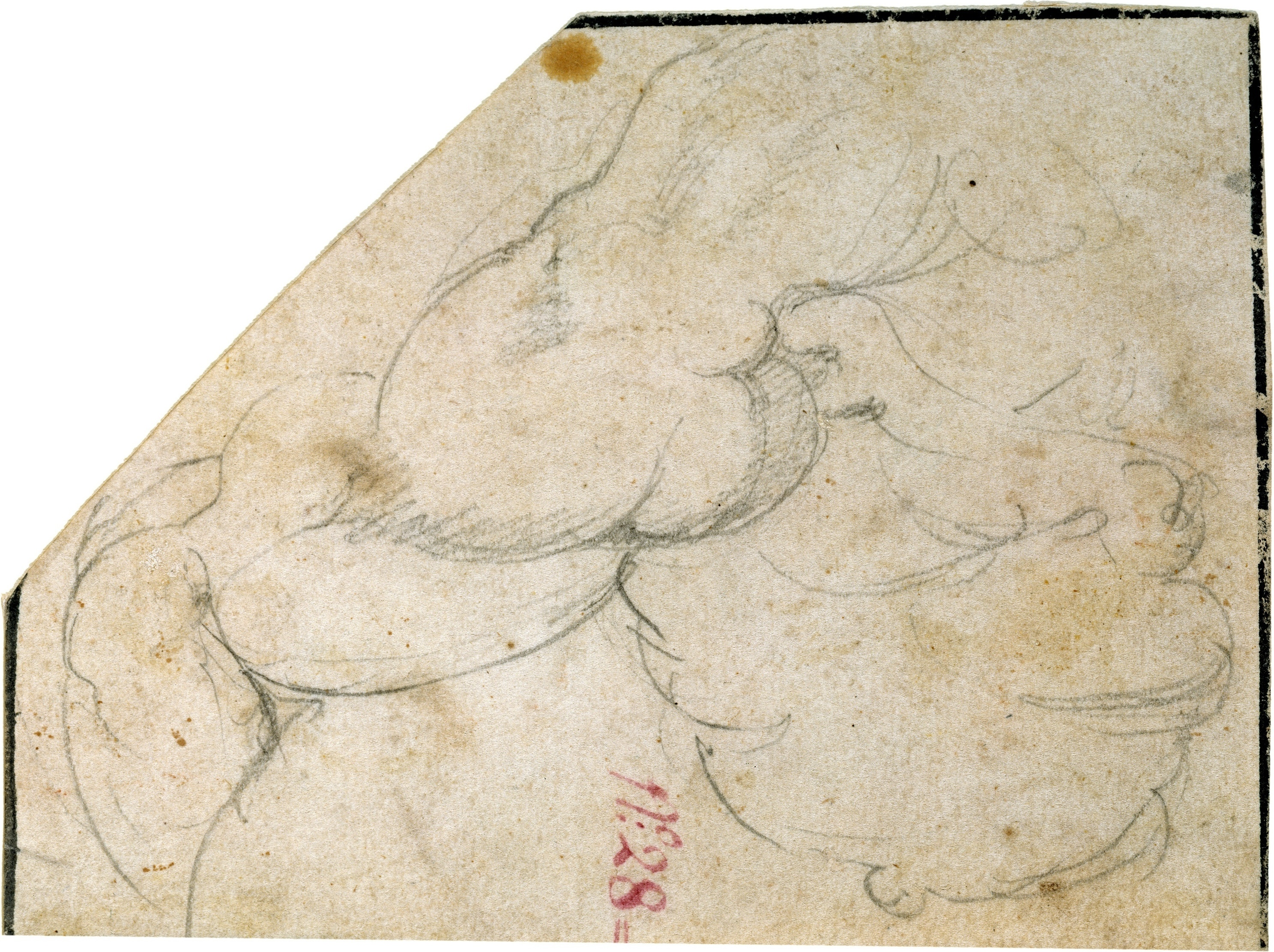
Estudio de hombro derecho, pecho y parte superior de brazo de hombre. Miguel Ángel, 1536-1541 (legado Fernández Durán).
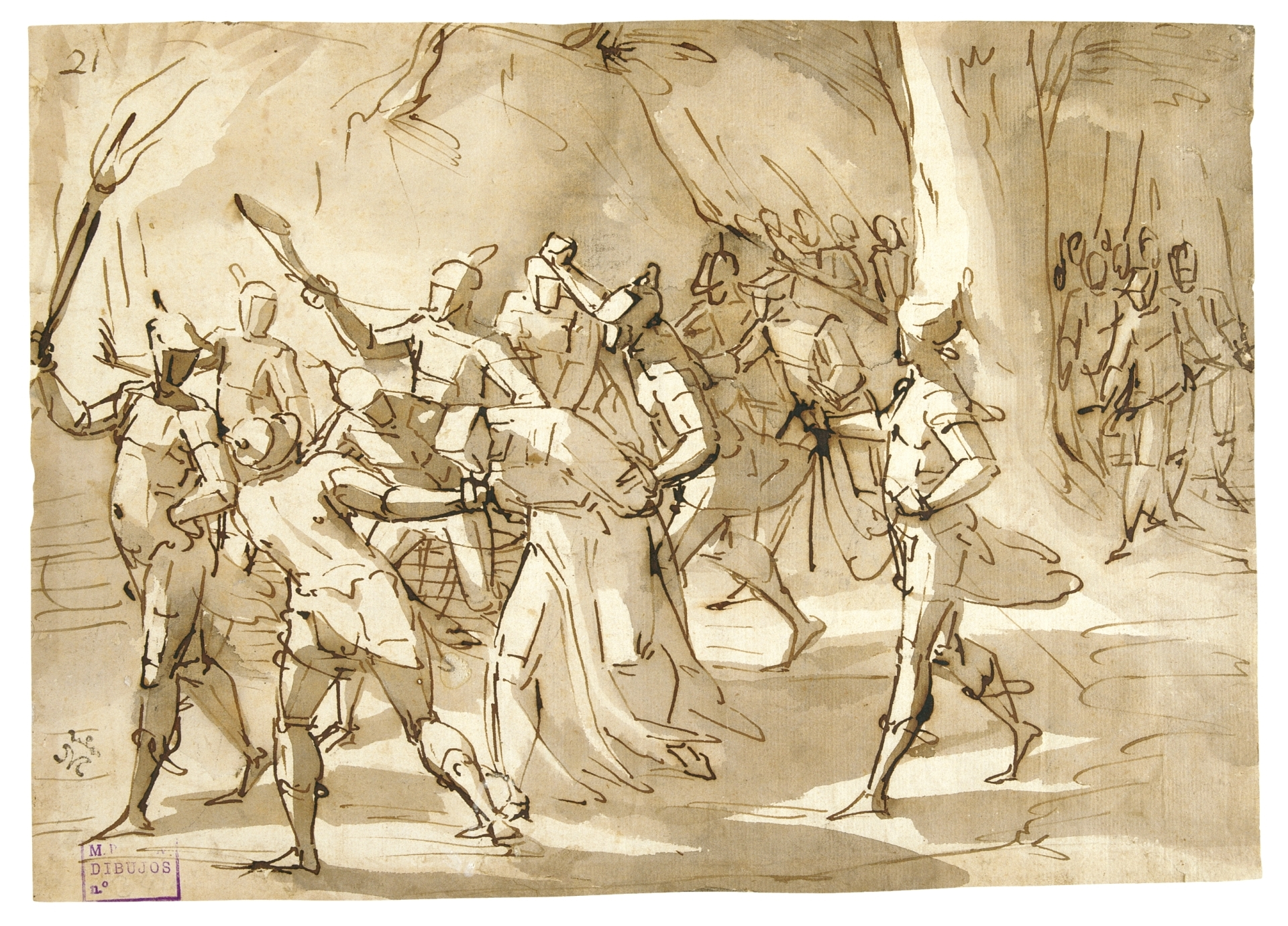
Prendimiento de Cristo, 1550-1575. Dibujo representativo de la manera cúbica de Luca Cambiaso. Legado Fernández Durán.
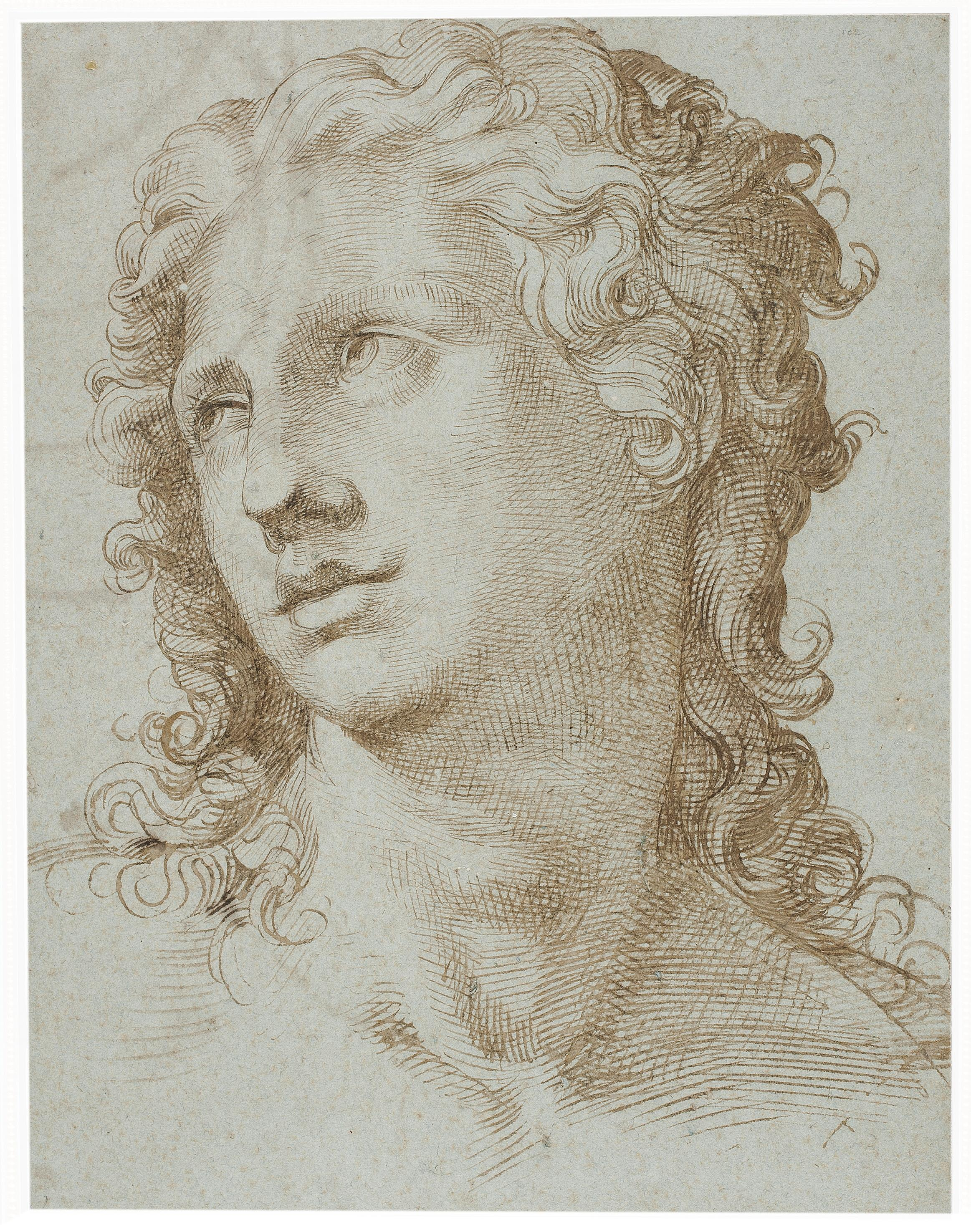
Cabeza masculina, 1560-1570, con el tratteggio incrociato (sombreado cruzado)[nota 16] característico de Bartolomeo Passerotti. Legado Fernández Durán.
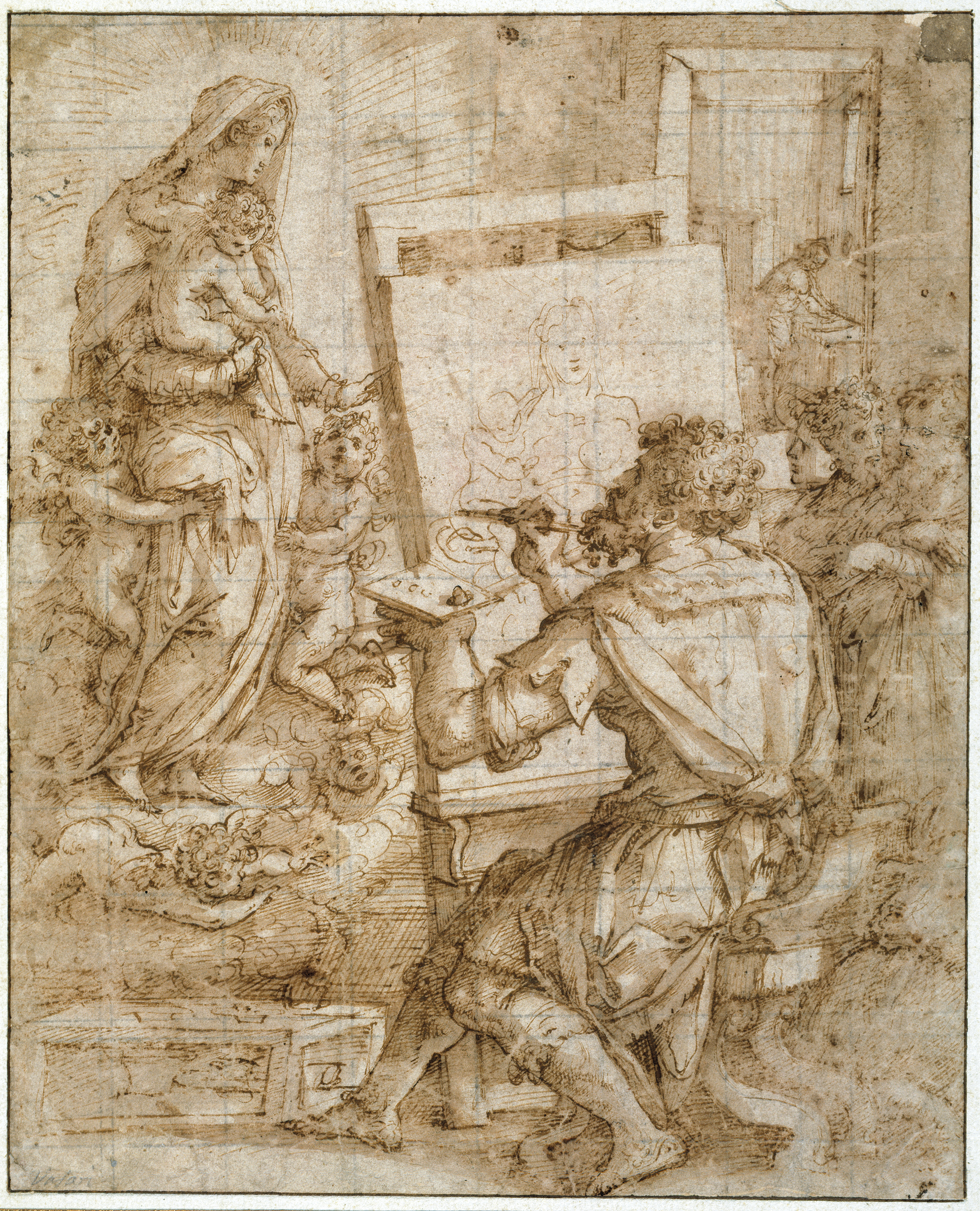
San Lucas pintando a la Virgen, Giorgio Vasari, 1567-1572. Legado Fernández Durán.[nota 17]
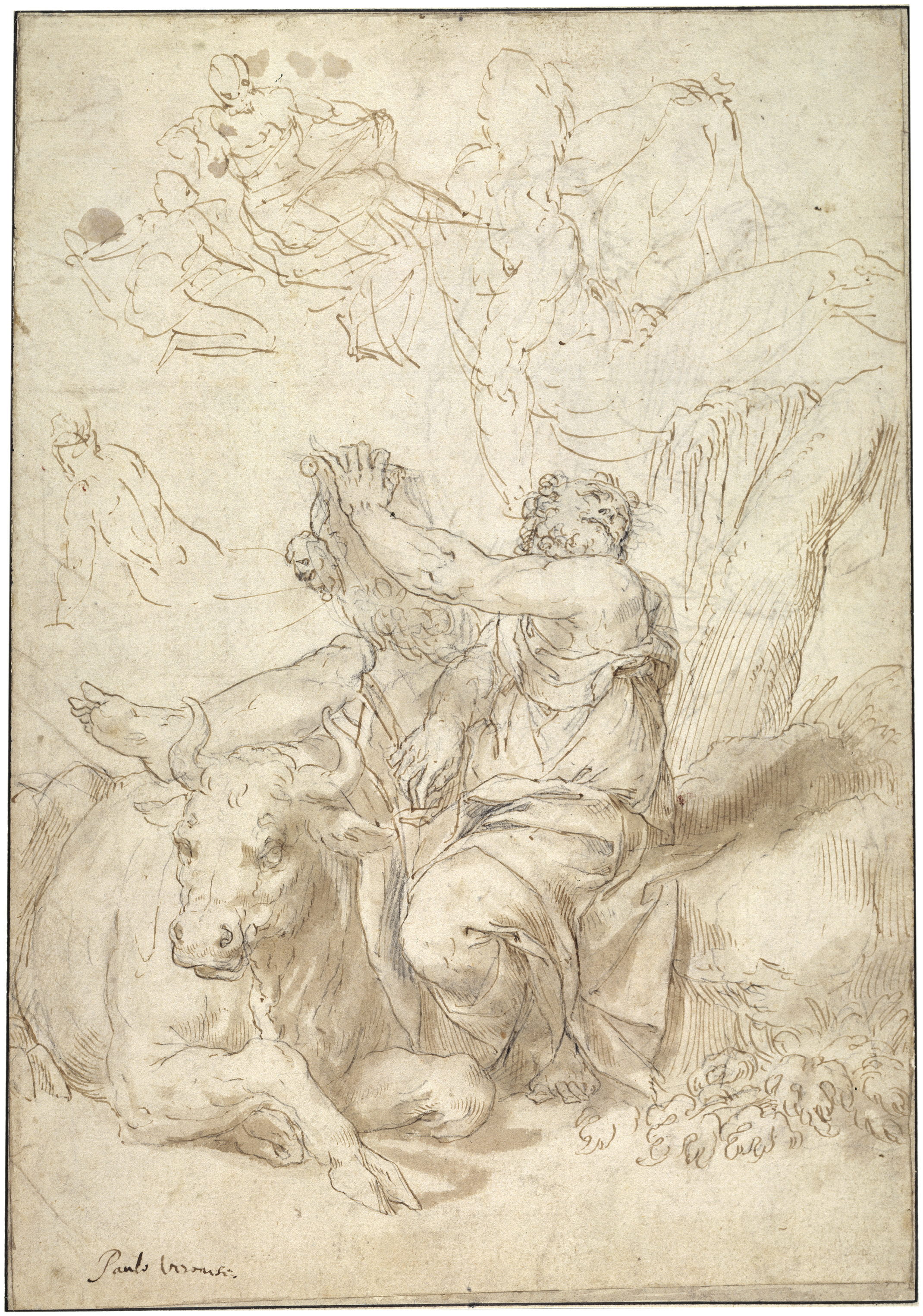
Paolo Veronese: San Lucas evangelista sentado en un paisaje y otros estudios, 1580-1581. Legado Fernández Durán.
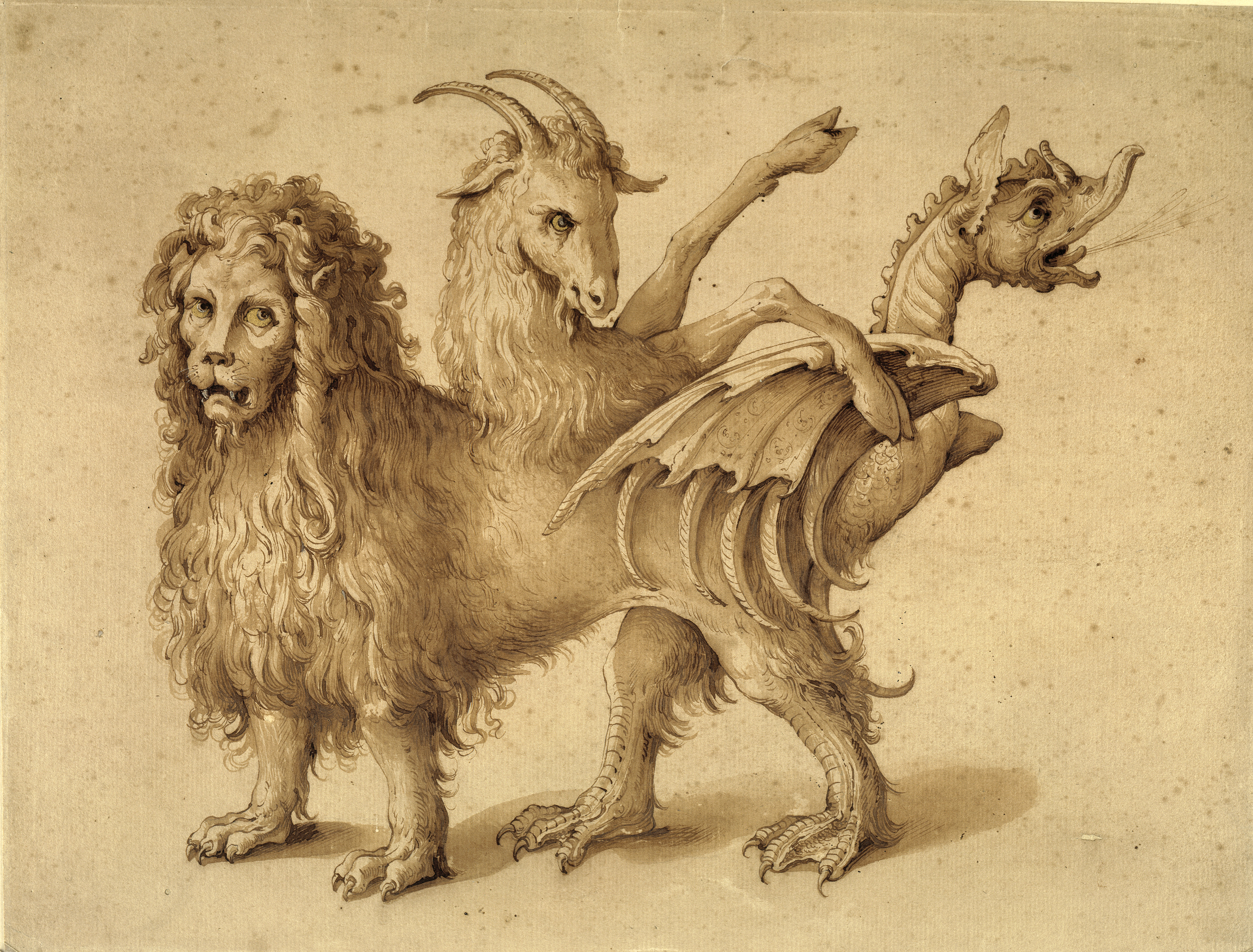
Una quimera. Atribuido a Jacopo Ligozzi. 1590-1610. Uno de los escasos dibujos italianos del Prado procedentes de la Colección Real.

#### Seicento
Del XVII, además del citado Guercino, están representados Giuseppe Cesari, il Cavalier d'Arpino, Pietro da Cortona (tres), Annibale Carracci, Guido Reni, Daniele Crespi, Domenichino, Carlo Maratta, Tanzio da Varallo, Pietro Novelli, il Monrealese, Andrea Sacchi, Gian Domenico Cerrini, Giovanni Lanfranco, Simone Cantarini, il Pesarese, Pier Francesco Mola, Giovanni Andrea y Elisabetta Sirani, Giacomo Cavedone (siete, uno de ellos atribuido), Carlo Cignani, Stefano della Bella y Giovanni Baglione.
Los fondos más ricos de la colección de dibujos italianos del gabinete son los de autores boloñeses de este siglo, en particular Guercino, con ocho trabajos representativos de sus diversas facetas y técnicas en este campo. De la escuela boloñesa también hay, entre otros, ocho dibujos, además de otro posible y otros dos dudosos, de Giuseppe Maria Rolli. Entre los escasos diseños del Seicento veneciano figuran cuatro de Giulio Carpioni (uno atribuido), dos de Pietro Liberi, sendos de Alessandro Turchi y Giuseppe Diamantini, y otro atribuido a Carlo Saraceni, y entre los de la escuela napolitana, también exiguos si se exceptúan los de Luca Giordano, tres de Salvator Rosa, dos de Antonio Grano, y sendos de Francesco Fracanzano y Paolo de Matteis. De la genovesa, cuatro de Domenico Piola, el mismo número que de Giovanni Battista Gaulli, il Baciccia. Respecto a la florentina, una hoja de Jacopo da Empoli —si bien podría ser en realidad obra del igualmente florentino Bernardino Poccetti—, y otra atribuida a Vincenzo Mannozzi. Y de la lombarda, cinco, una atribuida, de Giovanni Battista Trotti, il Malosso.
De los italianos que durante ese siglo trabajaron en España hay obra de Orazio Borgianni, Mitelli y Colonna, Dionisio Mantuano y del mencionado Giordano, del que se cuenta con una rica colección (diecisiete dibujos).

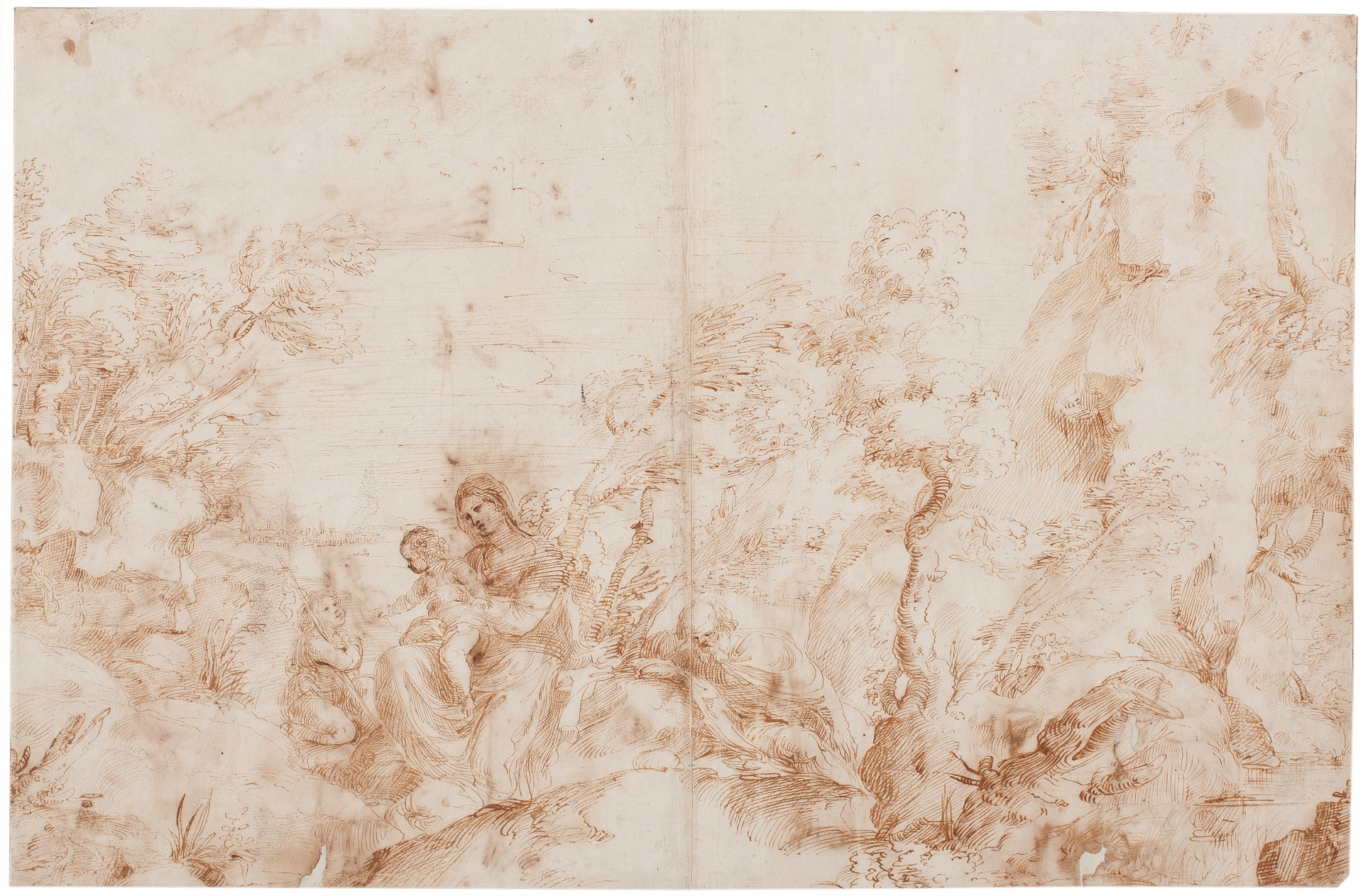
Paisaje con descanso en la Huida a Egipto, c. 1595, una de las extremadamente raras incursiones de Guido Reni en el género del paisaje. Legado Fernández Durán.
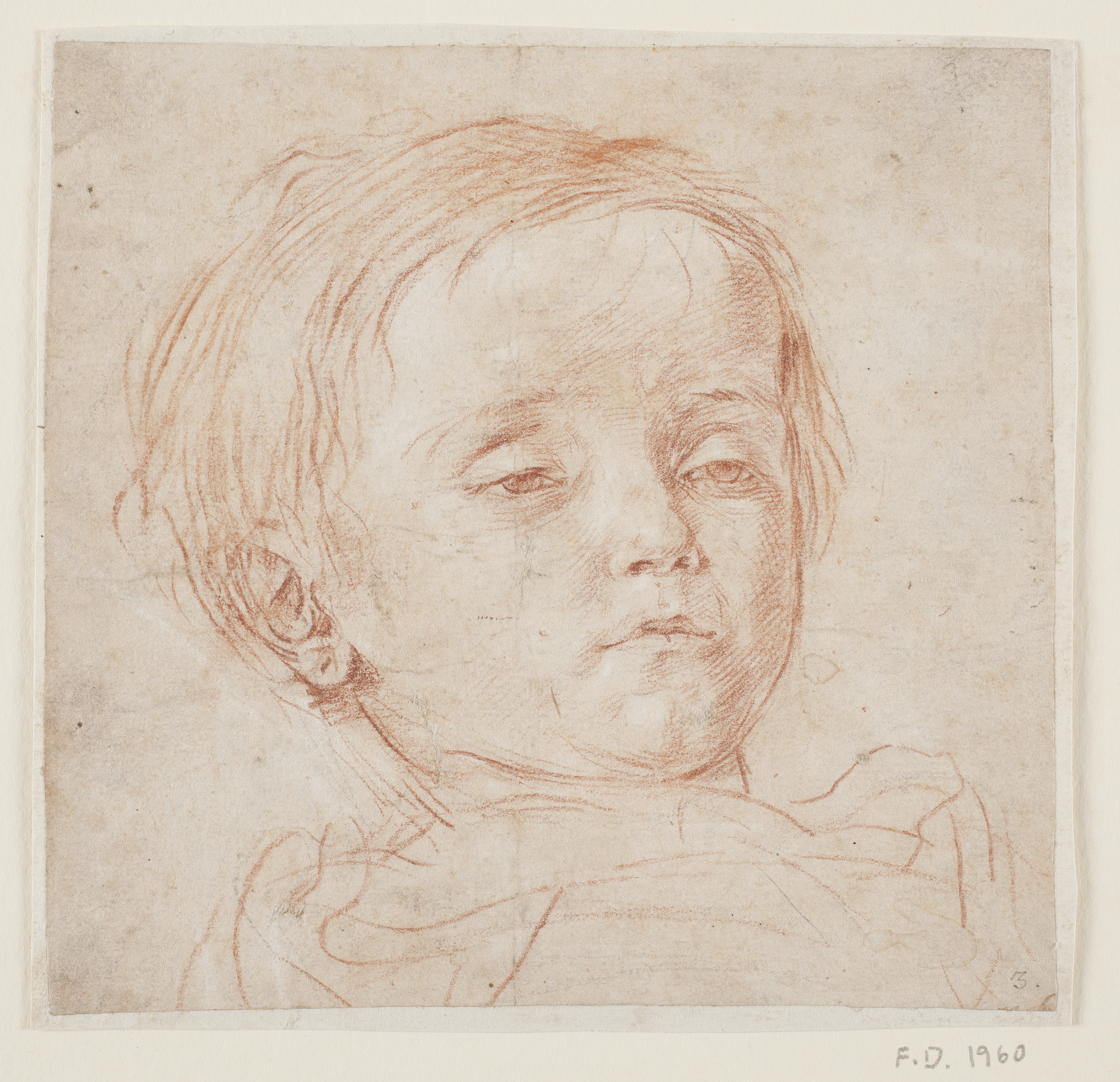
Cabeza de niño, sanguina de Tanzio da Varallo (legado Fernández Durán).
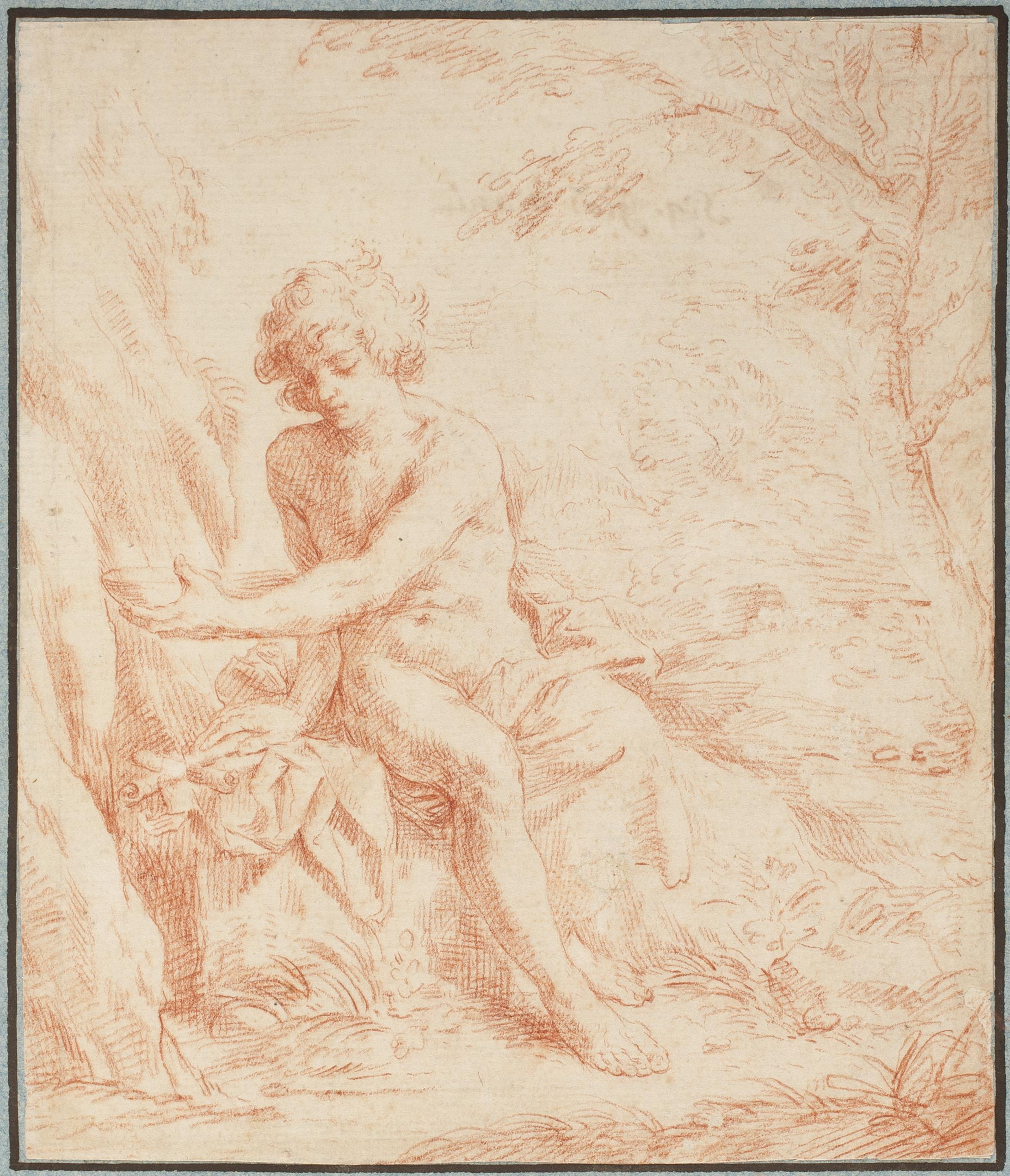
San Juan Bautista en el desierto. Dibujo preparatorio para grabar. Simone Cantarini, il Pesarese (legado Fernández Durán).
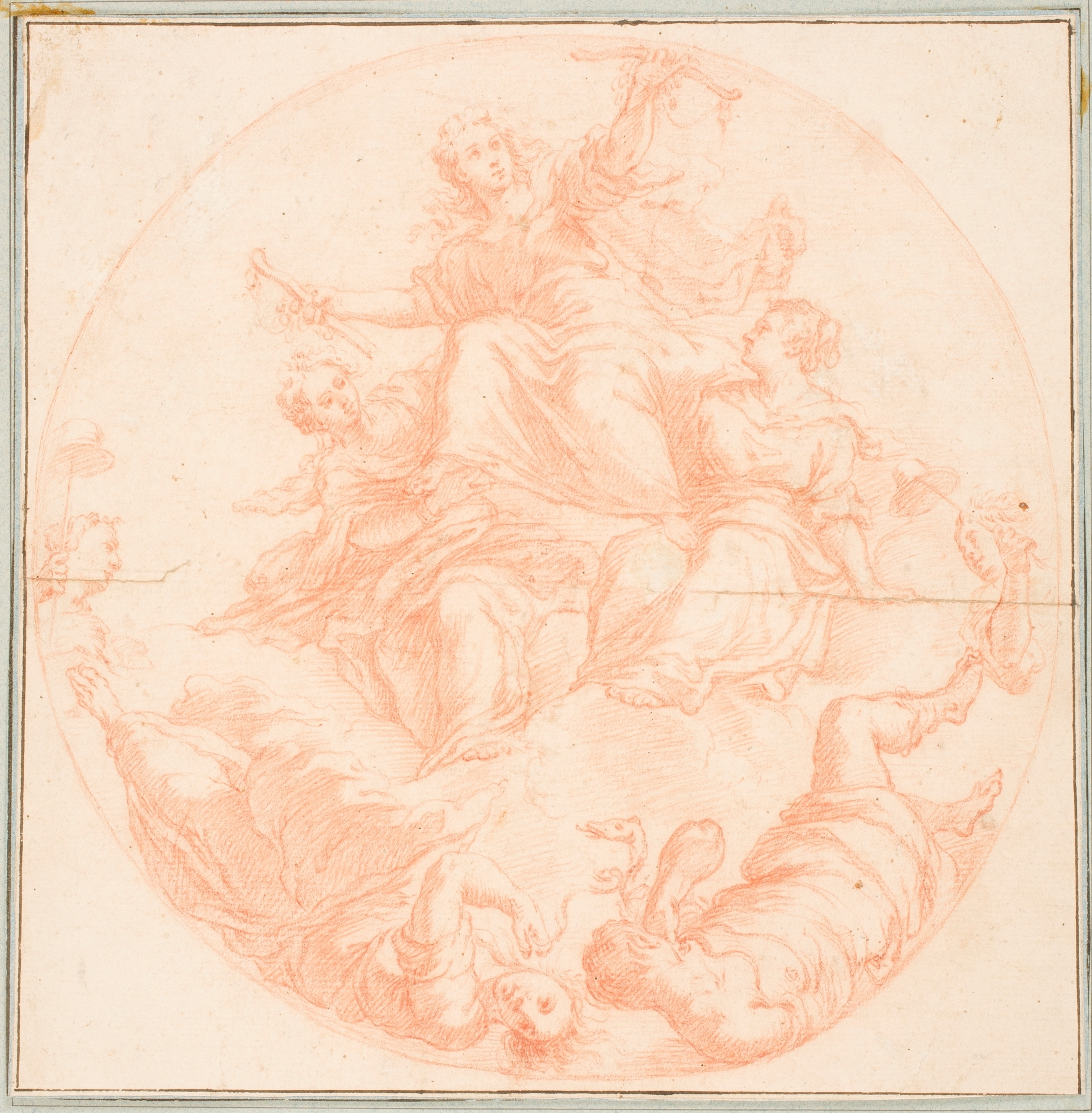
Alegoría de la Libertad (?). Pietro Liberi, legado Fernández Durán.
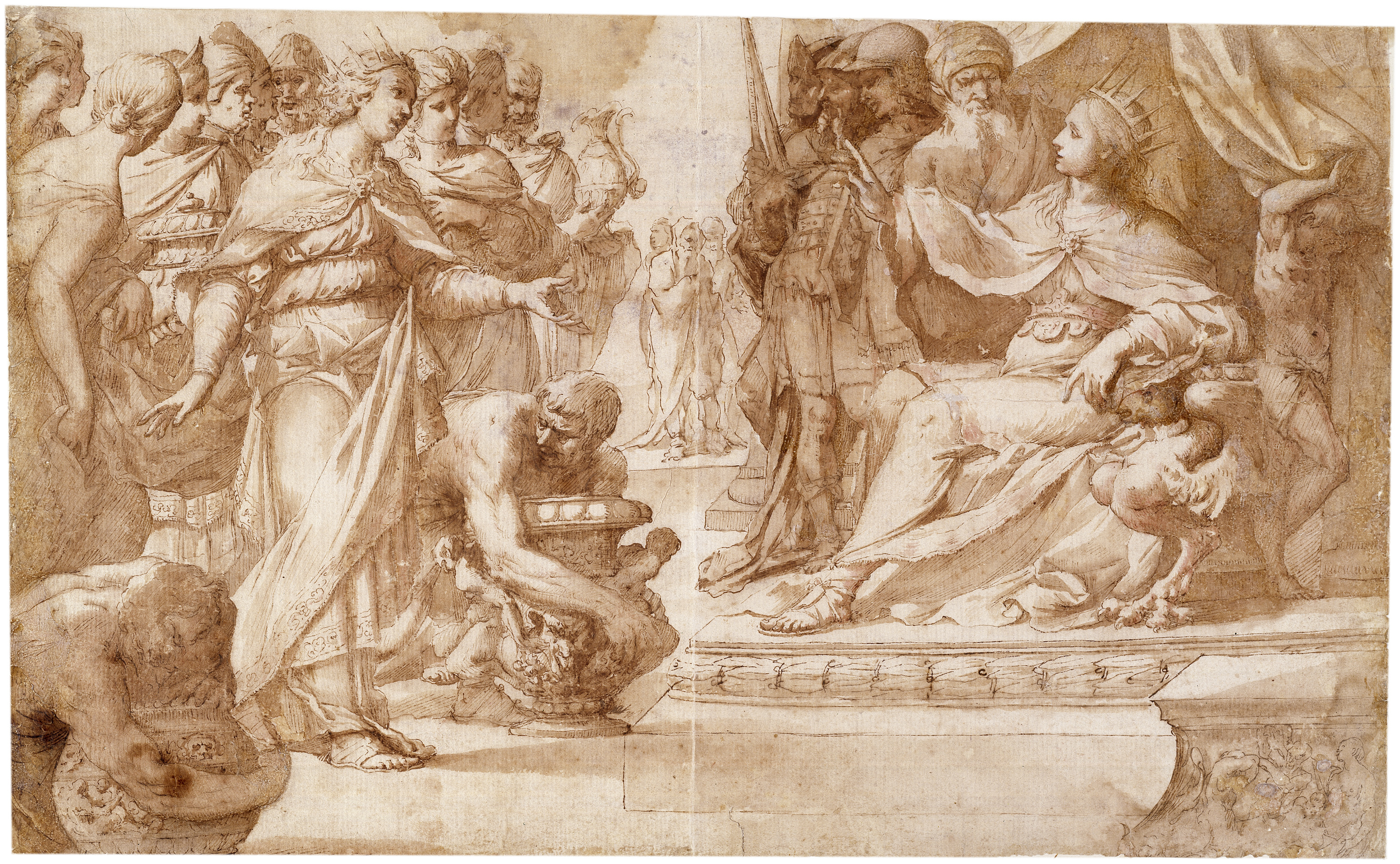
Salomón y la reina de Saba, 1647 (c.), el más importante dibujo de Francesco Fracanzano.[146] Legado Fernández Durán.
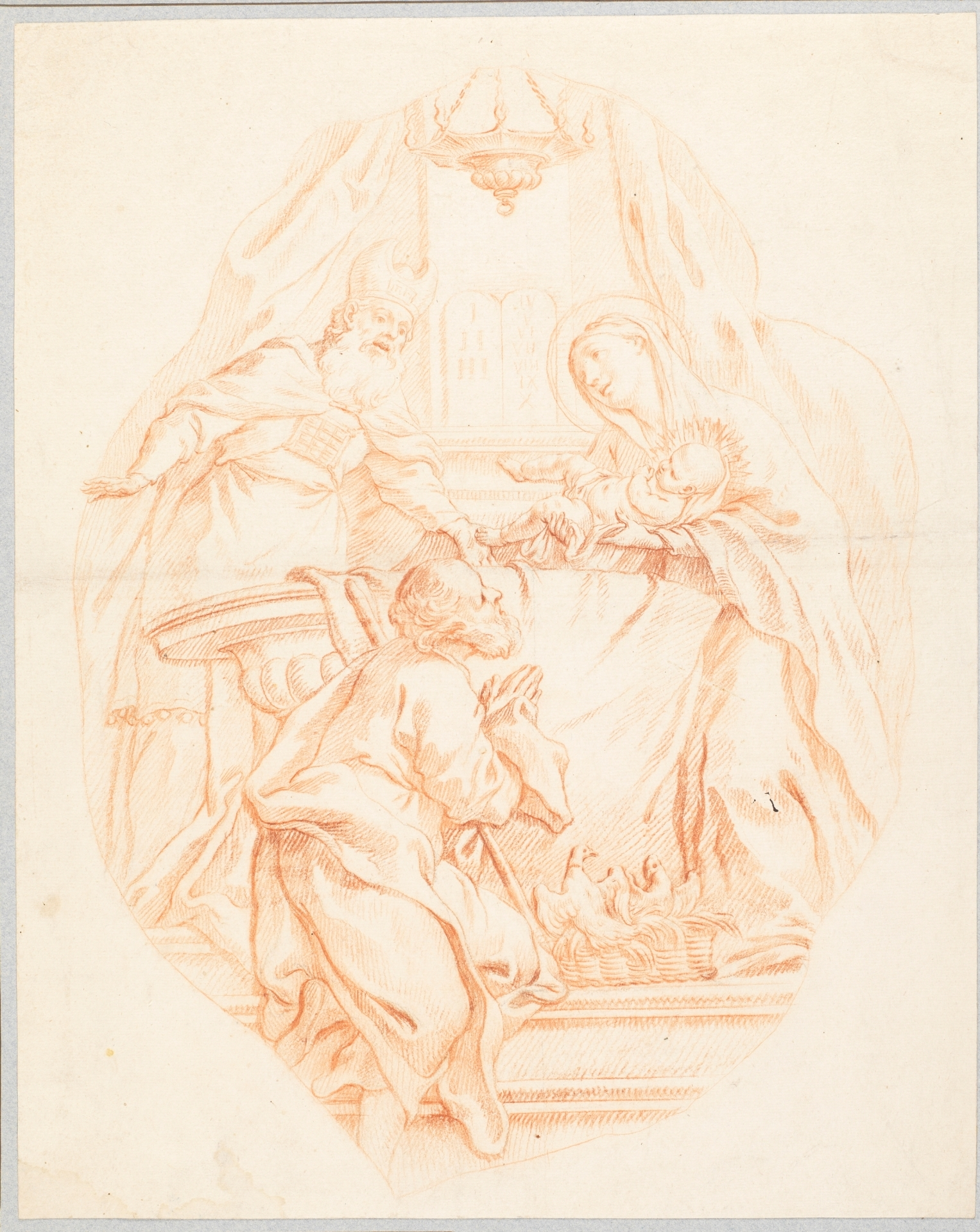
Carlo Cignani: Presentación de Jesús en el Templo. Legado Fernández Durán.

#### SettecentoyOttocento
De los del siglo XVIII cabe citar una veduta de Francesco Guardi, un paisaje de Marco Ricci, tres de Francesco Zuccarelli, y un conjunto de nueve dibujos (uno de ellos atribuido) de Francesco Fontebasso, ocho de Sebastiano Conca, cuatro de Pompeo Batoni, otros tantos de Giuseppe Maria Crespi (uno atribuido), dos de Giambattista Piazzetta, Antonio Balestra y Gaspare Diziani (uno de ellos atribuido), y uno de Giambettino Cignaroli.
Pero, como ocurría con los dibujos del siglo precedente, la escuela mejor representada es la boloñesa, con amplios conjuntos de Donato Creti (diecinueve, más otros cuatro de atribución dudosa), Vittorio Maria Bigari (diecisiete), y los Gandolfi: Ubaldo (doce), Gaetano (nueve), y, en menor medida, Mauro (dos); además de ejemplos de Francesco Monti (ocho, tres atribuidos), Antonio Gionima (seis, dos de ellos atribuidos), Aureliano Milani (seis, cuatro atribuidos), los Galli da Bibiena (Francesco y Giuseppe), Bernardo Minozzi, uno de los mejores paisajistas italianos de su época (cuatro), Pietro Giacomo Palmieri (cuatro), Vincenzo Martinelli (uno), y Felice Giani. 
La representación de la florentina es mínima, tres hojas, una de ellas atribuida, de Sebastiano Galeotti, y otra de Alessandro Gherardini. Del dibujo romano hay dos obras de Giovanni Paolo Pannini, y sendas de Antonio Cavallucci y Andrea Locatelli.
También están presentes los que trabajaron en España: Andrea Procaccini (tres), Corrado Giaquinto, Jacopo Amigoni, Francesco de Mura, Antonio Joli (un dibujo a la acuarela y gouache), y los Tiepolo: Giambattista (ocho, uno de atribución dudosa), Giandomenico y Lorenzo, del que, entre otras piezas, posee un importante conjunto de pasteles. Igualmente hay un dibujo atribuido al arquitecto Giacomo Bonavia.
Del muy reducido grupo de dibujos del siglo XIX destacan los dos del neoclásico Napoleone Angiolini, el de Michele Sangiorgi y el de Luigi Rossini. También hay obra del igualmente neoclásico, afincado en España, Antonio Raffaele Calliano. Otros italianos que establecieron su residencia en España fueron Ferdinando Brambilla, en España conocido como Fernando Brambilla o Brambila, y Luis Eusebi, primer conserje del Prado y autor de sus cinco primeros catálogos (1819-1828). Del primero hay una aguada de su serie Ruinas de Zaragoza, mientras que de Eusebi se guarda un gouache que sigue la Sagrada Familia del roble, de Rafael y Giulio Romano, una de las primeras copias (1821) realizadas en el Museo del Prado de las que hay constancia.

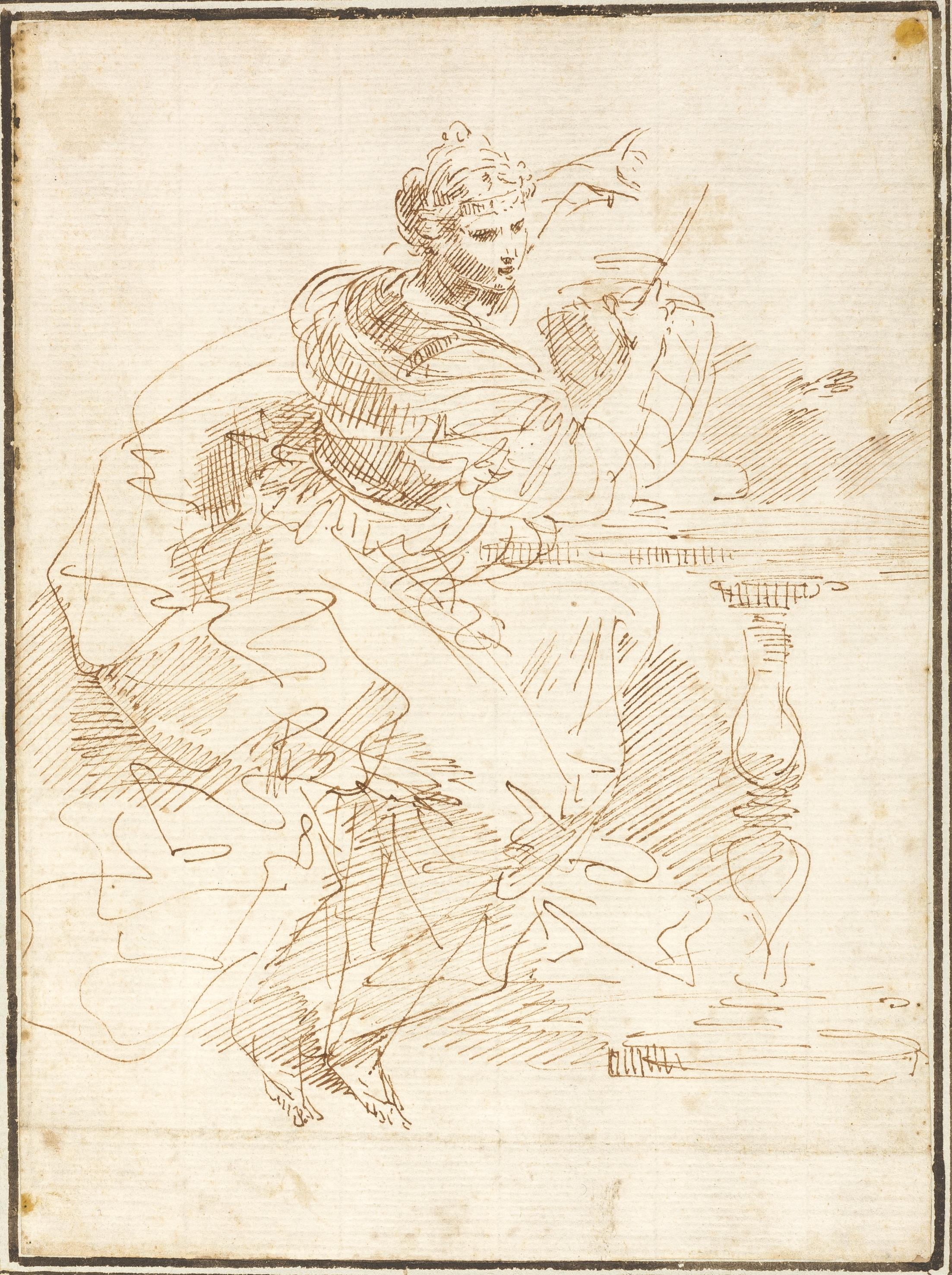
Figura femenina sentada, 1710-1720, Donato Creti, legado Fernández Durán.
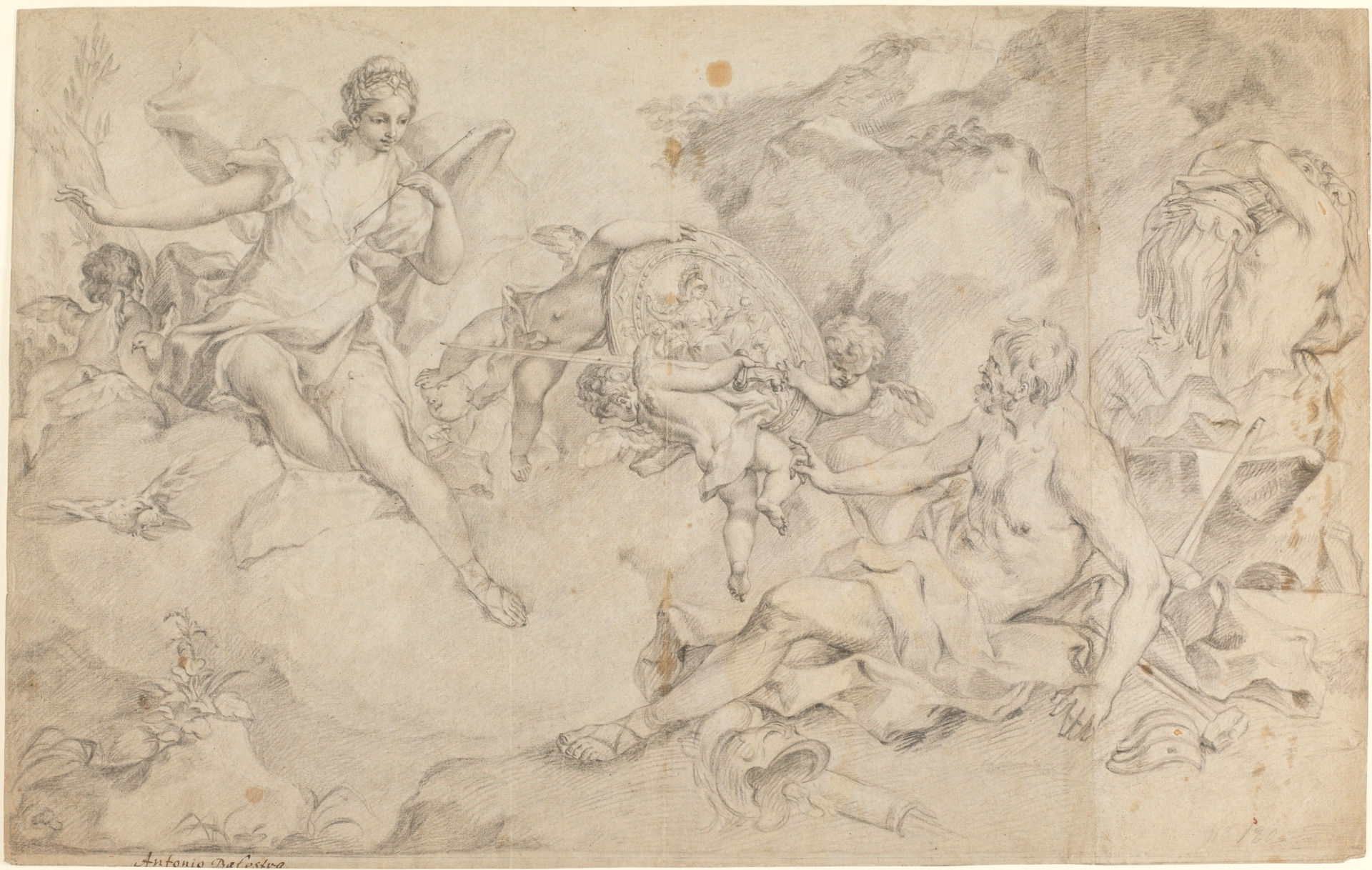
Antonio Balestra: Venus en la fragua de Vulcano, c. 1713. Legado Fernández Durán.
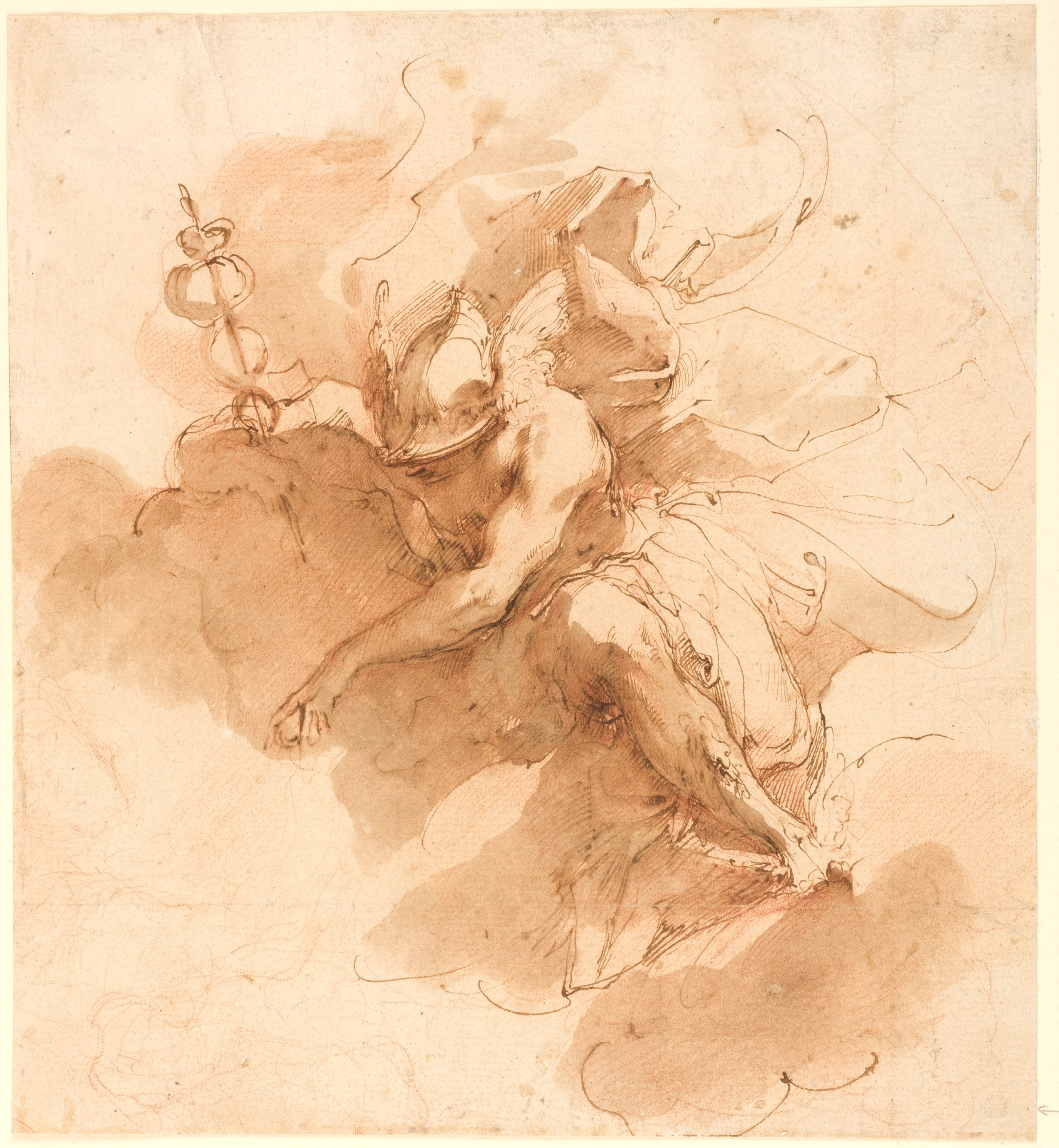
Mercurio sentado sobre nubes. Sebastiano Galeotti, circa 1727, legado Fernández Durán.
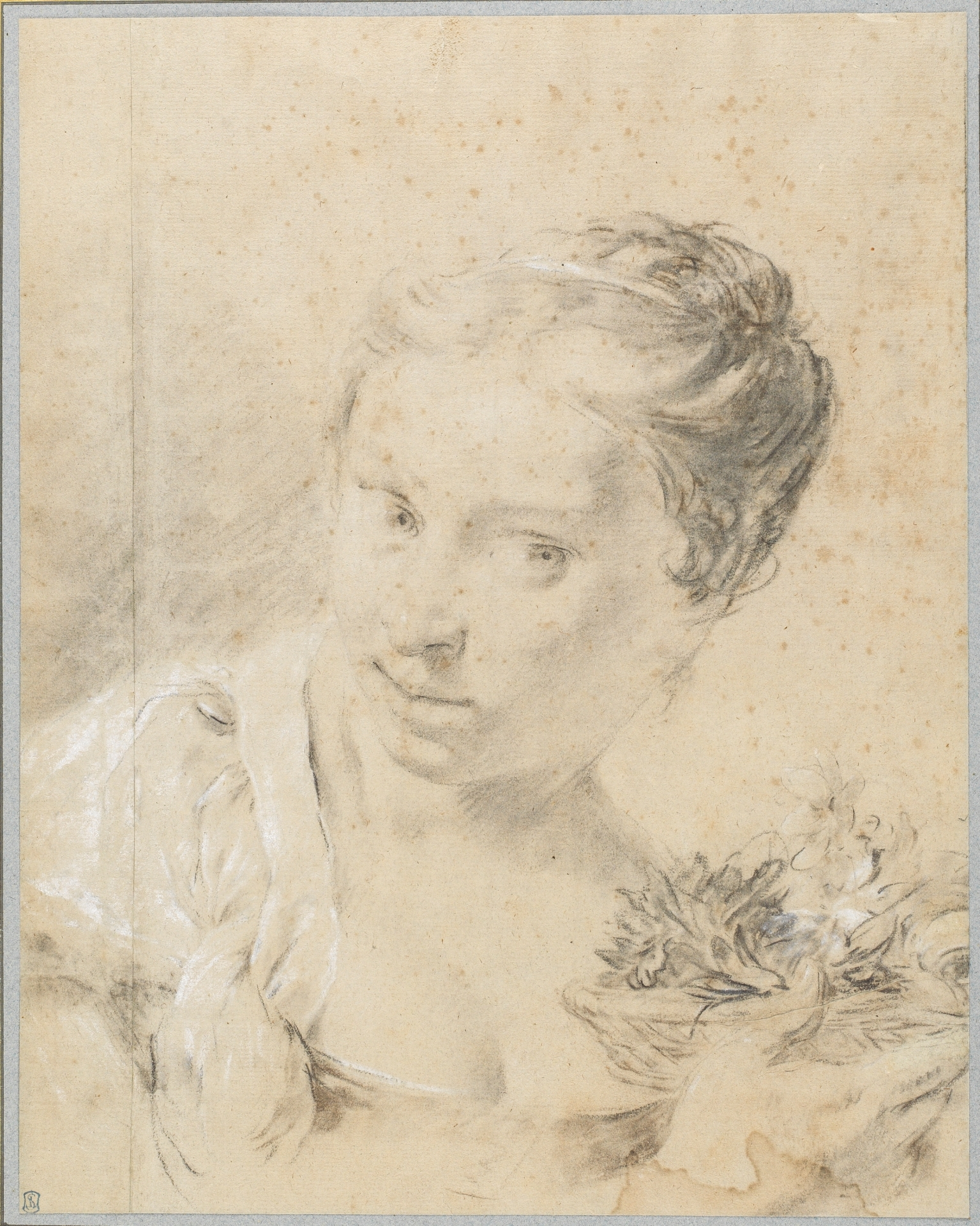
Giambattista Piazzetta: Busto de muchacha, una de sus teste di fantasia (cabezas de fantasía). Legado Fernández Durán.
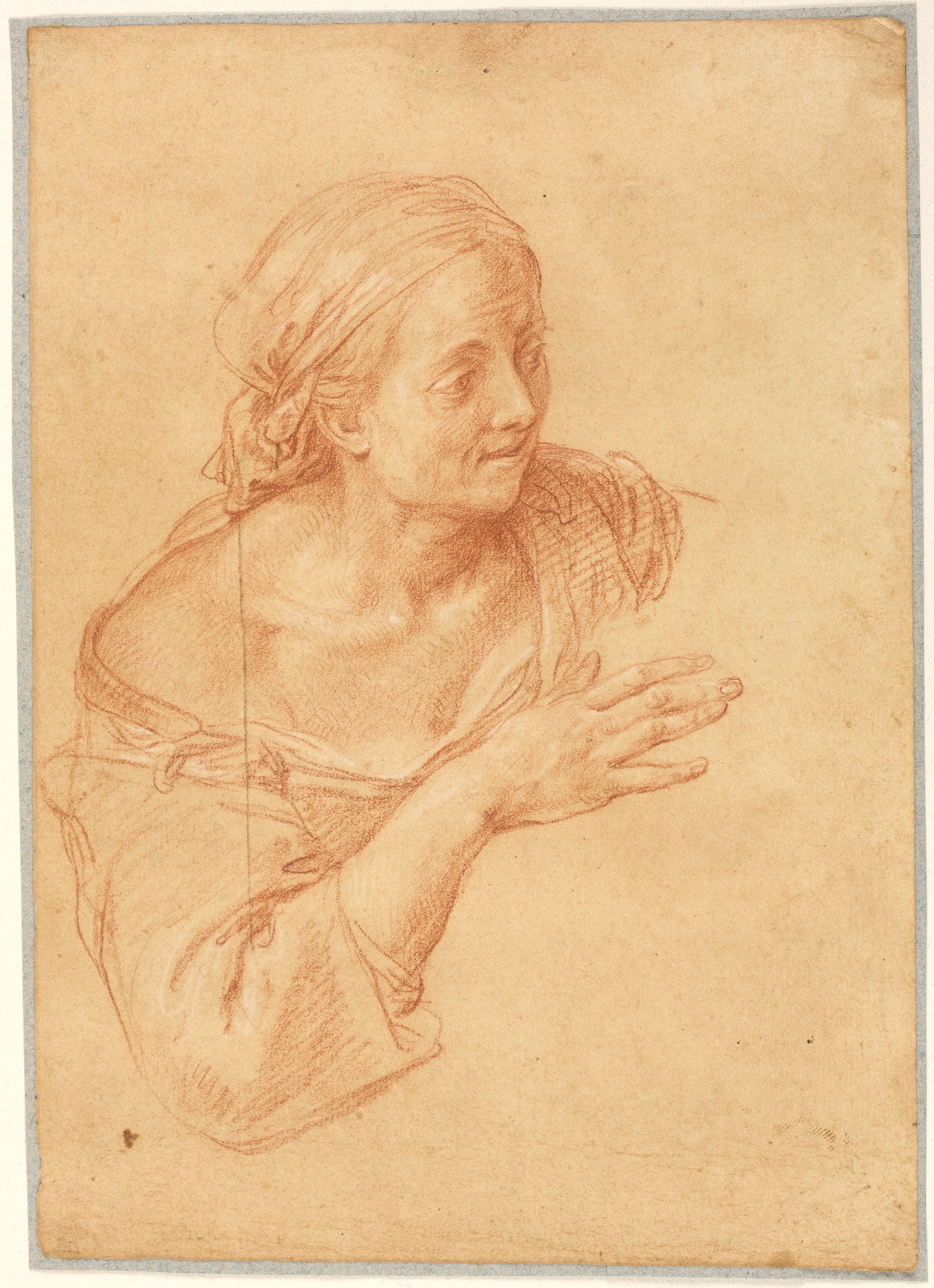
Estudio de figura femenina, 1747 (c.), Pompeo Batoni (legado Fernández Durán).
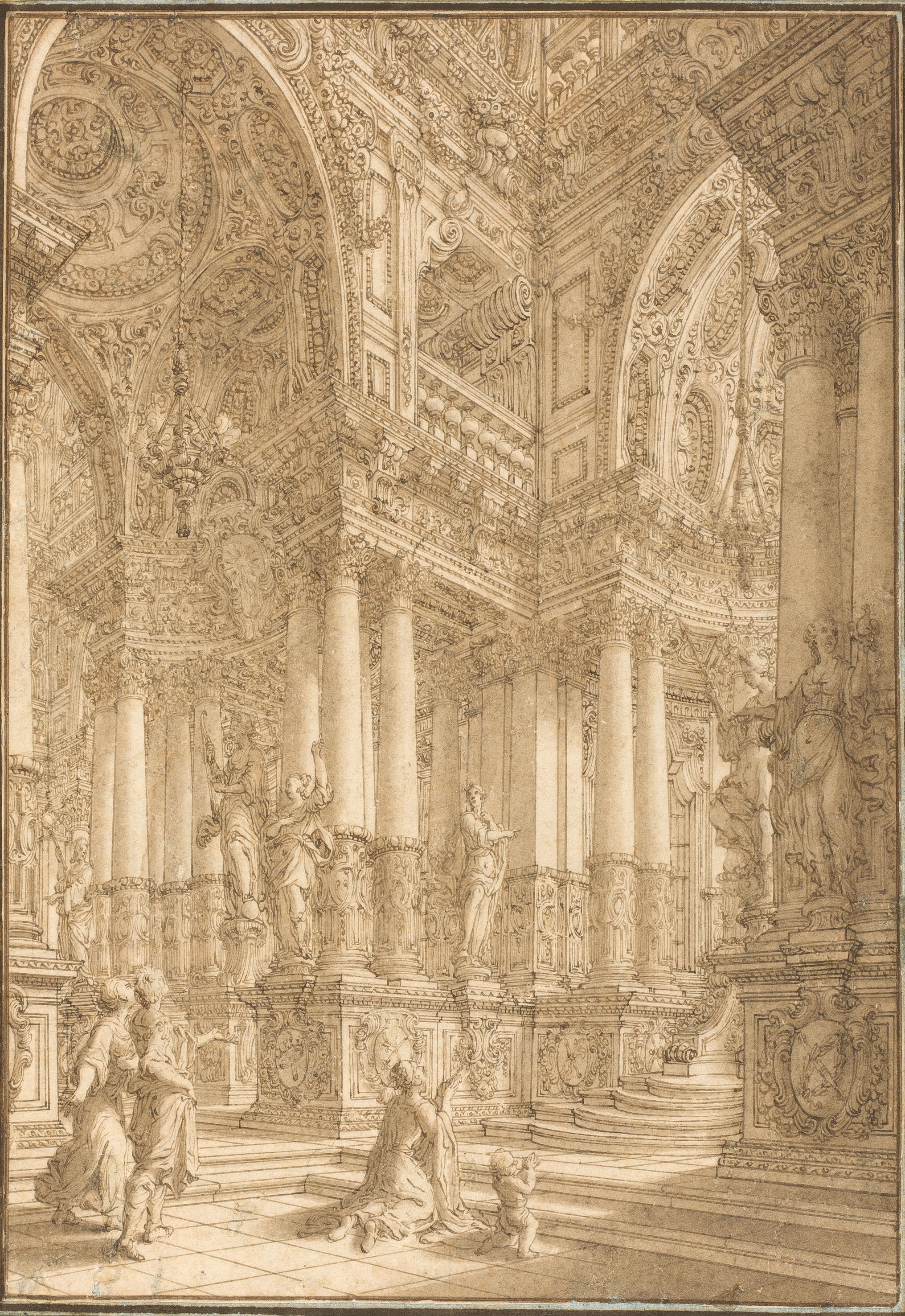
Estudio de arquitectura fantástica. Giuseppe Galli da Bibiena, legado Fernández Durán.
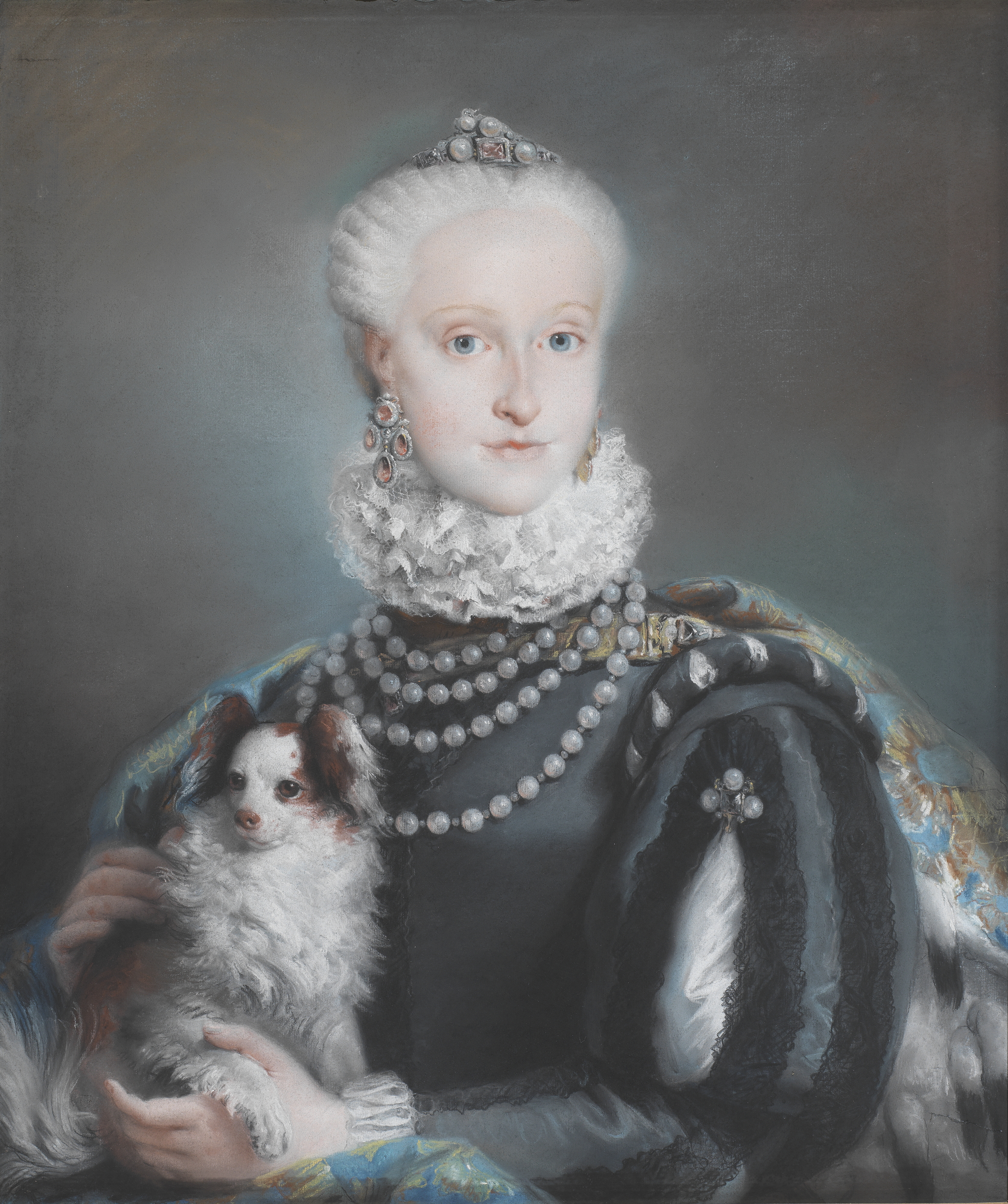
La infanta María Josefa de Borbón, pastel de 1763 de Lorenzo Tiepolo.
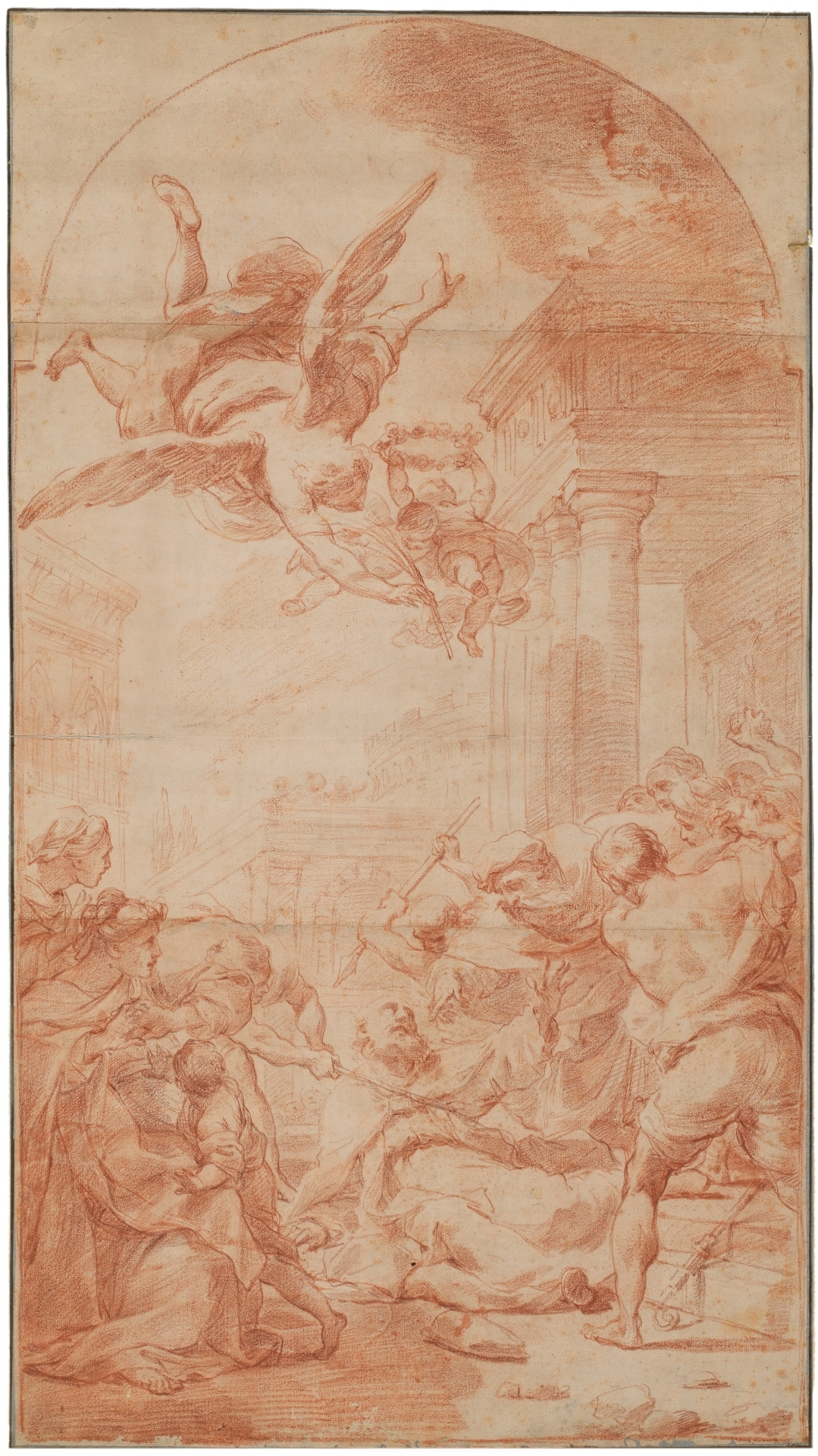
Martirio de San Eusebio, c. 1784, por Gaetano Gandolfi.[nota 18] Legado Fernández Durán.
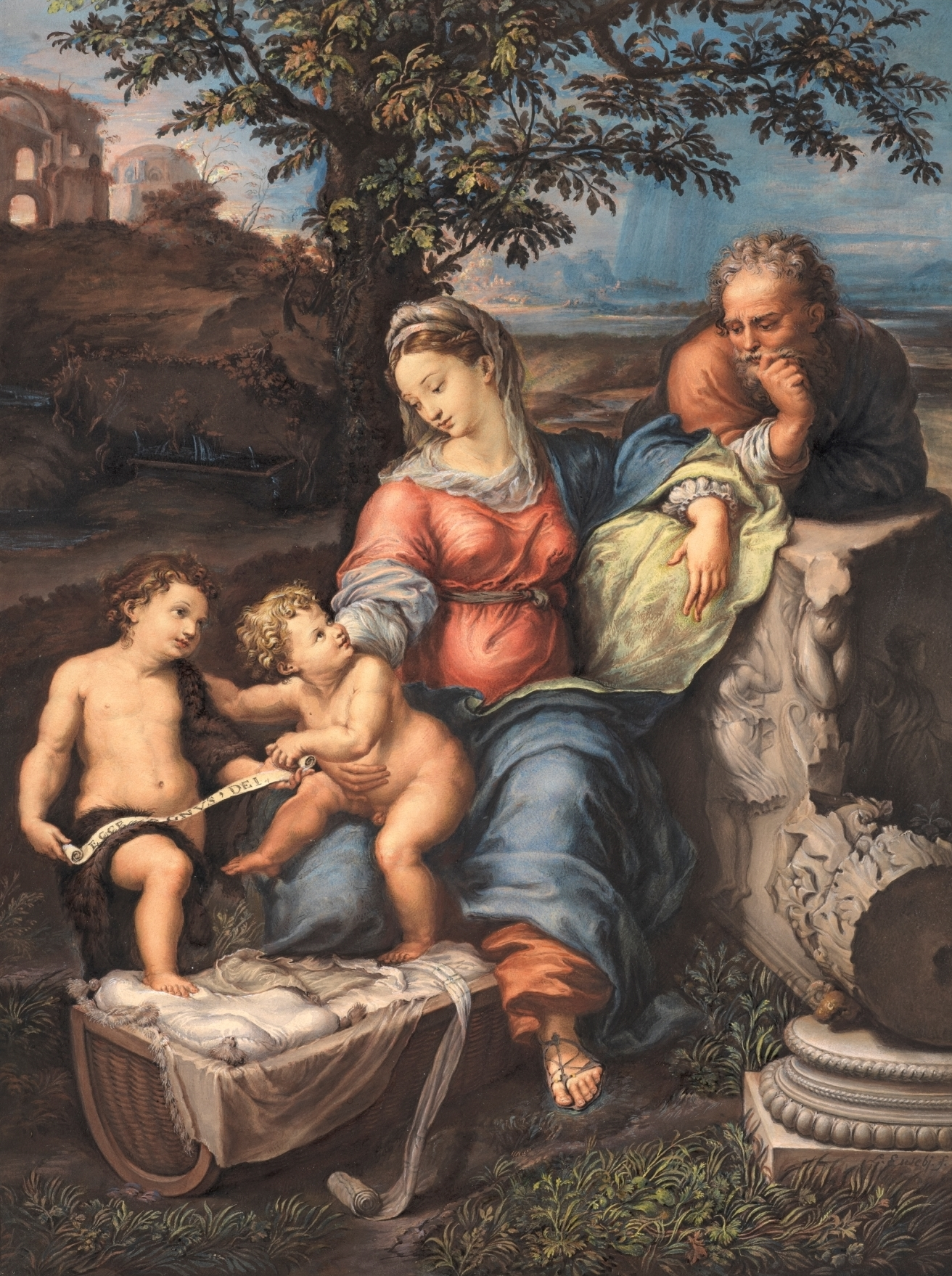
Luis Eusebi, por pintura de Rafael y Giulio Romano: Sagrada Familia del roble. Aguada de pigmentos opacos (gouache), 1821. Legado Carmen Sánchez.

### Dibujos franceses
La presencia del resto de escuelas es exigua, y el conjunto de estas obras apenas suma unos centenares. Hay una pequeña representación del dibujo francés, una, aún más reducida, del flamenco, un grupo de trabajos de Mengs, y el resto son simplemente muestras aisladas.
En cuanto a la escuela francesa, hay alrededor de cuatrocientas hojas. La mayoría, unas doscientas cincuenta, ingresaron con el legado Fernández Durán, entre cuyos ejemplos destacados figuran un diseño de grandes dimensiones (1127 × 874 mm) de Laurent Pécheux, El Juicio Final, y Hombre con las manos unidas, de Théodore Géricault, preparatorio de su pintura La balsa de la Medusa (Louvre).
De los autores del siglo XVII el Prado posee cuatro trabajos de Jacques Courtois (conocido asimismo como Giacomo Cortese, le Bourguignon, o il Borgognone), tres de su hermano Guillaume (Guglielmo Cortese), el mismo número de Sébastien Bourdon, Eustache Le Sueur —dos atribuidos—, y de Nicolas de Largillierre, dos de Nicolas Poussin y de Simon Vouet, y sendos de Claude-Guy Hallé, y Hyacinthe Rigaud. Son reseñables un Agar e Ismael del antes conocido como «Maître de l'ovale» (Maestro del óvalo), Sylvain Bonnet; y Calistrato habla con Arianax y Dinazel ante la tumba de Clearte y el cuadro que representa a Macarise, de François Chauveau.
Del XVIII destaca el grupo de Jean-Baptiste Pillement, con tres dibujos sueltos de gran formato y, sobre todo, un cuaderno de bocetos de paisajes con treinta y cuatro diseños, el único cuaderno del autor conservado en una colección pública. También es importante el conjunto de seis dibujos de François Boucher (otros dos antes considerados suyos son en realidad copias, tal vez de taller). Ocho, dos de ellos dudosos, son los de Michel-Ange Houasse, autor que trabajó los quince últimos años de su vida en España, donde fue pintor de cámara del rey Felipe V. También hay seis diseños de Jean-Robert Ango, cuatro de Louis-Jean-François Lagrenée, tres de Étienne Jeaurat y Hubert Robert, dos pasteles de Louis-Michel van Loo y sendas hojas del miembro más renombrado de esta familia de artistas, su tío Carle; Jean Ranc —tanto Louis-Michel van Loo como él fueron también pintores de cámara de Felipe V—, Antoine Watteau, Nicolas-Guy Brenet, y Jean-Honoré Fragonard.
Respecto al siglo XIX, se cuenta con setenta y ocho diseños de Victor Orsel y once de Alphonse Périn, todos ellos donados en 1887 por Félix Périn, hijo del anterior. Además hay cuatro folios, dos atribuidos, de Théodore Géricault, dos de François-Marius Granet y un dibujo preparatorio para grabar de La muerte de Viriato, de José Madrazo, copiada por Élie-Honoré Montagny. También un diseño de Maurice Deville, copia del Felipe IV anciano de Velázquez, una rareza, puesto que se ejecutó para ser reproducido por medios fotomecánicos, y no era habitual conservar este tipo de dibujos una vez realizado el proceso.

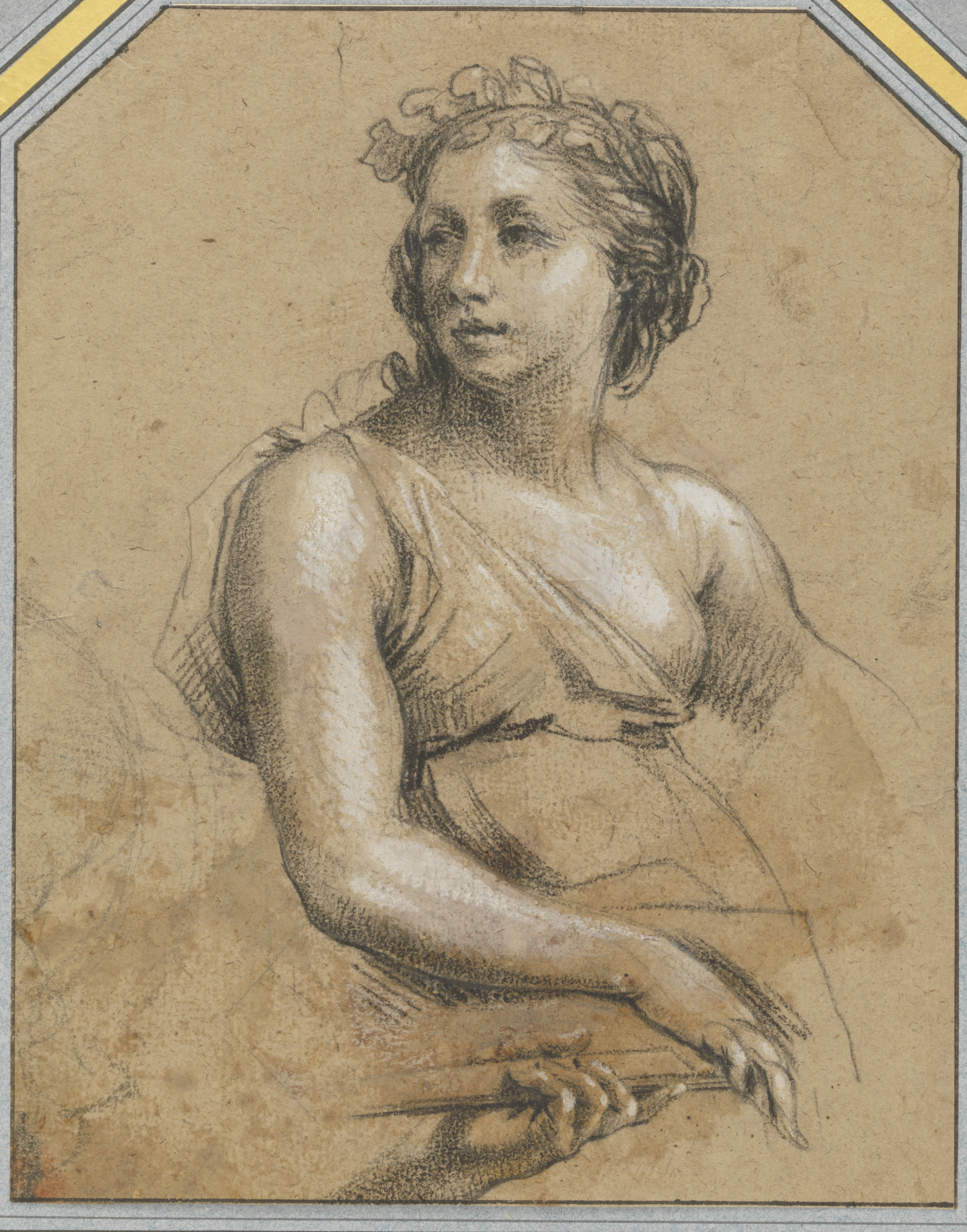
Estudio para la musa Euterpe. Simon Vouet, c. 1634. Legado Fernández Durán.
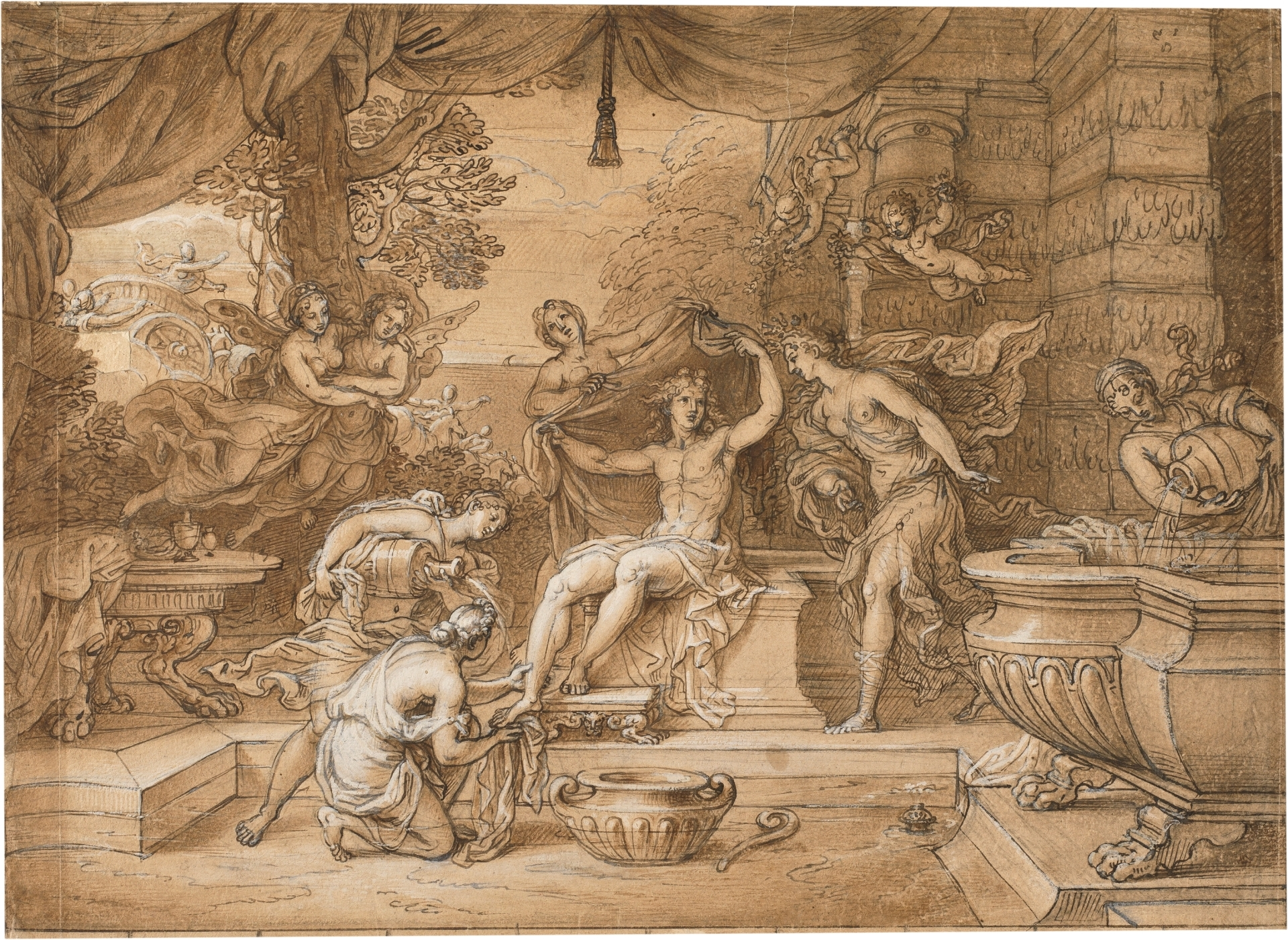
Apolo servido por las ninfas, de Michel Corneille el Joven. Legado Fernández Durán.
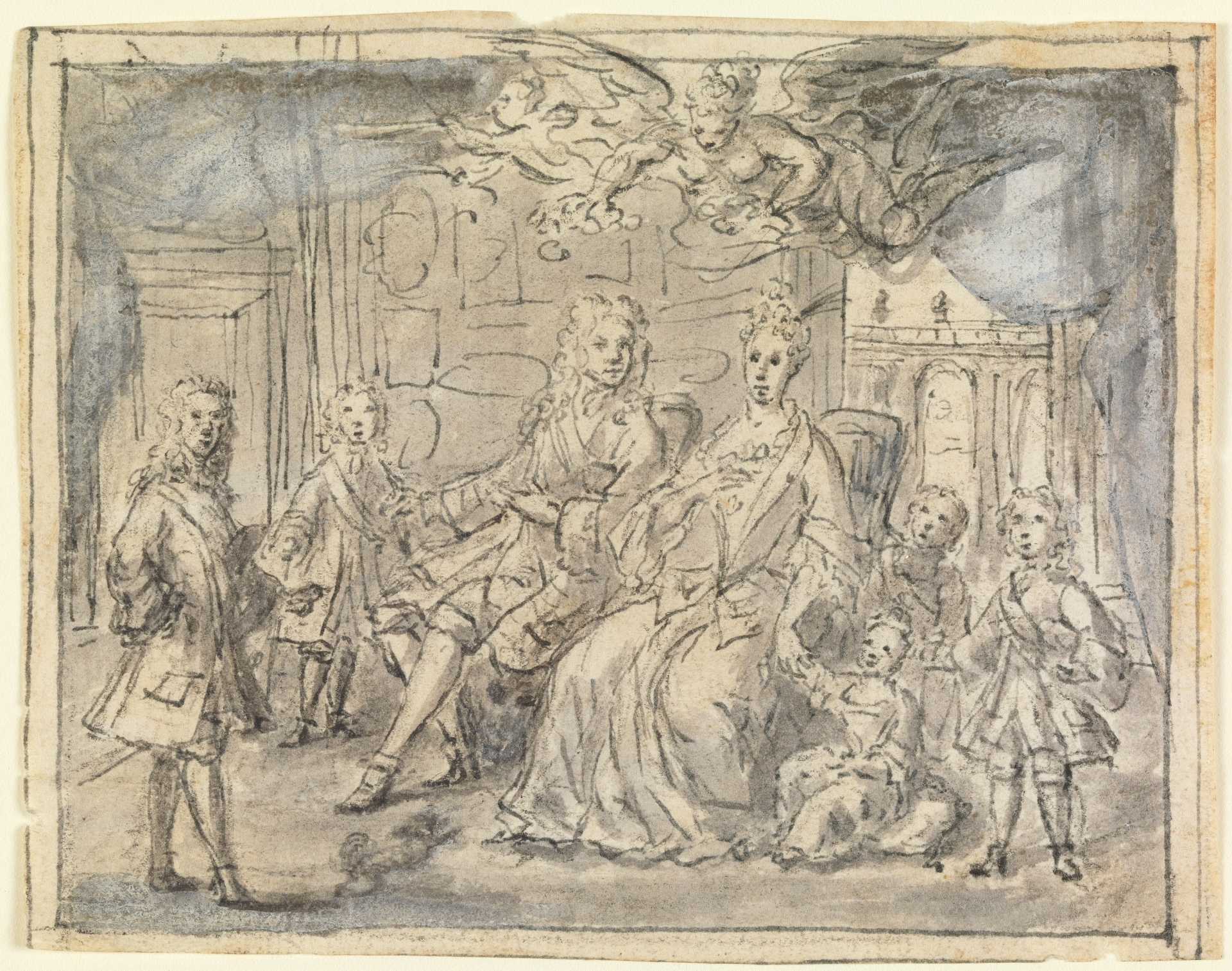
Jean Ranc: La familia de Felipe V.[nota 19]
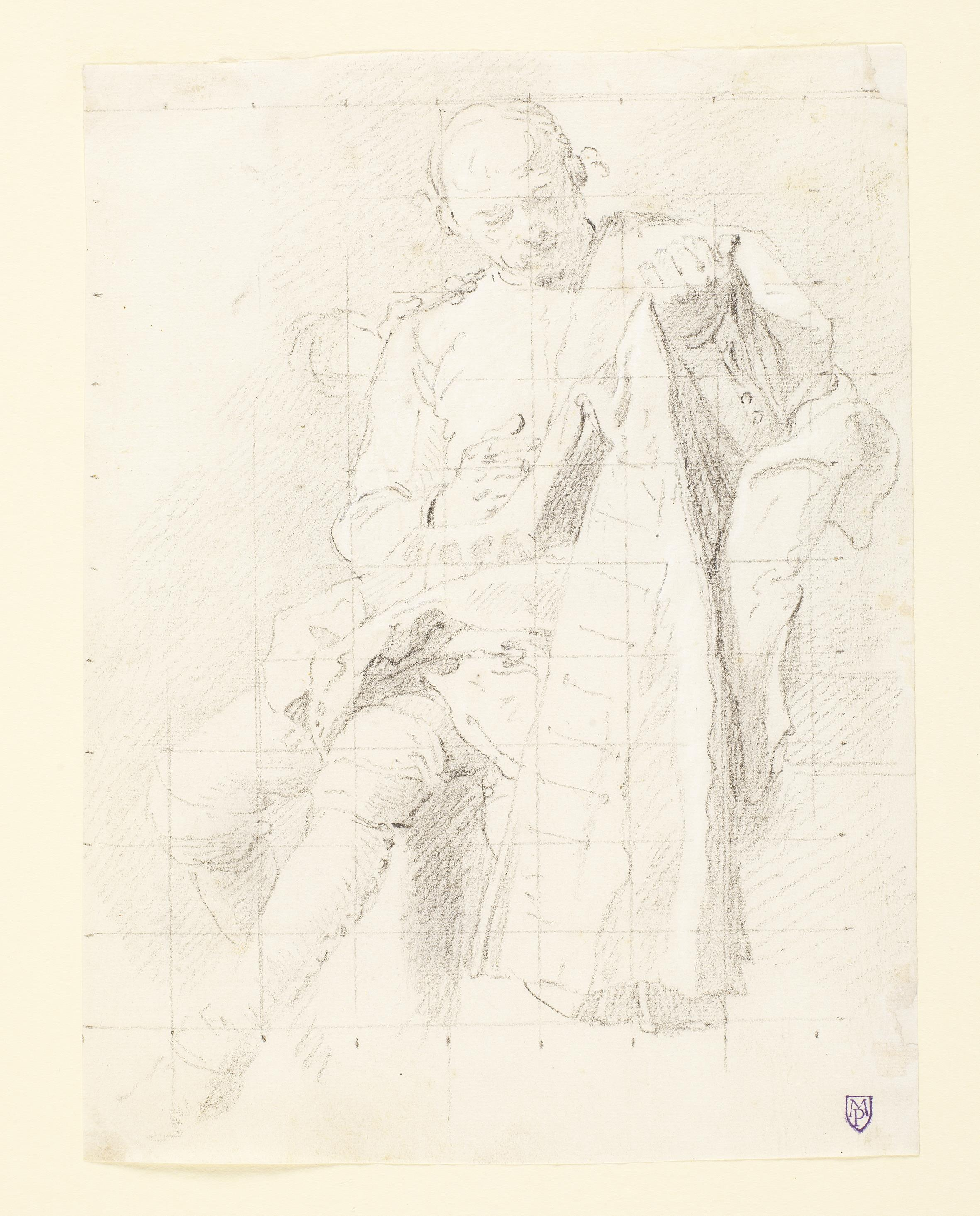
Estudio de figura masculina sentada con capa. Michel-Ange Houasse, antes de 1722. Legado Beroqui.[nota 20]
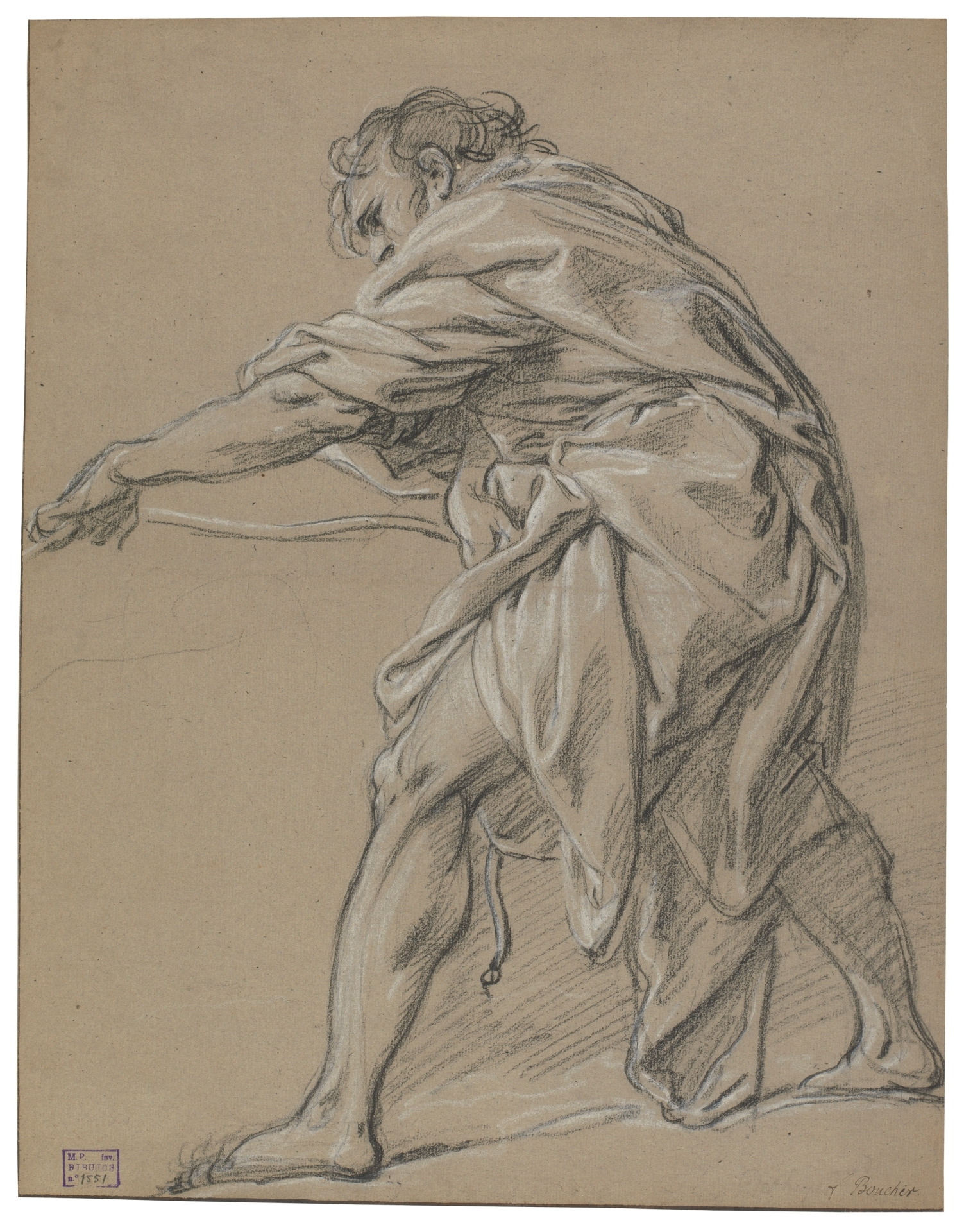
Hombre tirando de una cuerda, de François Boucher. Legado Fernández Durán.
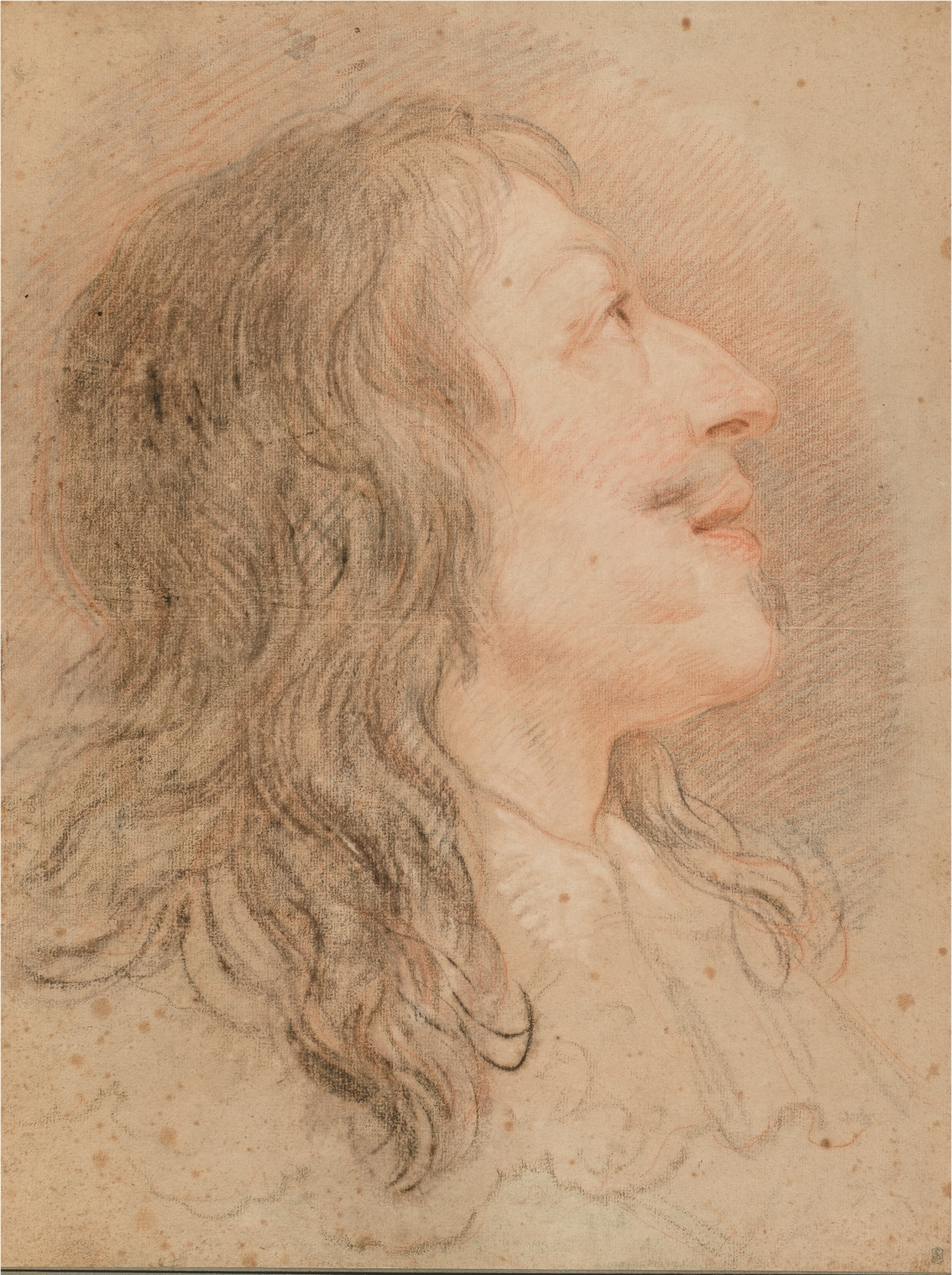
Carle van Loo: Luis XIII, rey de Francia, c. 1746. Legado Fernández Durán.[nota 21]
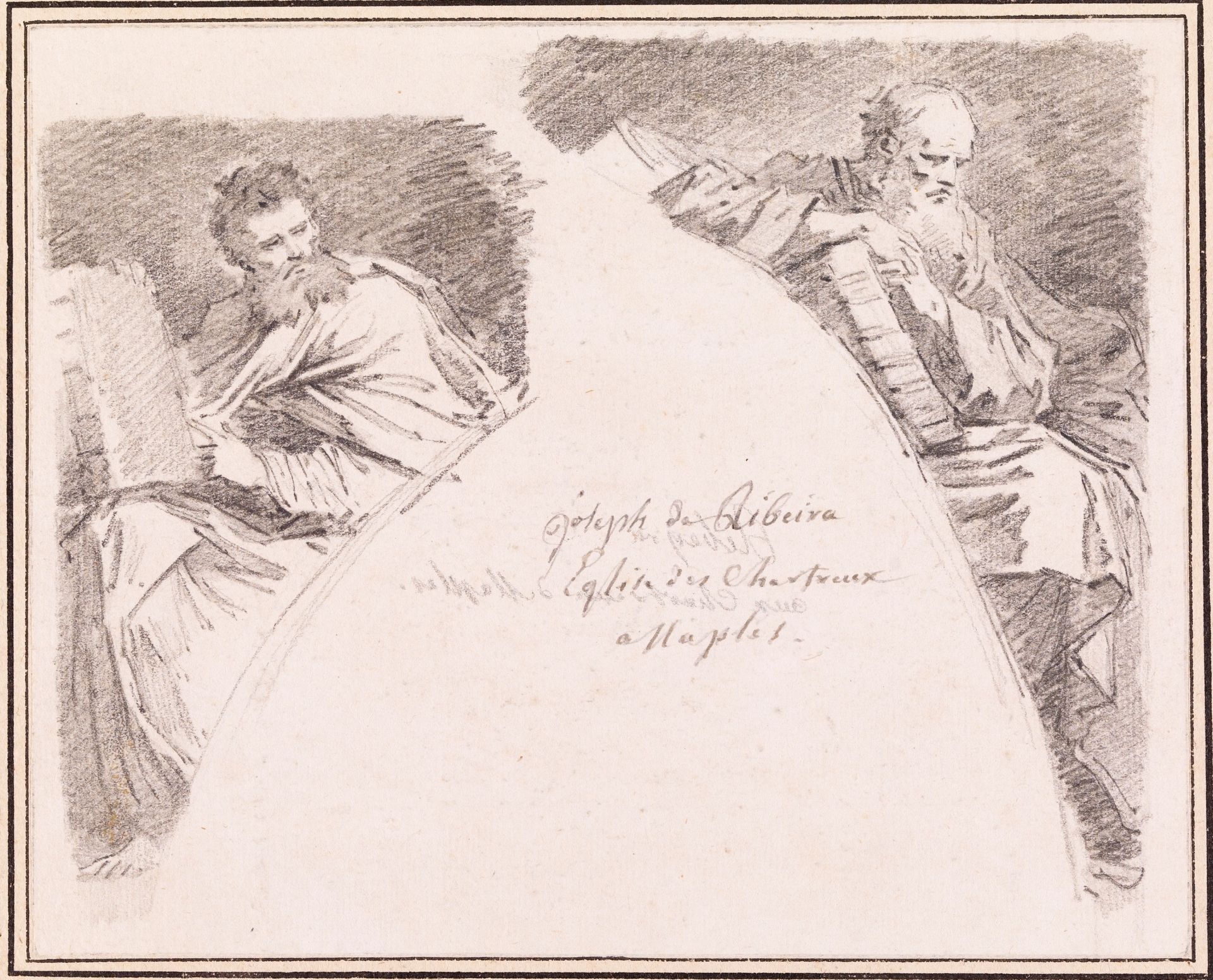
Jean-Honoré Fragonard (por pintura de José de Ribera):[nota 22] Dos profetas (Daniel y Habacuc), 1761. Legado Villaescusa.
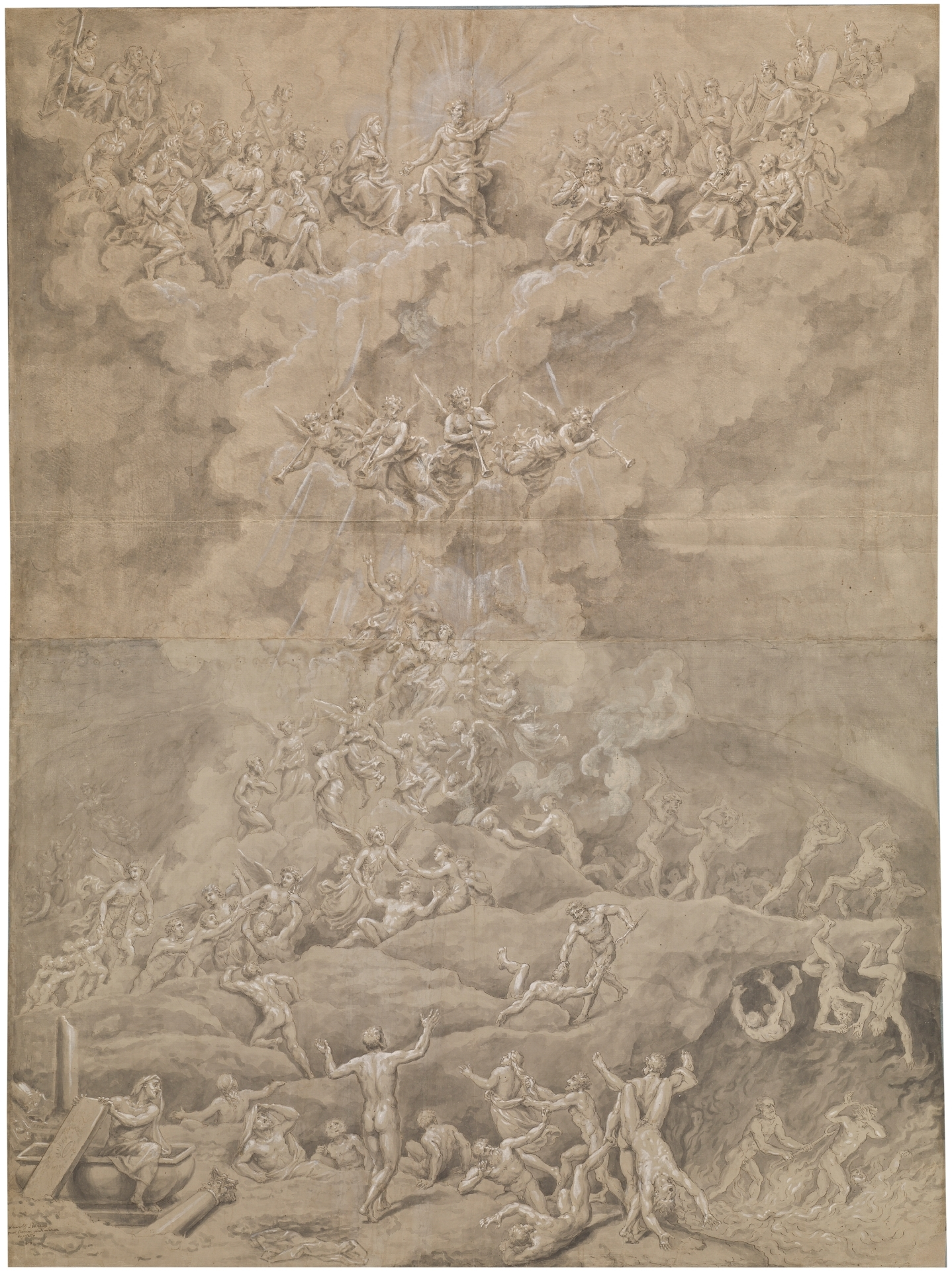
El Juicio Final, de Laurent Pécheux, 1813. Legado Fernández Durán.
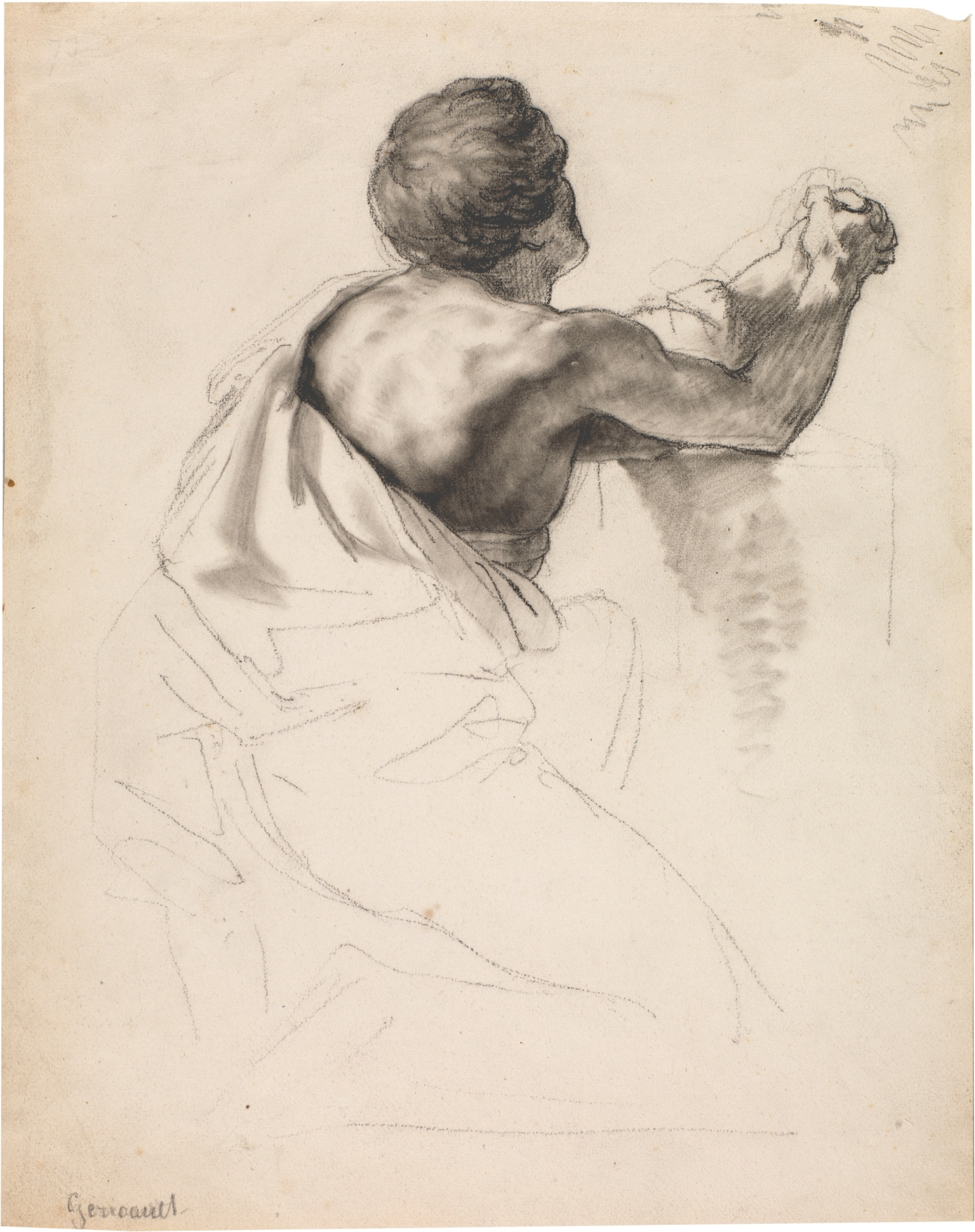
Théodore Géricault: Hombre con las manos unidas, c. 1818-1819. Legado Fernández Durán.[nota 23]

### Dibujos flamencos
Del siglo XVI sobresale Alegoría del triunfo de Alejandro Magno, de Pedro de Campaña (Pieter de Kempeneer), de quien únicamente hay catalogados alrededor de una quincena de dibujos. Igualmente cuenta con cuatro, dos atribuidos, de Denijs Calvaert, tres de Maerten de Vos, y sendos de Barend van Orley, Bartholomeus Spranger, Pieter de Witte (también llamado Pietro il Candido y Peter Candid) y Paul Bril, además de otro atribuido al taller de Pieter Coecke van Aelst.
Del XVII son destacables dos aguadas de colores de Rubens, Los siete sabios de Grecia y El nacimiento de Apolo y Diana. Además hay dos dibujos, uno original de Perino del Vaga y el otro de Maarten van Heemskerck, que fueron de su propiedad y retocó. Por otro lado, en 2015 ingresó el Manuscrito de principios artísticos de Rubens, o Manuscrito Bordes, donado por su anterior propietario, el escultor Juan Bordes, de quien toma su nombre. Es la segunda de cuatro copias de un cuaderno original de Rubens, perdido casi en su totalidad en un incendio en 1720 (solo se salvaron un puñado de hojas), que presenta la particularidad frente a las otras tres de incluir dos dibujos que muy probablemente fueron ejecutados por el propio maestro.
El gabinete también posee cuatro dibujos de Anton van Dyck, uno de atribución dudosa; tres de Valentin Lefèvre, otros tantos de Sebastian Vrancx, dos de Jan Brueghel de Velours, uno de ellos de atribución dudosa, Gaspar de Crayer, Jacob Jordaens y Adriaen Frans Boudewijns, sendos de Gerard Seghers, David Teniers el Joven y Adam Frans van der Meulen, y un gouache de Lucas van Uden.

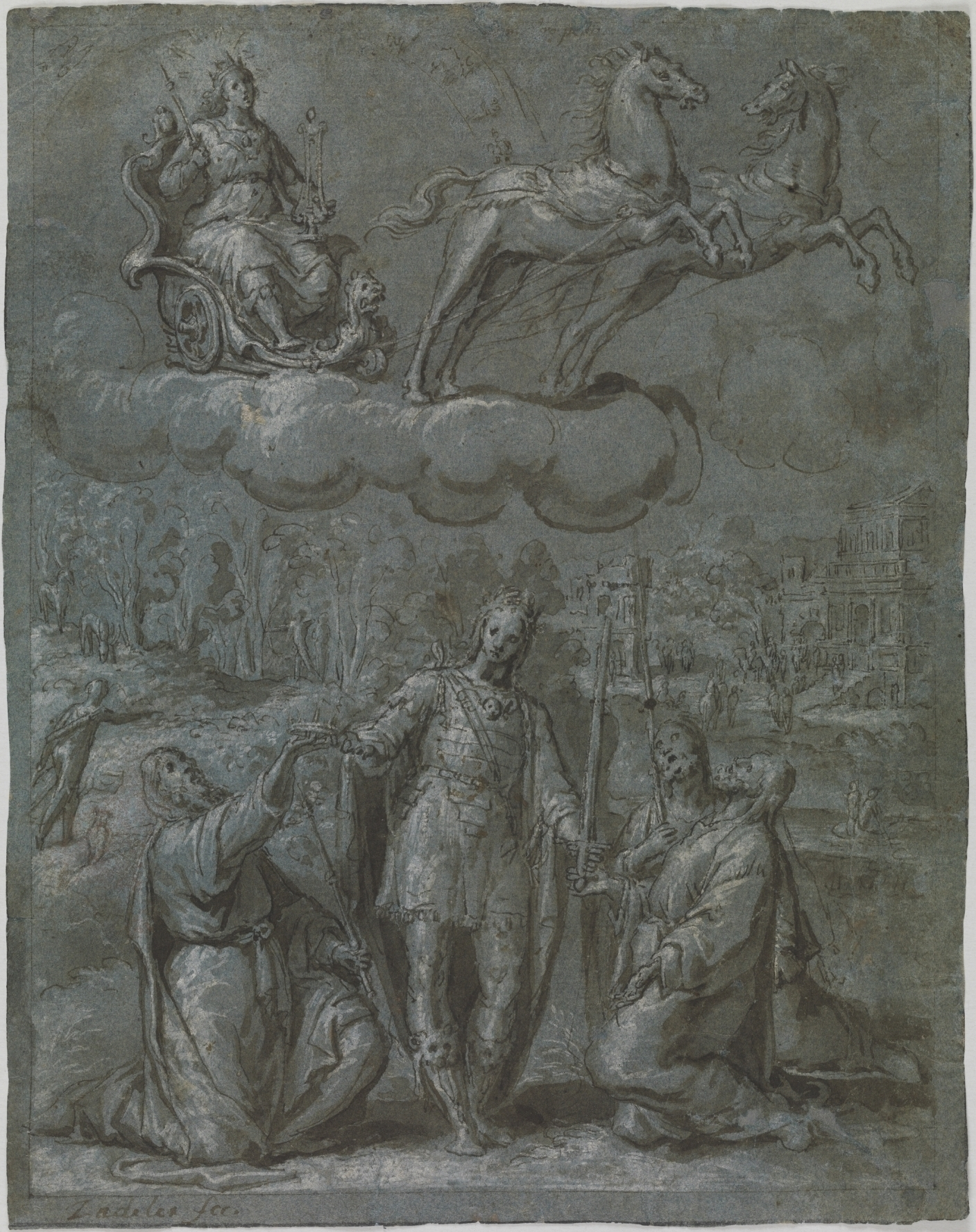
Pedro de Campaña (Pieter de Kempeneer), c. 1560: Alegoría del triunfo de Alejandro Magno.
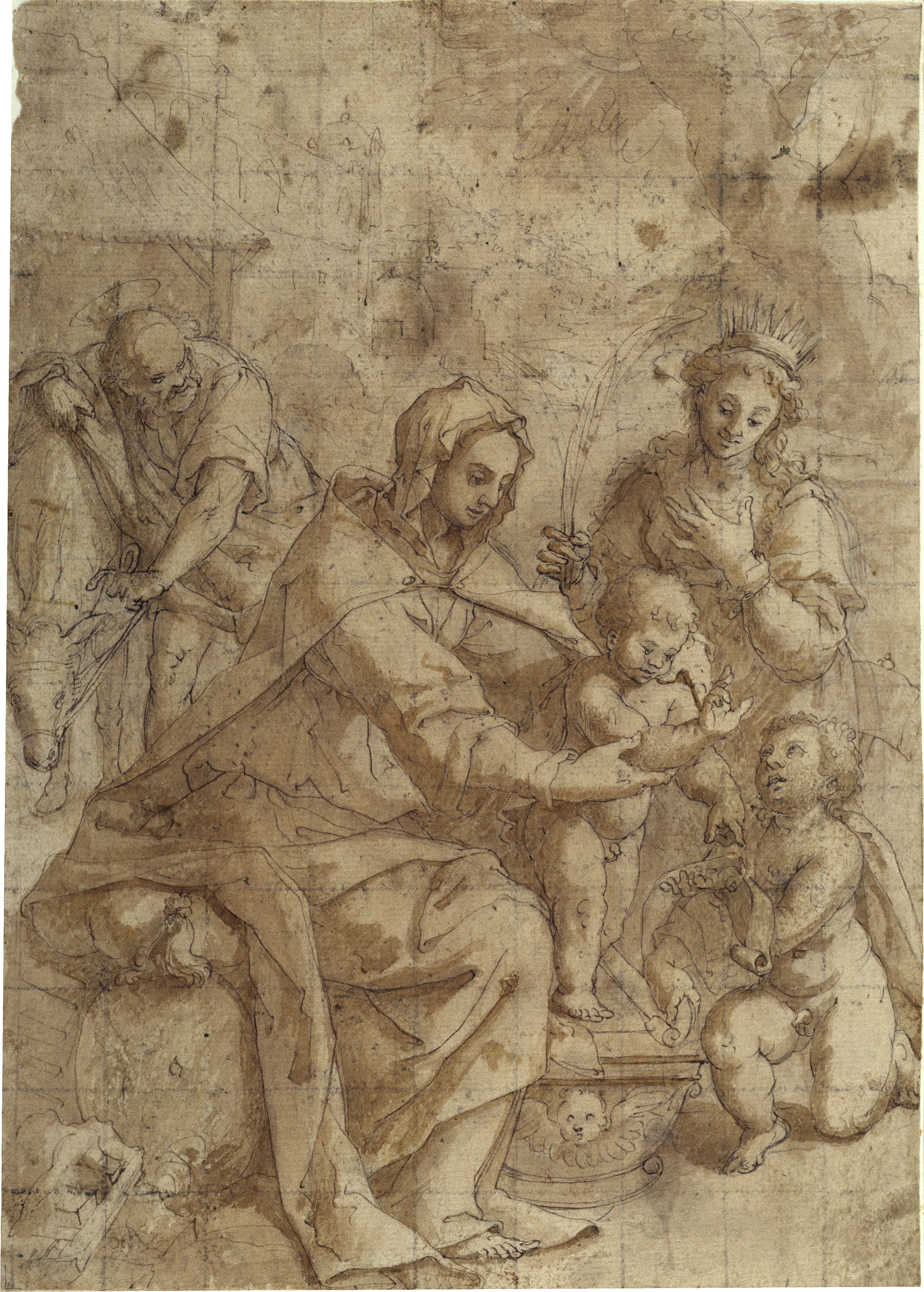
Denijs Calvaert: Sagrada Familia con san Juanito y santa Catalina.[nota 25] Legado Fernández Durán.
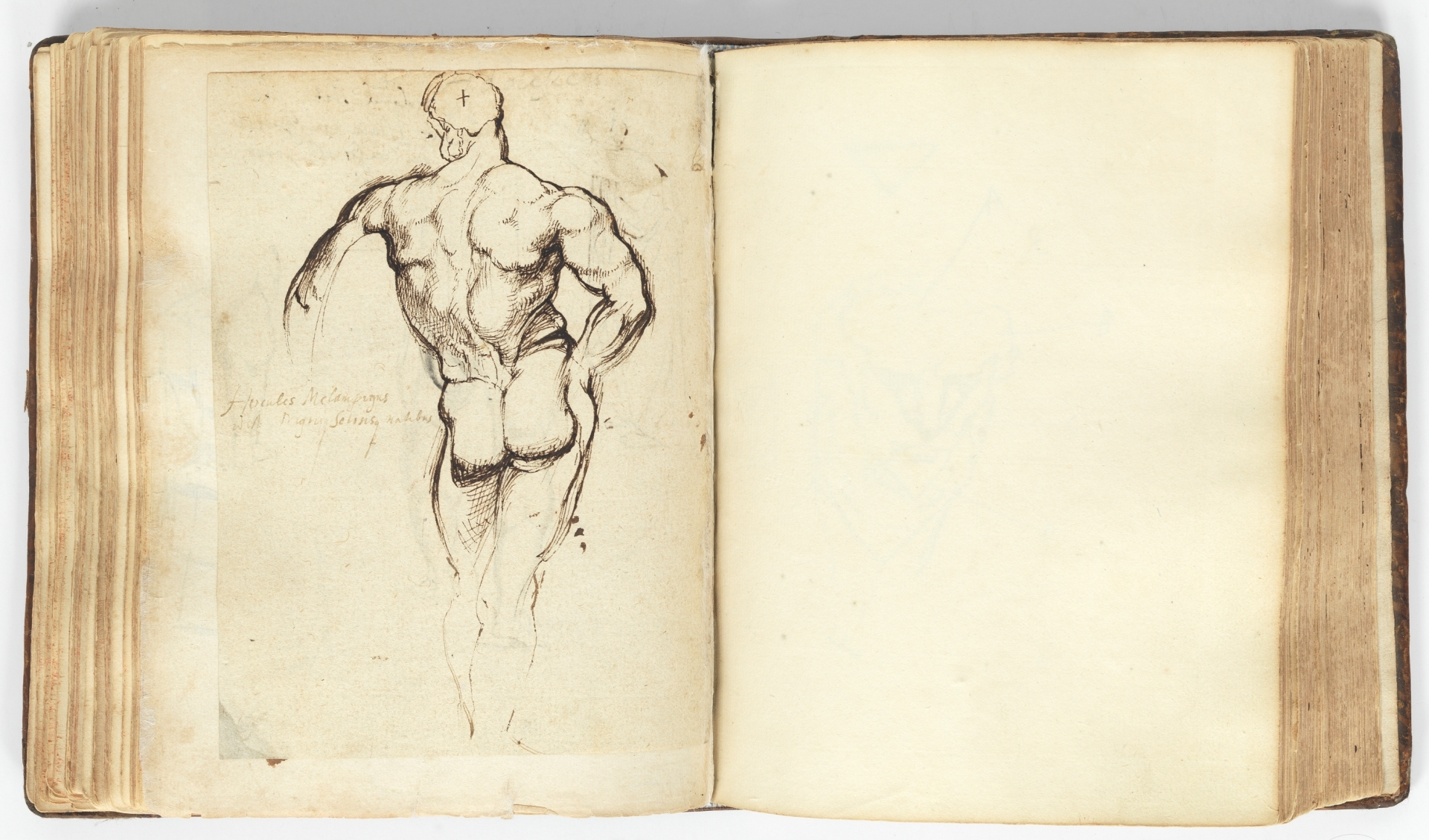
Dibujo del Hércules Farnesio, muy probablemente obra de Rubens, incluido en el Manuscrito Bordes. Donación Juan Bordes.
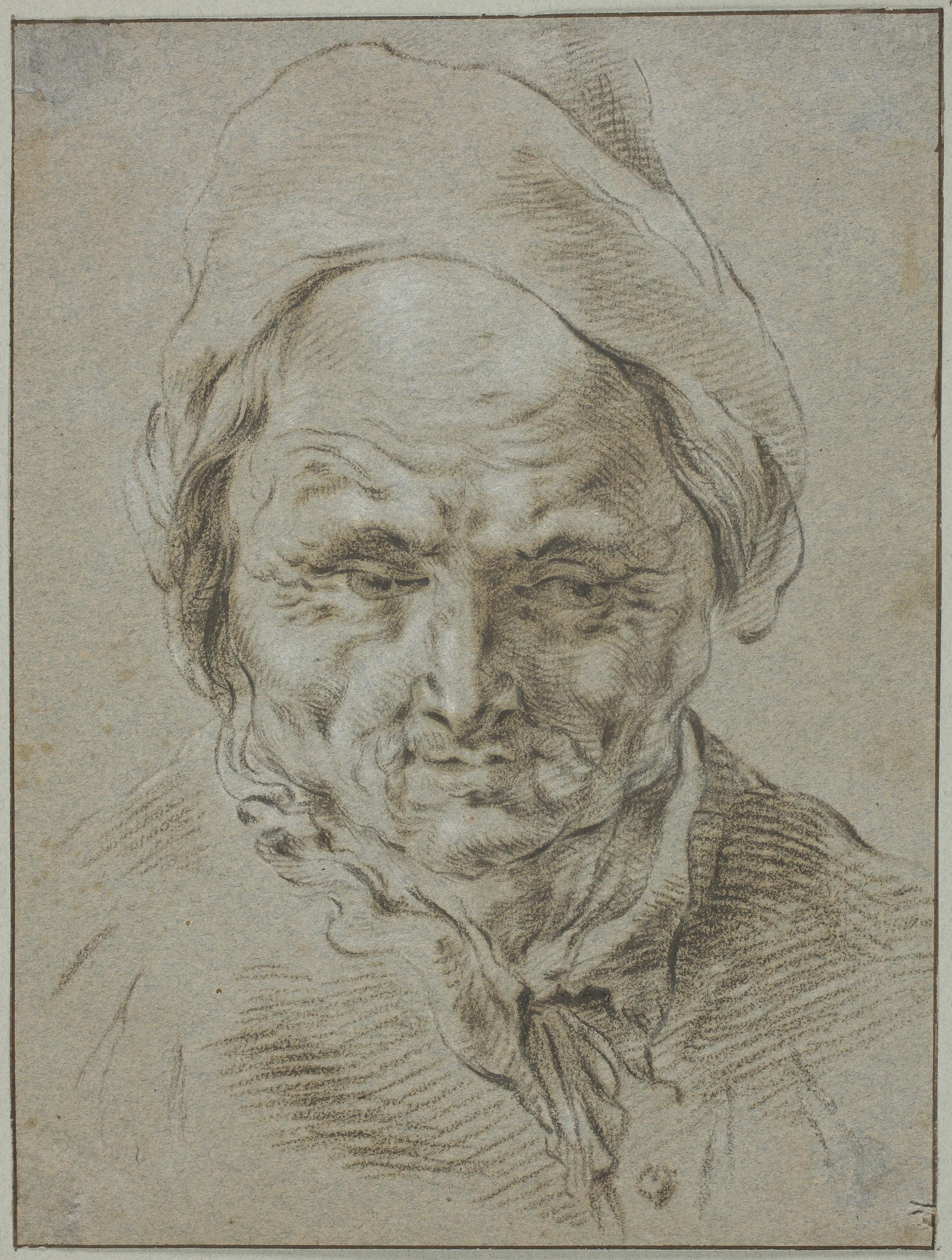
Cabeza de viejo, de Jacob Jordaens (legado Fernández Durán).
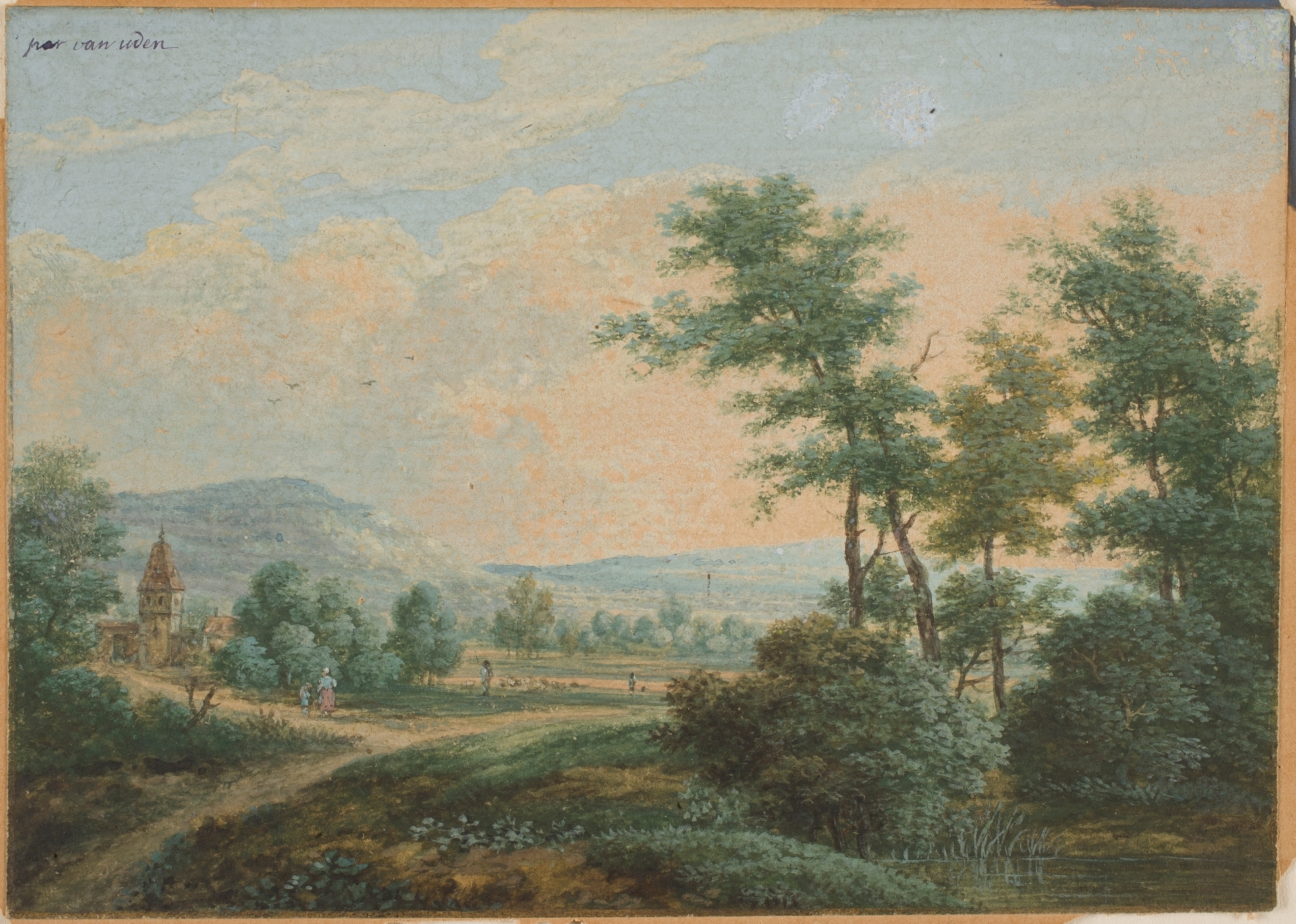
Paisaje, de Lucas van Uden. Legado Luis González Munuce.

### Otras escuelas
Respecto a la alemana, aparte de una aguada del barroco Johann Zacharias Kneller, se conserva una amplia colección de Mengs (dieciocho dibujos, uno de atribución dudosa), además de un pastel realizado por su hija Anna Maria, copia de un autorretrato del autor, y de un retrato de una joven, posiblemente una de las hijas de Anna Maria y Manuel Salvador Carmona, atribuido a la primera, aunque cabe la posibilidad de que fuera de mano de su esposo.
De la holandesa, aparte del mencionado de Van Heemskerck retocado por Rubens, hay tres de Leonaert Bramer, y sendos de Abraham Bloemaert, Gerrit van Honthorst, Pieter de Molijn, Jan Asselijn, Jacobe Lievens (adscrito), Jan Verkolje (adscrito), Adriaen van der Werff (atribuido), Herbertina van der Heim (atribuido) y Reinier Vinkeles. Dentro del ámbito centroeuropeo hay tres hojas del polaco Tadeusz Kuntze y una de la suizo-austriaca Angelika Kauffmann.
De la portuguesa destacan tres hojas de Domingos António de Sequeira, y de la británica una de George Morland y dos gouaches del arquitecto y dibujante John Carter copiando pinturas de Velázquez. También se conserva una acuarela del sueco Anders Zorn.

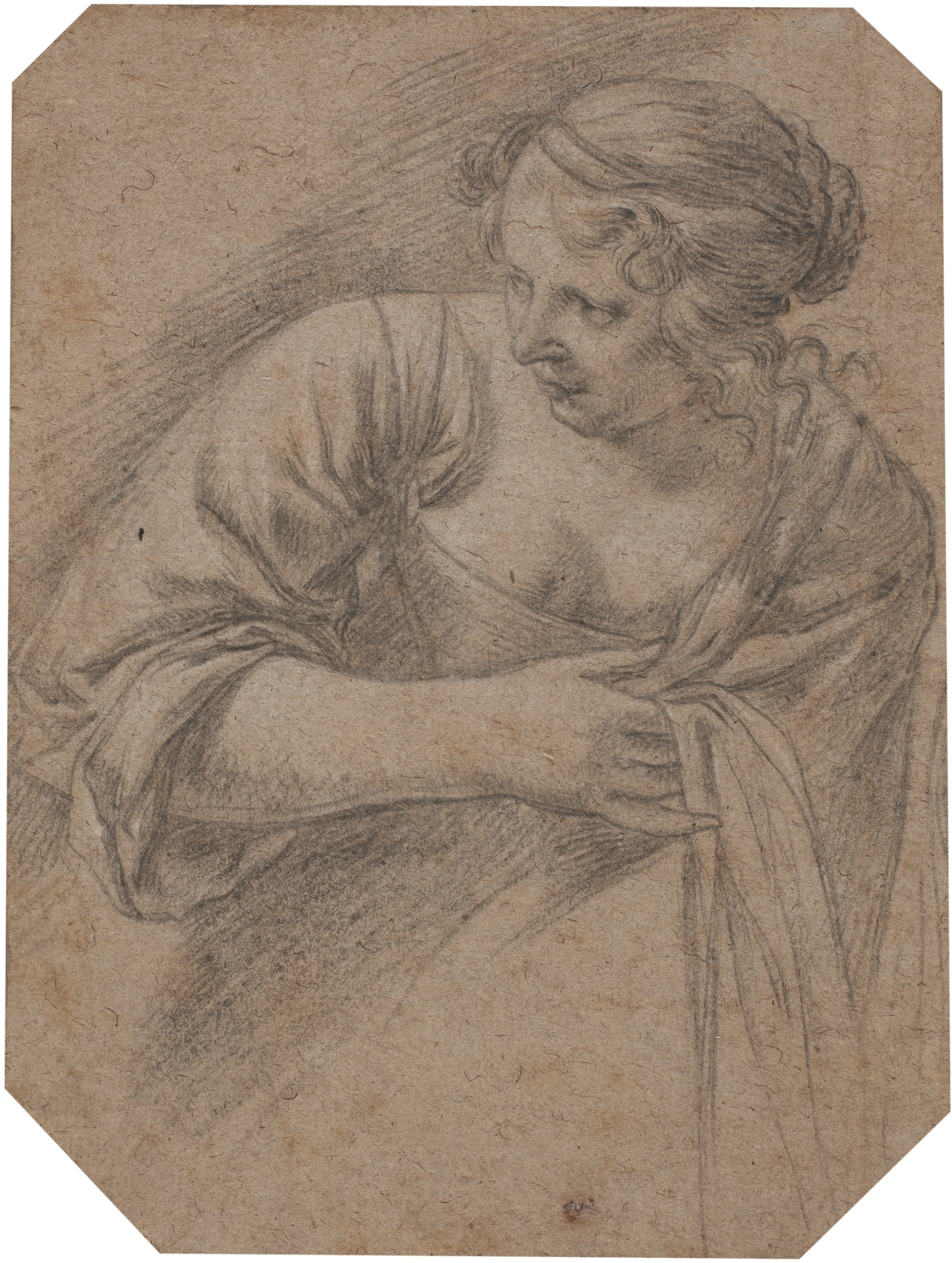
Adriaen van der Werff (atribuido): Estudio de una figura femenina. Legado Fernández Durán.
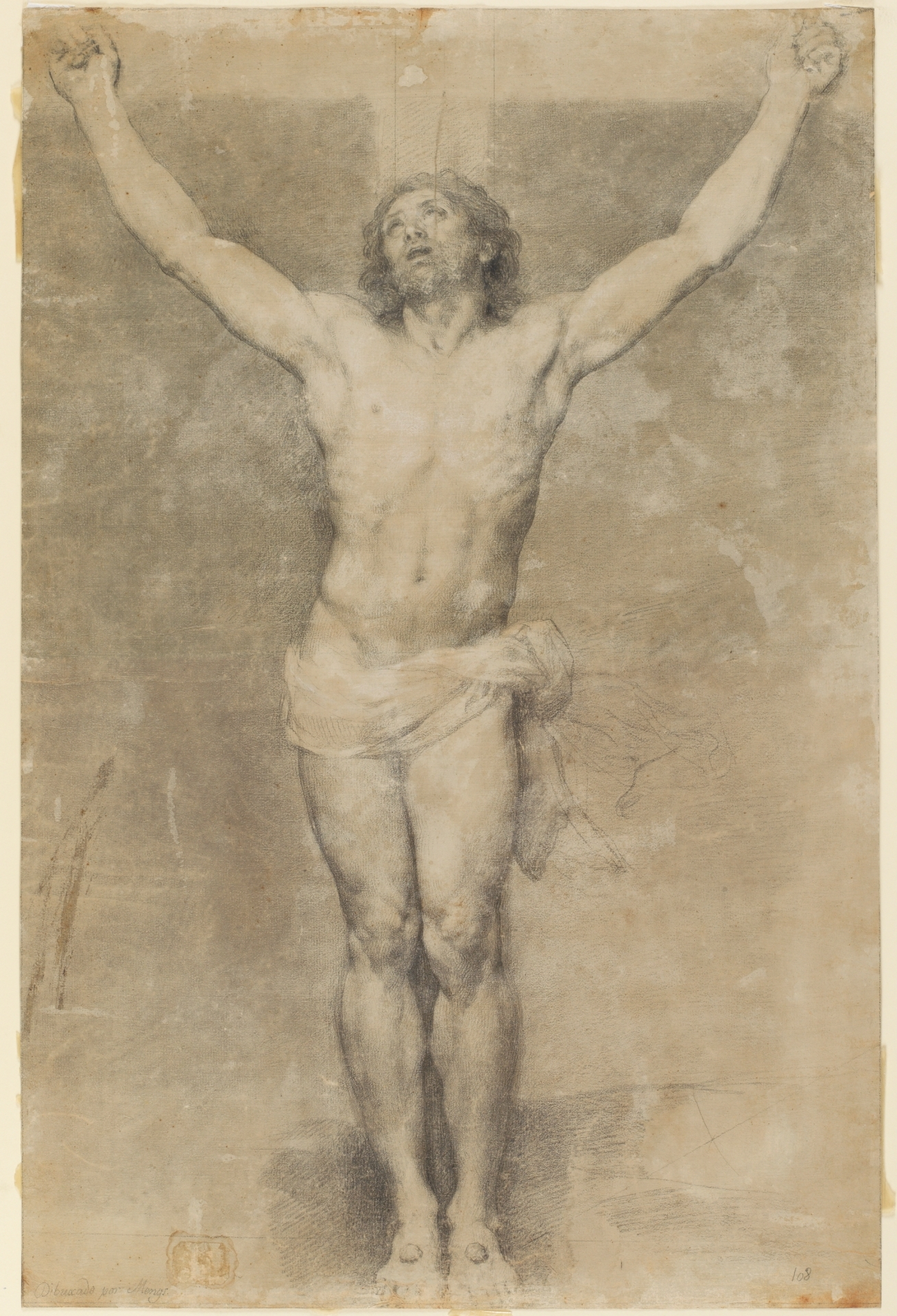
Cristo crucificado, de Anton Raphael Mengs, 1761-1769.[nota 27]
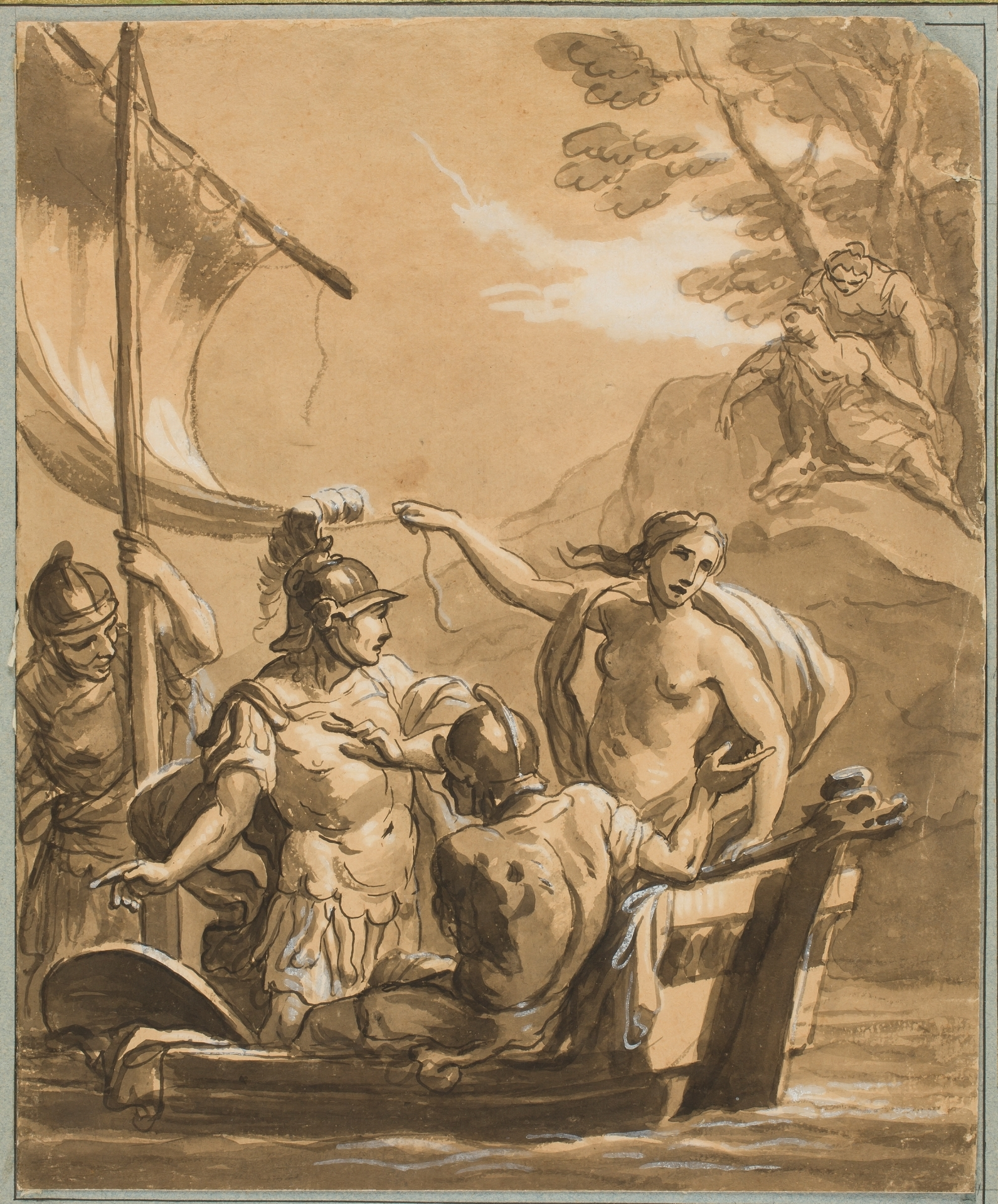
Angelika Kauffmann: Tres soldados y un desnudo femenino en barca. Legado Fernández Durán.
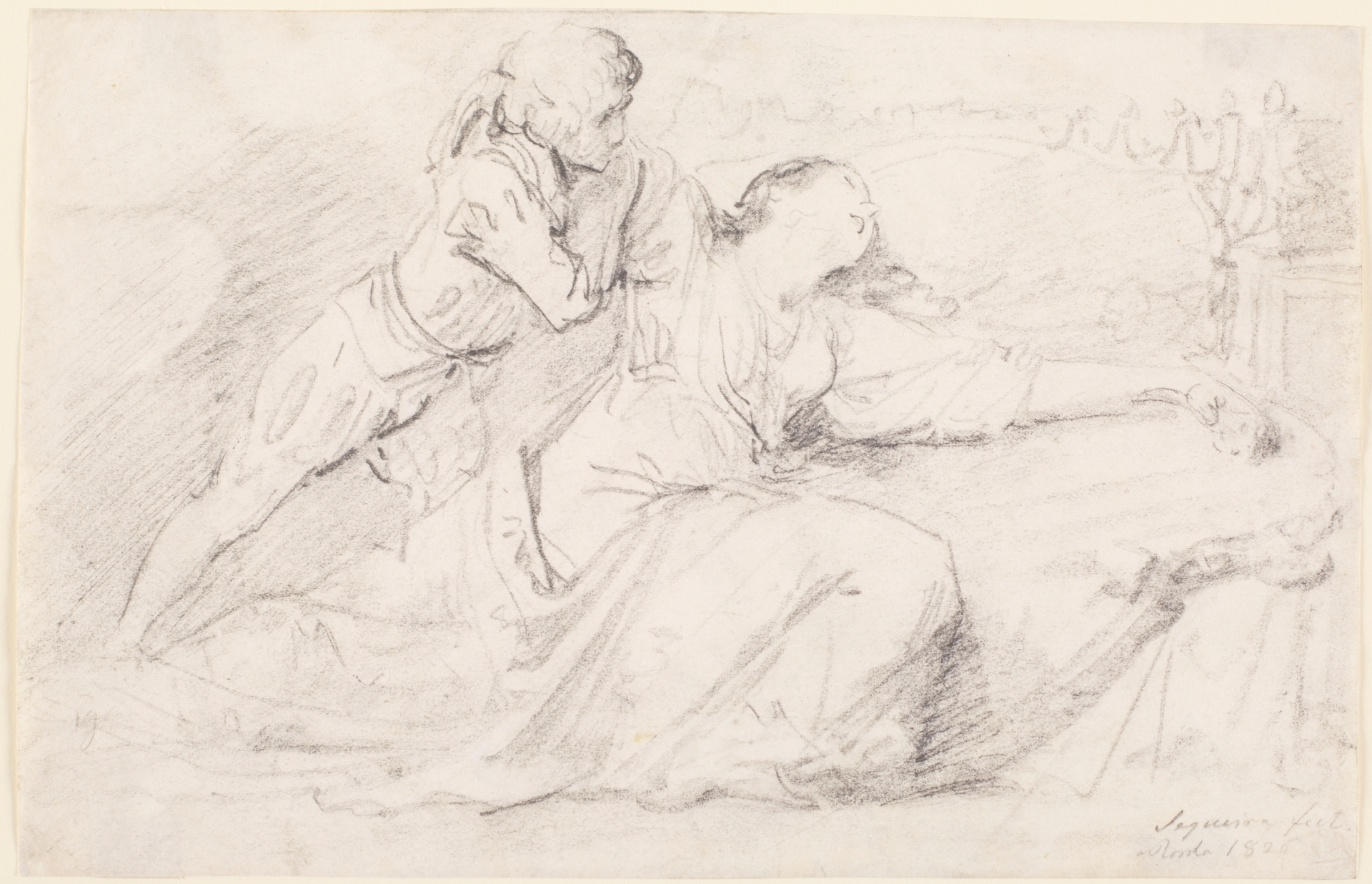
Desmayo de una dama. Domingos António de Sequeira, 1826. Legado Villaescusa.
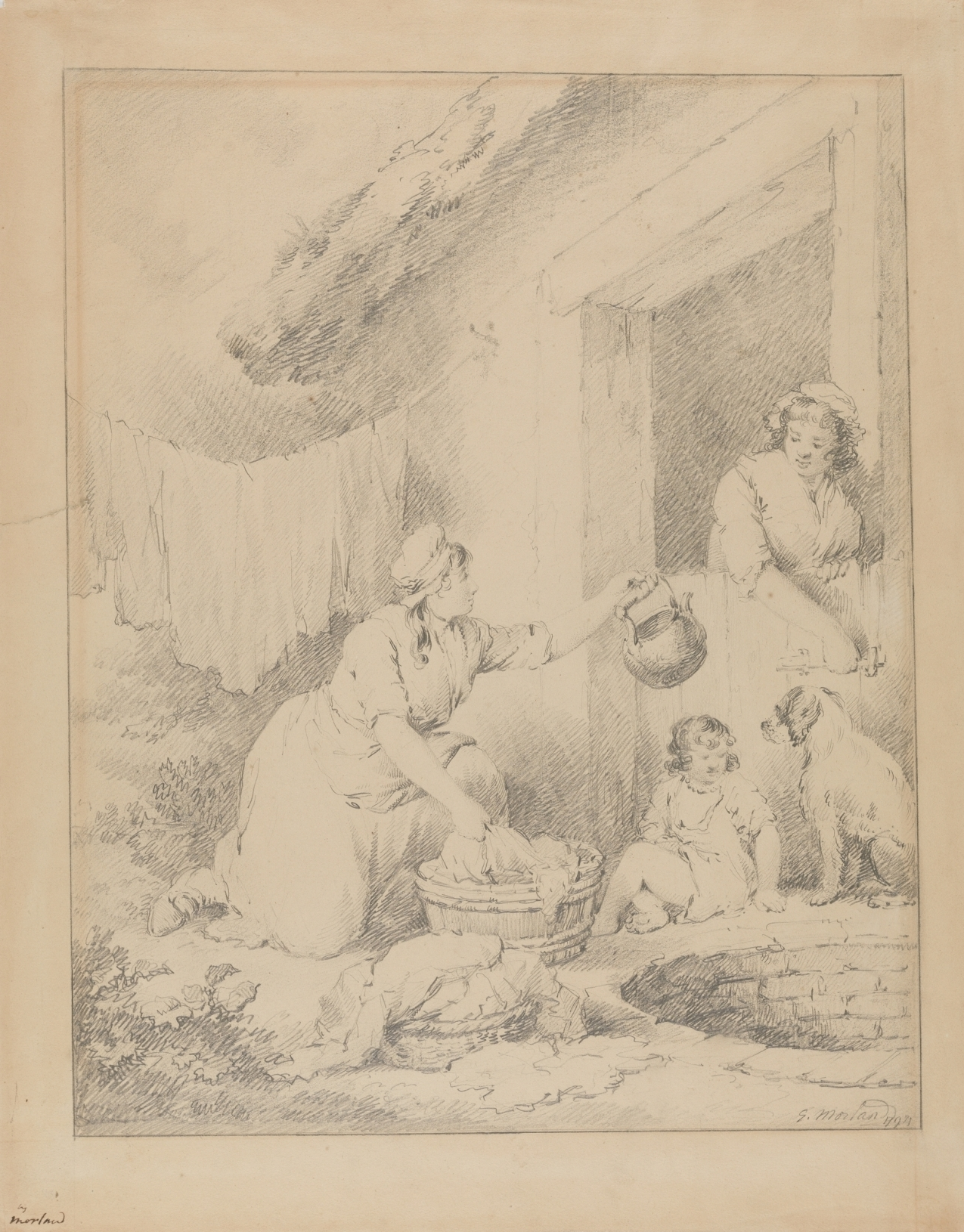
George Morland: Día de colada, 1794. Herencia Luna.
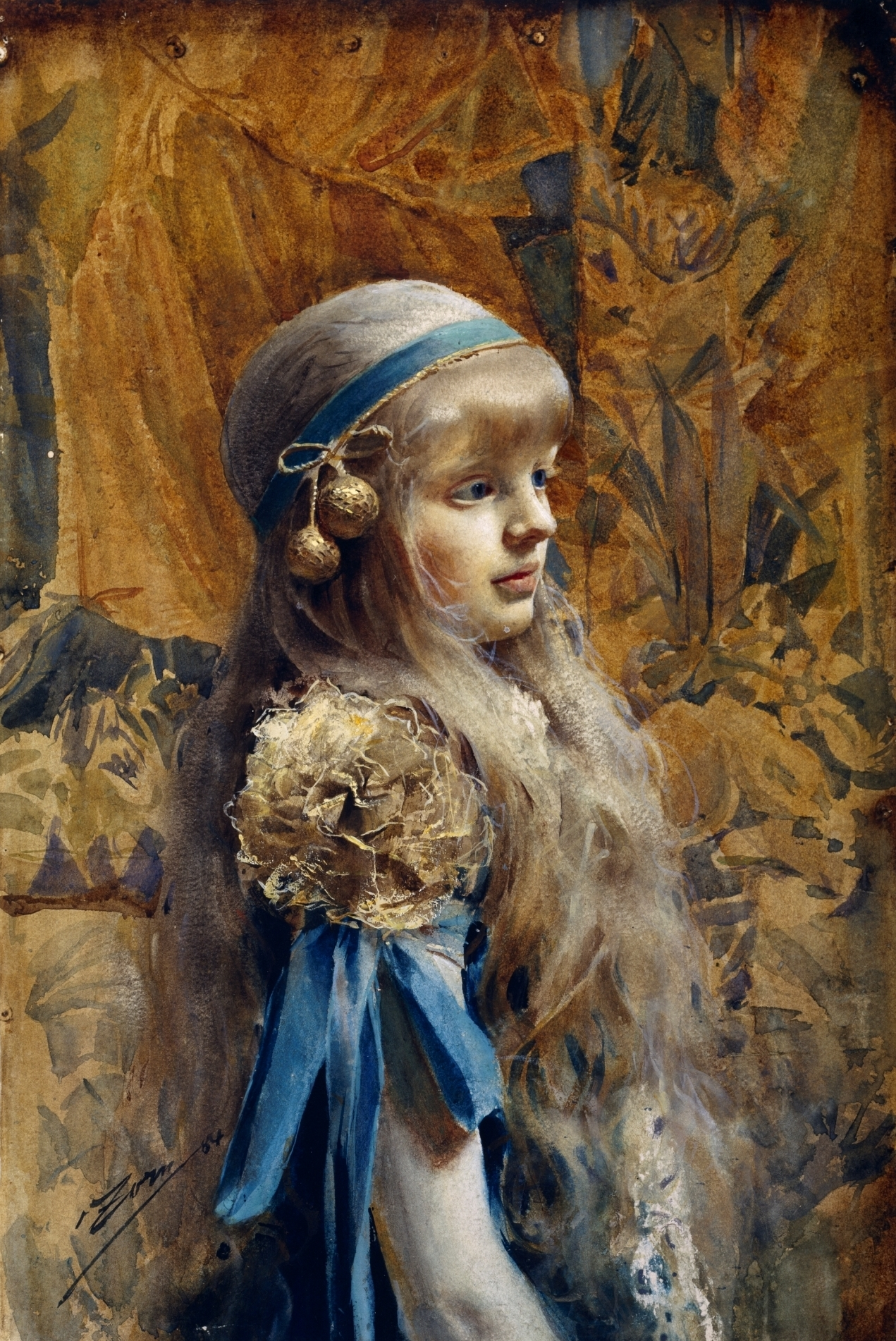
Cristina Morphy, acuarela de Anders Zorn, 1884. Legado Cristina Hagyi y Seringer, condesa viuda de Morphy, madre de la retratada.

### Autores representados
Véase: Anexo:Dibujantes con obra en el Museo del Prado

## Estampas

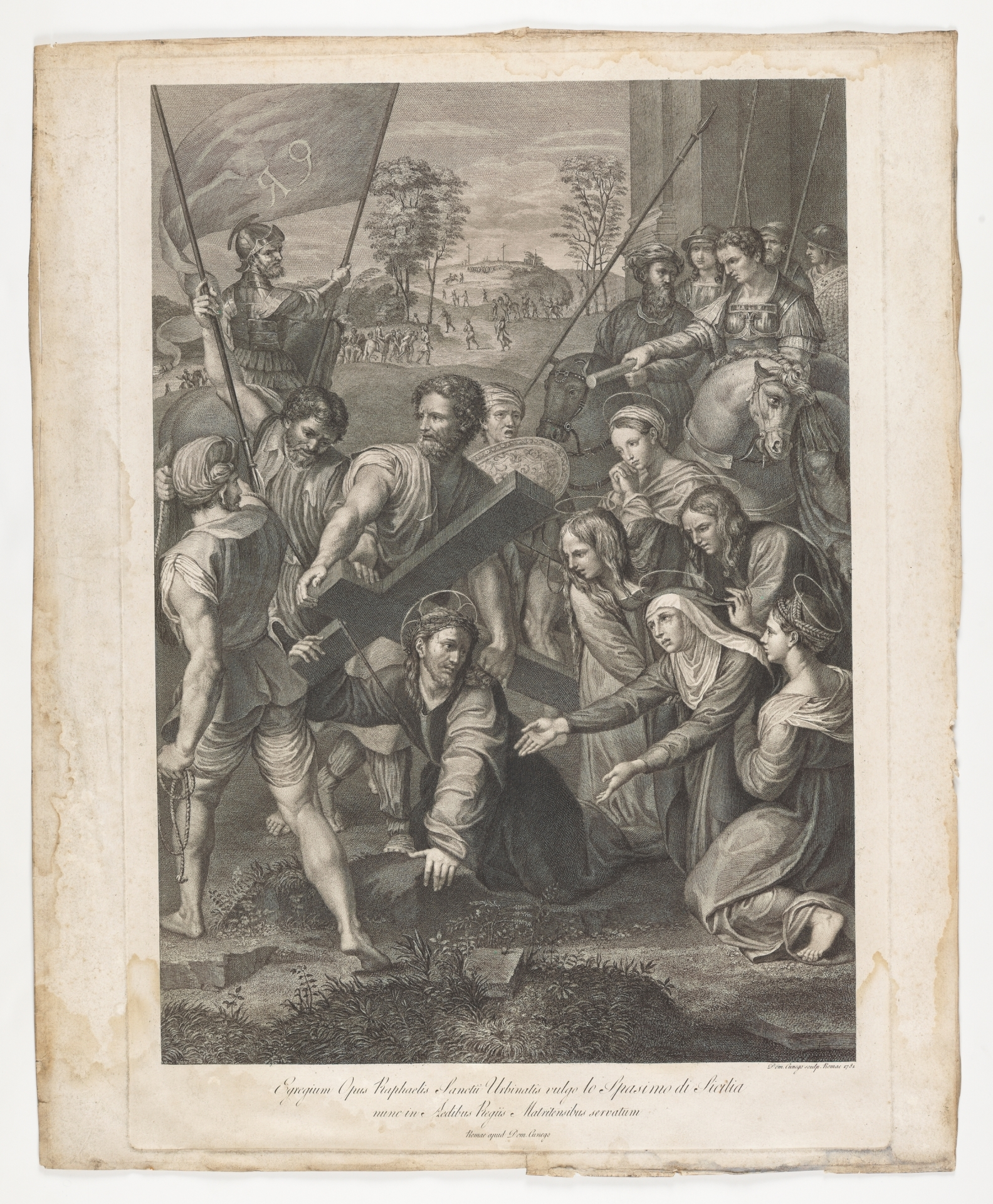
Domenico Cunego, por pintura de Rafael: Caída en el camino del Calvario (El Pasmo de Sicilia). Aguafuerte y buril, 1781. Este grabado ha sido calificado como la «punta estrema della stampa di traduzione raffaellesca di tipo tradizionale». Donación Pedro Alberdi.

La colección de estampas tiene menos importancia. Sus núcleos principales son Goya, el siglo XIX español (especialmente Carlos de Haes, y también Fortuny —cuarenta y dos aguafuertes—) y las estampas de reproducción, gran parte de ellas de obras del propio museo o de pinturas de artistas españoles de otras colecciones. Las estampas de grabadores extranjeros anteriores al XIX son escasas, y aunque se cuenta con algunos ejemplos de los grandes maestros, su presencia es testimonial. Una porción considerable de estos fondos procede de la Colección y Biblioteca Madrazo, comprada en 2006, que incluía más de dos mil quinientas estampas.

### Estampas españolas
Entre las estampas de reproducción figuran las editadas por la Compañía para el grabado de los cuadros de los Reales Palacios y las pertenecientes a la Colección lithográphica de cuadros del rey de España el señor don Fernando VII y a la colección Cuadros selectos de la Real Academia de Bellas Artes de San Fernando. Otra importante serie es El Grabador al Agua Fuerte. Colección de obras originales y copias de las selectas de autores españoles grabadas y publicadas por una sociedad de artistas, estampada por la Calcografía Nacional, que, como indicaba su título, incluía tanto grabados de reproducción como de creación. El gabinete posee completos sus tres volúmenes, publicados entre 1874 y 1878, con ciento veintiocho estampas en total, todas ellas pruebas de artista, además de algunos ejemplares sueltos estampados en el siglo XX.
El gabinete posee un pequeño número de estampas poco frecuentes. De Ribera hay una contraprueba de su aguafuerte Lamentación sobre el cuerpo de Cristo Muerto, comprada en 2014. Las contrapruebas se hacían poniendo en contacto una hoja en blanco con otra recién estampada y pasándolas después por una prensa o tórculo, de modo que parte de la tinta, aún fresca, de la estampa, se traspasaba a la hoja en blanco. Se obtenía así una imagen más tenue e invertida respecto a la estampa, y por tanto con la misma orientación que la plancha, lo que resultaba de utilidad al artista para realizar comprobaciones y eventuales correcciones, aunque hay constancia de que en ocasiones se realizaron, no ya con fines prácticos, sino para destinarlas a coleccionistas de obras singulares.  Y tan solo otro ejemplar existe del Autorretrato de Velázquez de Las meninas —donado en 2017 por Pedro Alberdi—, que además es una de las escasas estampas abiertas por su autor, Agustín Esteve.

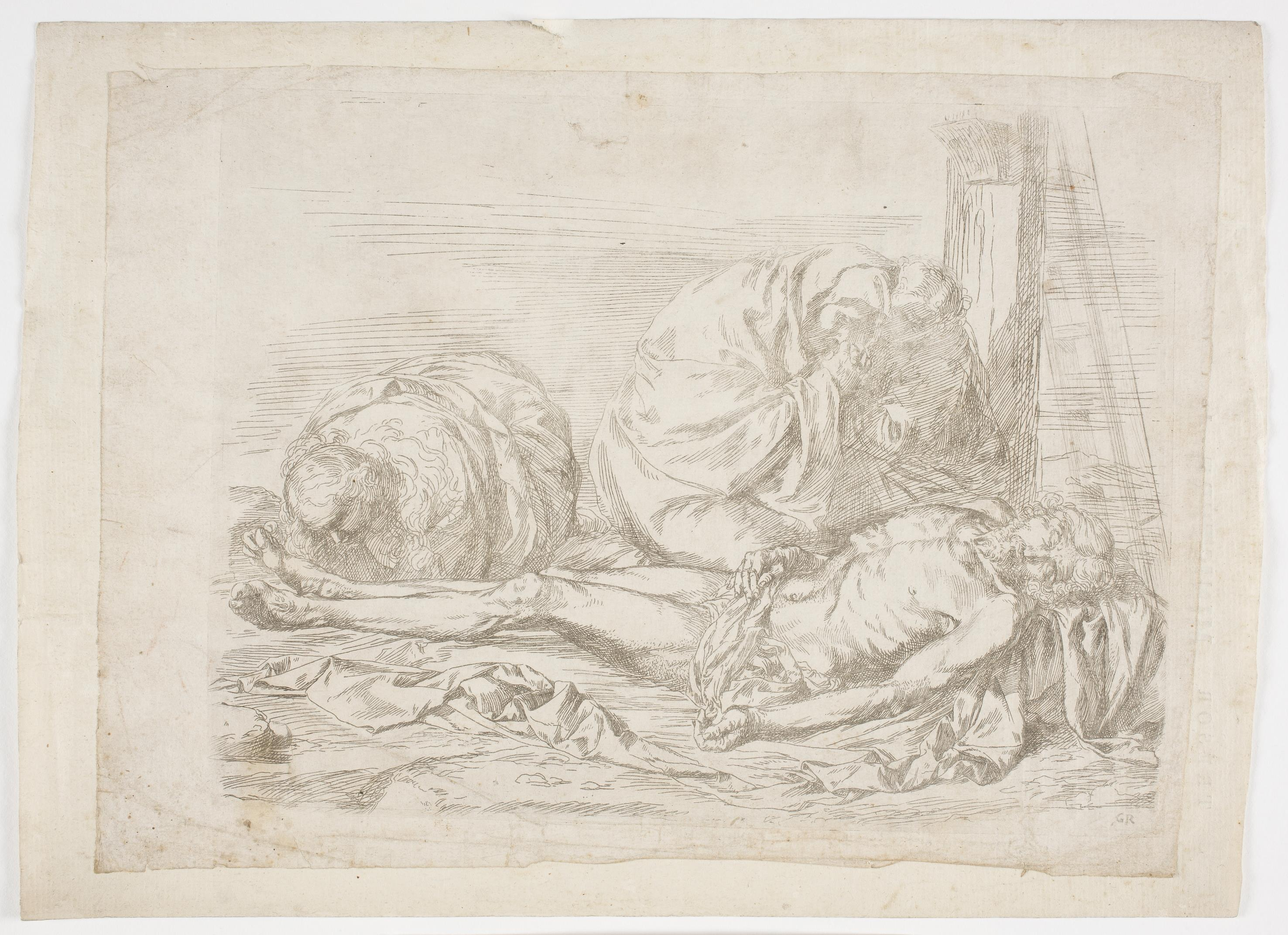
Lamentación sobre el cuerpo de Cristo Muerto, aguafuerte de José de Ribera, 1620-1621. Contraprueba del segundo estado.
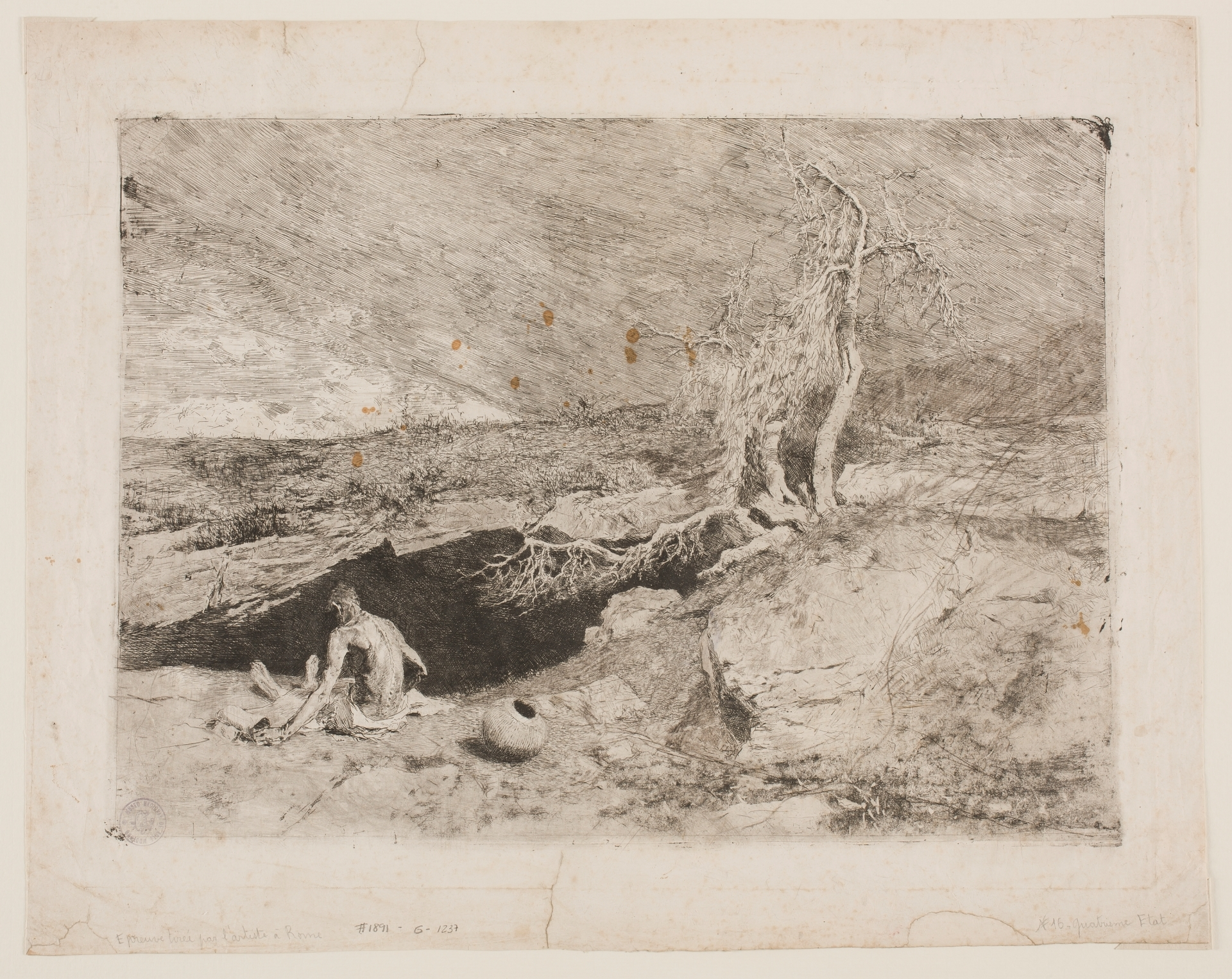
Anacoreta, aguafuerte y aguatinta de Mariano Fortuny y Marsal, 1869. Prueba del cuarto estado de siete. Donación de su hijo Mariano Fortuny y Madrazo.[nota 28]

#### Goya
Es, sin duda, el conjunto más completo e importante de la colección de estampas del Prado. Es un caudal, no obstante, de reciente ingreso en su mayor parte, puesto que hasta 1990 apenas se contaba con el lote de ciento veintiocho estampas —varias de ellas de primeras ediciones— donado en 1964 por Tomás Harris, y algunas estampaciones del siglo XX. Sin embargo, dado que posee gran parte de los dibujos preparatorios, y que además el fuendetodino es un artista clave para el Prado, que conserva la mejor colección de sus pinturas, de sus dibujos y de sus cartas, desde entonces se ha intentado paliar esta debilidad. Así, ese mismo año de 1990 ingresaron ocho pruebas de estado, cinco antes de letra y cuatro previas a la corrección de las erratas ortográficas de las leyendas; de los Caprichos, compradas por el Estado con destino al museo. Y al año siguiente entró una primera edición completa de esta serie —ochenta estampas—, donada por Plácido Arango. Finalmente, en 2009 el museo compró una prueba de estado y dos antes de letra adicionales, con lo que actualmente atesora nueve pruebas de estado de las ciento once que se conocen de esta serie.
De la Tauromaquia, a pesar de contar con veintiocho de los dibujos preparatorios, no tenía más que un ejemplar completo de la quinta edición (1921), hasta que en 2002 se recibió por adscripción un ejemplar completo de la primera (1816, treinta y tres estampas).
La serie Los toros de Burdeos, cuatro litografías de las cuales se tiraron nada más que cien ejemplares de cada una, entró en el museo en 2015 merced a una nueva donación de Plácido Arango.
Entre las estampas sueltas figuran Vieja hilandera, litografía adquirida por adscripción ministerial en 2014, de la que solo se conocen otros tres ejemplares, así como Duelo a la antigua, otra litografía de gran rareza, puesto que únicamente existen dos ejemplares más.

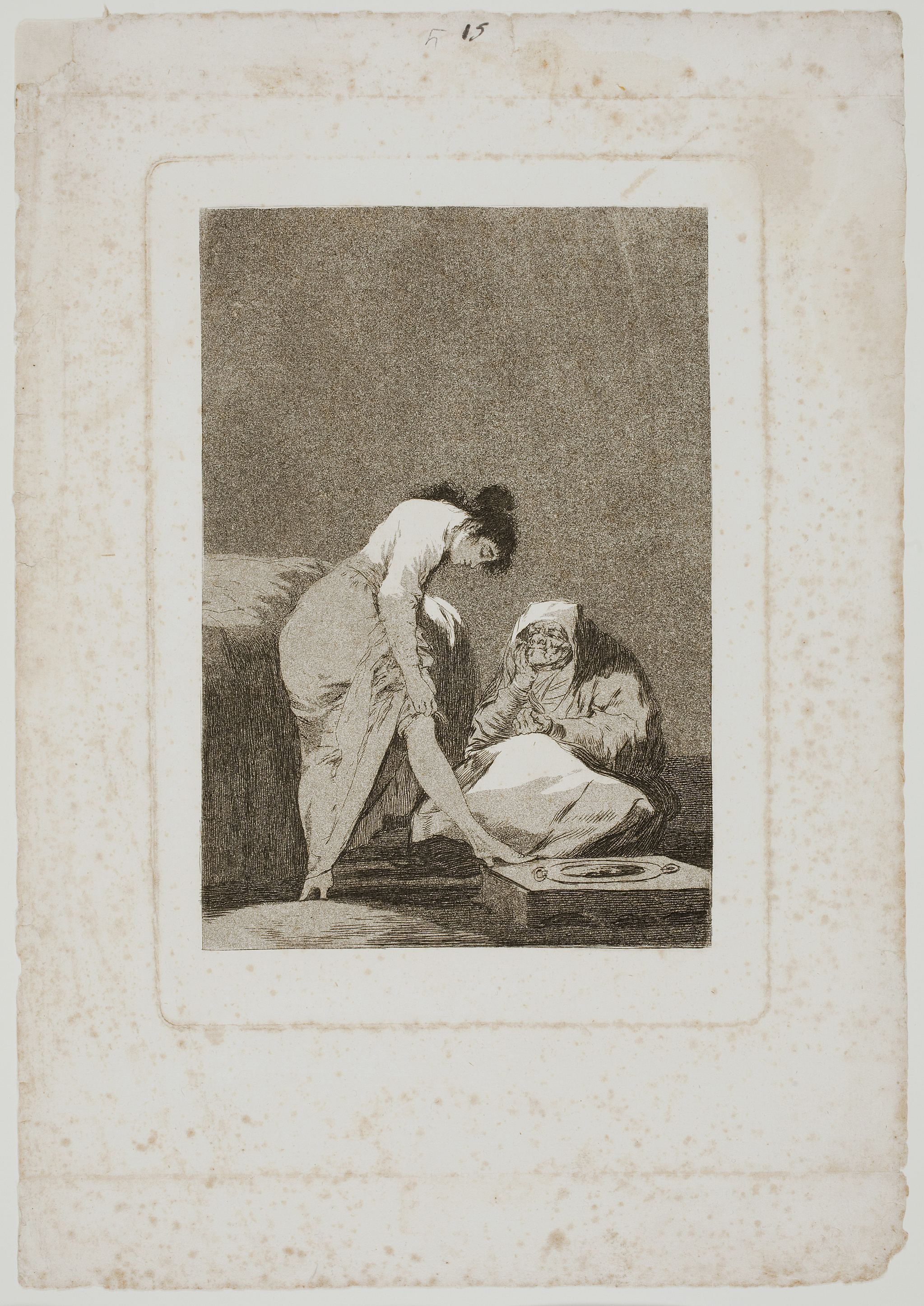
Bien tirada está (Caprichos, 17). Aguafuerte, aguatinta y buril, 1797-1799. Prueba de estado antes de bruñir el aguatinta.
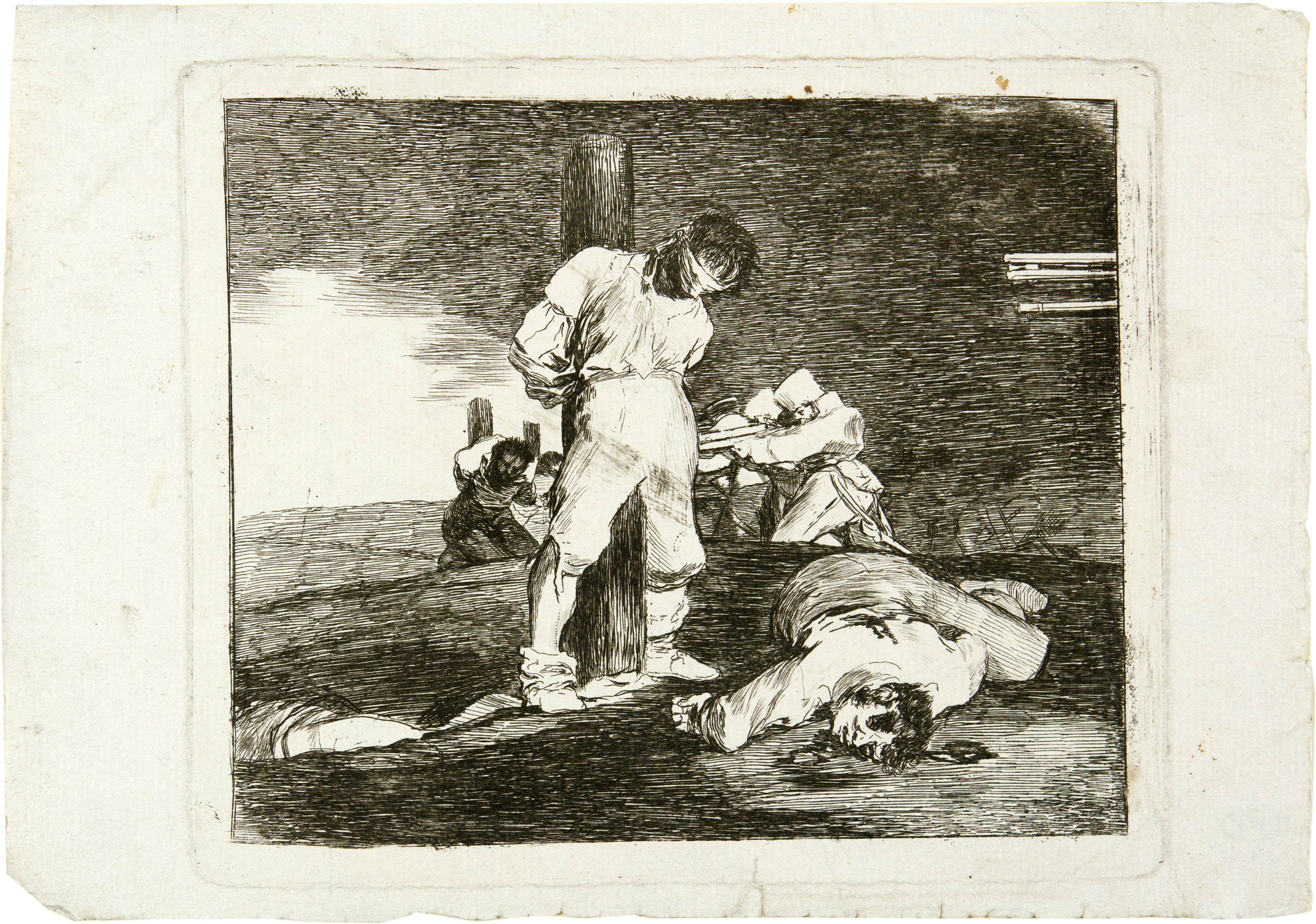
Y no hai remedio (Desastres de la guerra, 15). Punta seca y aguafuerte, 1810-1814. Prueba antes de número y letra.
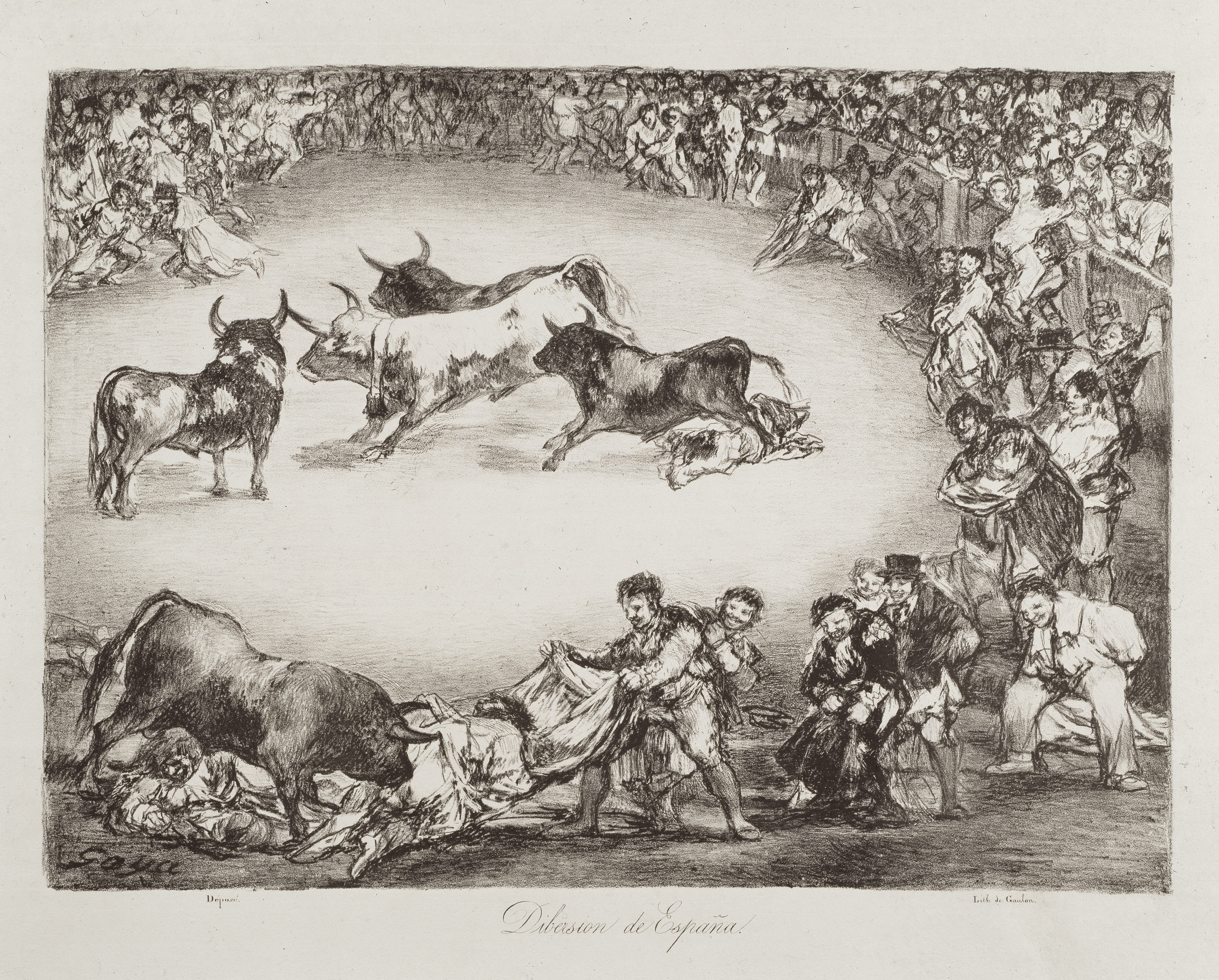
Dibersión de España (de Los toros de Burdeos). Litografía, 1825. Donación Arango.

### Estampas extranjeras
Entre los grabadores extranjeros figuran, respecto a los franceses, Jacques Callot, Claude Mellan, Nicolas Chaperon —la serie de cincuenta y cuatro aguafuertes (frontispicio, dedicatoria/título y cincuenta y dos escenas) de las Logias vaticanas de Rafael—, Louis de Châtillon, Gérard Audran —la serie, incompleta, de Les Batailles d'Alexandre, por pinturas de Charles Le Brun—, su sobrino Benoît Audran el Viejo —estampas que ilustraban la obra de Bernard de Montfaucon L'Antiquité expliquée et représentée en figures—, Nicolas Dorigny, Jean-Baptiste Le Prince, Maurice Blot, Louis-Léopold Boilly —litografías iluminadas de la serie Recueil de grimaces (Recopilación de muecas)—, Jean-Baptiste Mauzaisse —dos litografías—, Jacques Étienne Pannier, Pharamond Blanchard, Léon-Auguste Asselineau, Eugène Huot —litografías de la serie Galerie Impériale de l'Ermitage-, Louis-Joseph-Isnard Desjardins —cromotipografías, estampas en color imprimidas según un procedimiento por él inventado—, Jean-Léon Gérôme, Léon Bonnat, Claude-Ferdinand Gaillard —una sola estampa— y Achille Sirouy.
En cuanto a los italianos, están representados Marcantonio Raimondi —un solo grabado a buril—, Gaspare Oselli, Giulio Fontana, Giacomo Franco, Antonio Tempesta —cuatro aguafuertes—, Agostino Carracci, Annibale Carracci —dos estampas a buril—, Giovanni Andrea Podestà, Stefano della Bella —seis aguafuertes—, Luigi Scaramuccia, Carlo Cesio, Pietro Santi Bartoli, Ludovico Mattioli, Giambattista Tiepolo —su primera serie de aguafuertes, Vari Capricci, completa (diez estampas)—, Piranesi —diecinueve aguafuertes de la serie Vedute di Roma—, Domenico Cunego —veintiuna de las cuarenta hojas de la serie Le LII teste della celebre Scuola d'Atene dipinta da Raffaello Sanzio da Urbino nel Palazzo Vaticano disegnate in XL carte dal Cavalier Antonio Raffaello Mengs, incise da Domenico Cunego, además de tres estampas sueltas—, Francesco Bartolozzi, Giovanni Volpato, Pietro Antonio Martini, Giacomo Bossi, Raffaello Morghen y Giovanni Folo. 
De los alemanes, Durero —dos xilografías y dos grabados a buril—, Hans Burgkmair, Balthazar Sigismond Setletzky, Ferdinand Piloty, Ludwig Theodor Zöllner y Carl Wilhelm Overbeck. En cuanto a los británicos, James Gillray, William Hogarth, James MacArdell, Valentine Green, Richard Earlom —entre otras, cuatro estampas a partir de dibujos del Liber Veritatis de Claudio de Lorena, riccordi de pinturas suyas pertenecientes a la colección del Prado—, Caroline Watson y James Charles Armytage. De los flamencos, hay diecinueve grabados a buril de Johann Sadeler. De los catorce aguafuertes —incluido el frontispicio— que integran la serie más conocida de Jan Baptist de Wael II, Figuras con animales, tiene trece (falta el número 2), del segundo estado. También hay obra de Pieter Perret, Aegidius Sadeler II, Paulus Pontius y Theodor van Kessel. Neerlandeses: Lucas van Leyden, Cornelis Cort, Hendrick Goltzius, Jan Saenredam —nueve buriles que incluyen la Serie de los Primeros Padres completa, seis estampas, a partir de composiciones de Abraham Bloemaert—, Jacob Matham, Jan Müller, Rembrandt —un único aguafuerte—, Johannes Willemsz. Munnickhuysen y Reinier Vinkeles. Igualmente hay sendas estampas de los austriacos Josef Fischer y Franz von Bayros.
También tiene el gabinete una pequeña colección japonesa, setenta y ocho piezas, compuesta por entalladuras (grabados en madera a la fibra) ukiyo-e —varias de ellas reproducciones del siglo XX de estampas del XVIII y XIX—, y algunos libros ilustrados. Incluye trabajos originales de varios de los artistas más destacados del género: Utamaro, Hiroshige, Hokusai, Toyokuni, Kunisada, Kuniyoshi y Kuniyasu. La mayor parte ingresaron en 1971 procedentes del suprimido Museo de Arte Moderno. Entre ellas están diecinueve de las veinte adquiridas en 1936 a la Nippon Hanga Kyōkai (Sociedad de Pintores y Grabadores Japoneses) con motivo de la Exposición de estampas japonesas antiguas y modernas que se celebró en el propio M. A. M. en mayo de ese año, así como otras treinta compradas en la década de 1950. Las otras fuentes fueron la Colección y Biblioteca Madrazo (2006), la donación recibida en 2007 de Antonio Correa y por último la herencia de Juan José Luna (2020), con cuatro estampas.

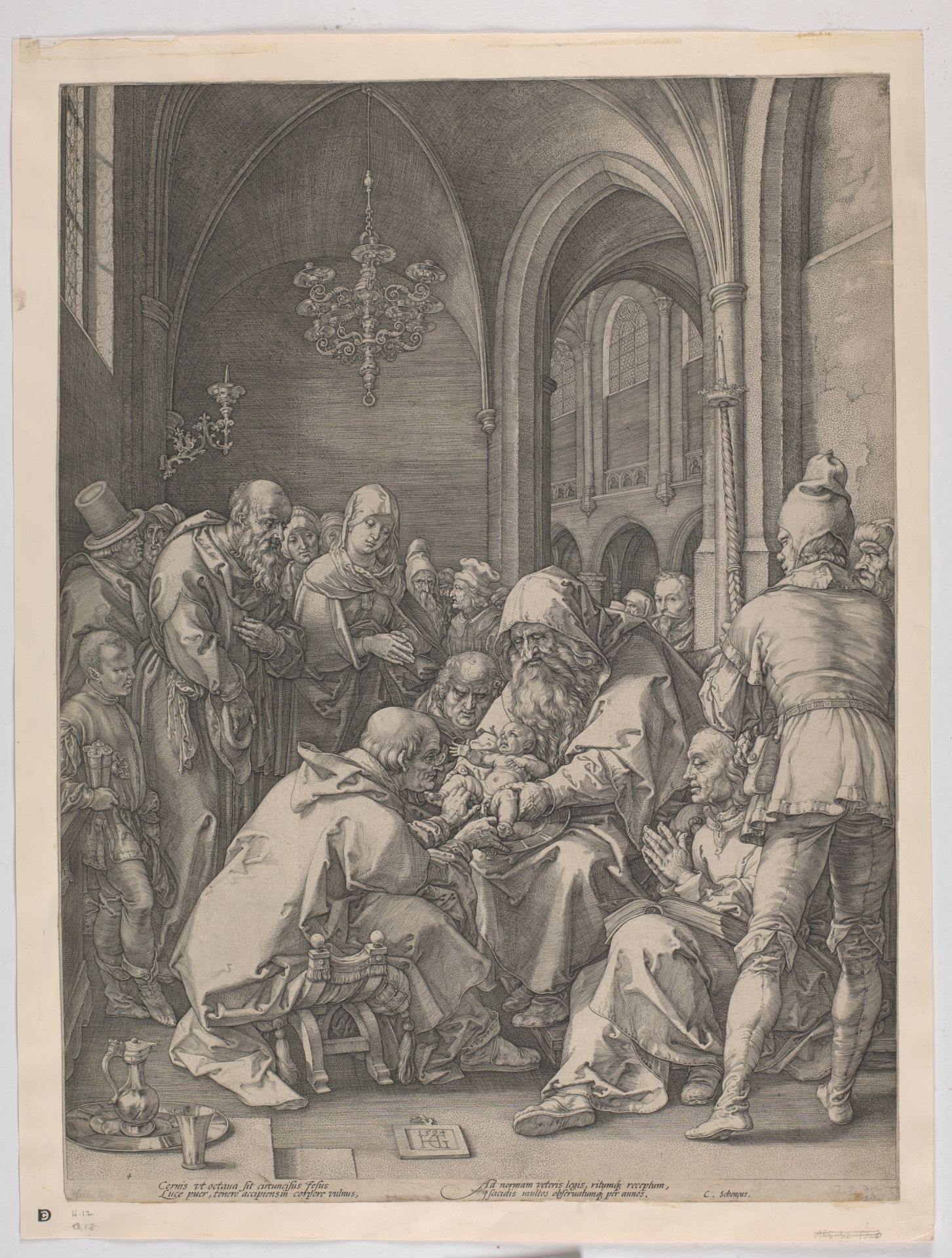
Hendrick Goltzius: La Circuncisión. Buril, 1594.
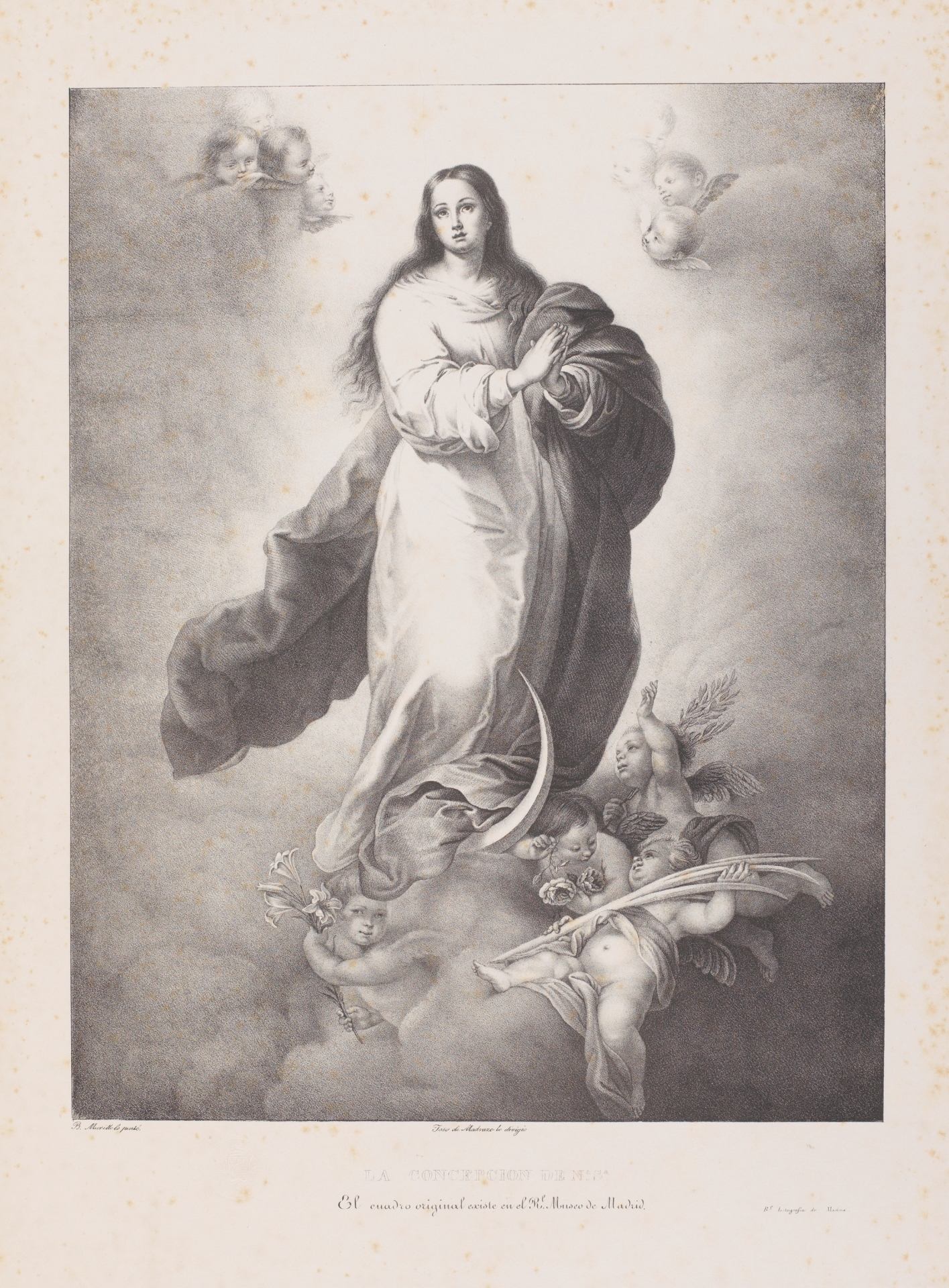
La Inmaculada Concepción de El Escorial. Litografía de Florentino Decraene,[nota 31] por pintura de Murillo.[nota 32] Prueba antes de la letra definitiva, 1826-1829.[nota 33]
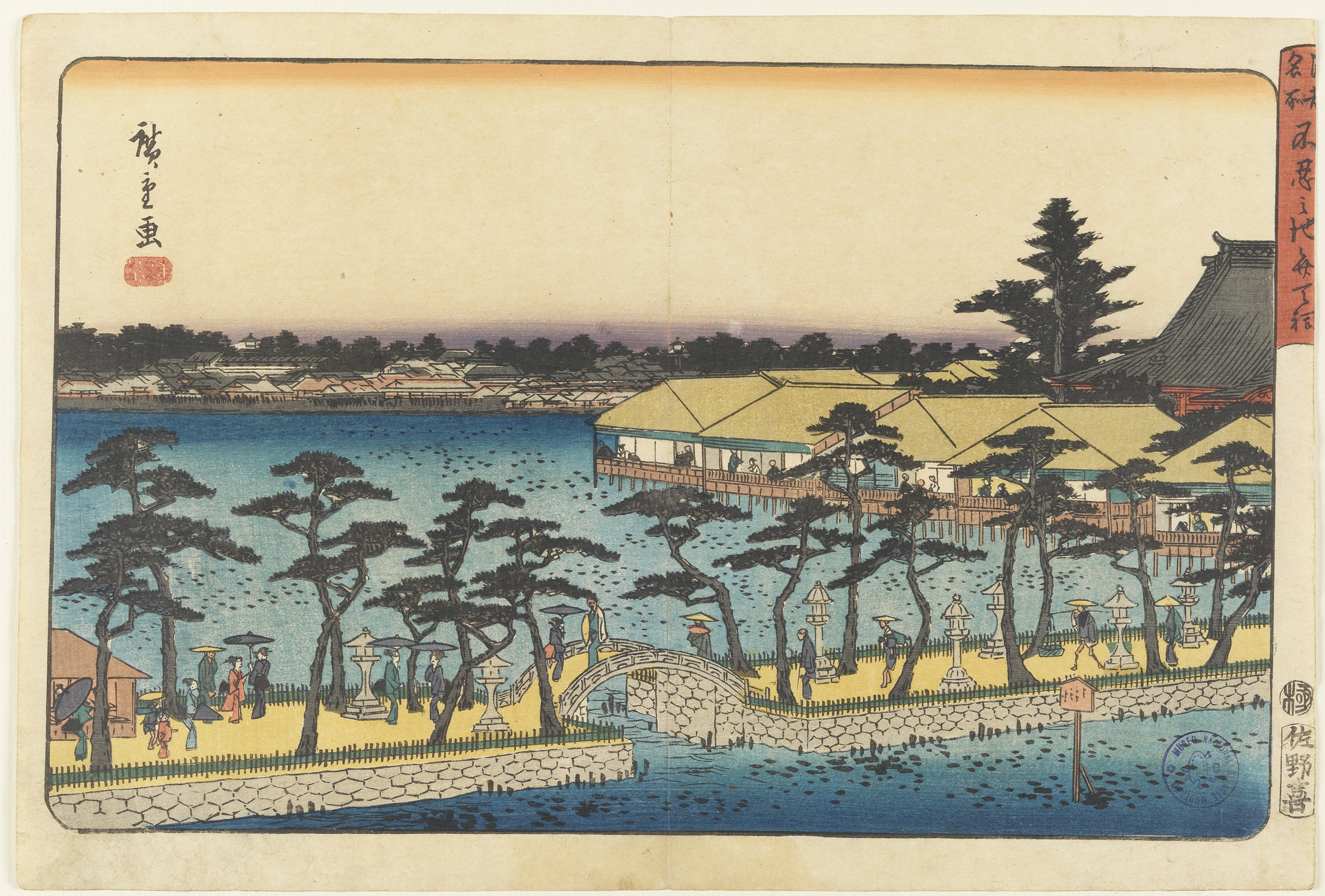
Templo de Benten junto al lago de Shinobazu, en Ueno,[nota 34] c. 1830-1844, Utagawa Hiroshige.

## Fotografías

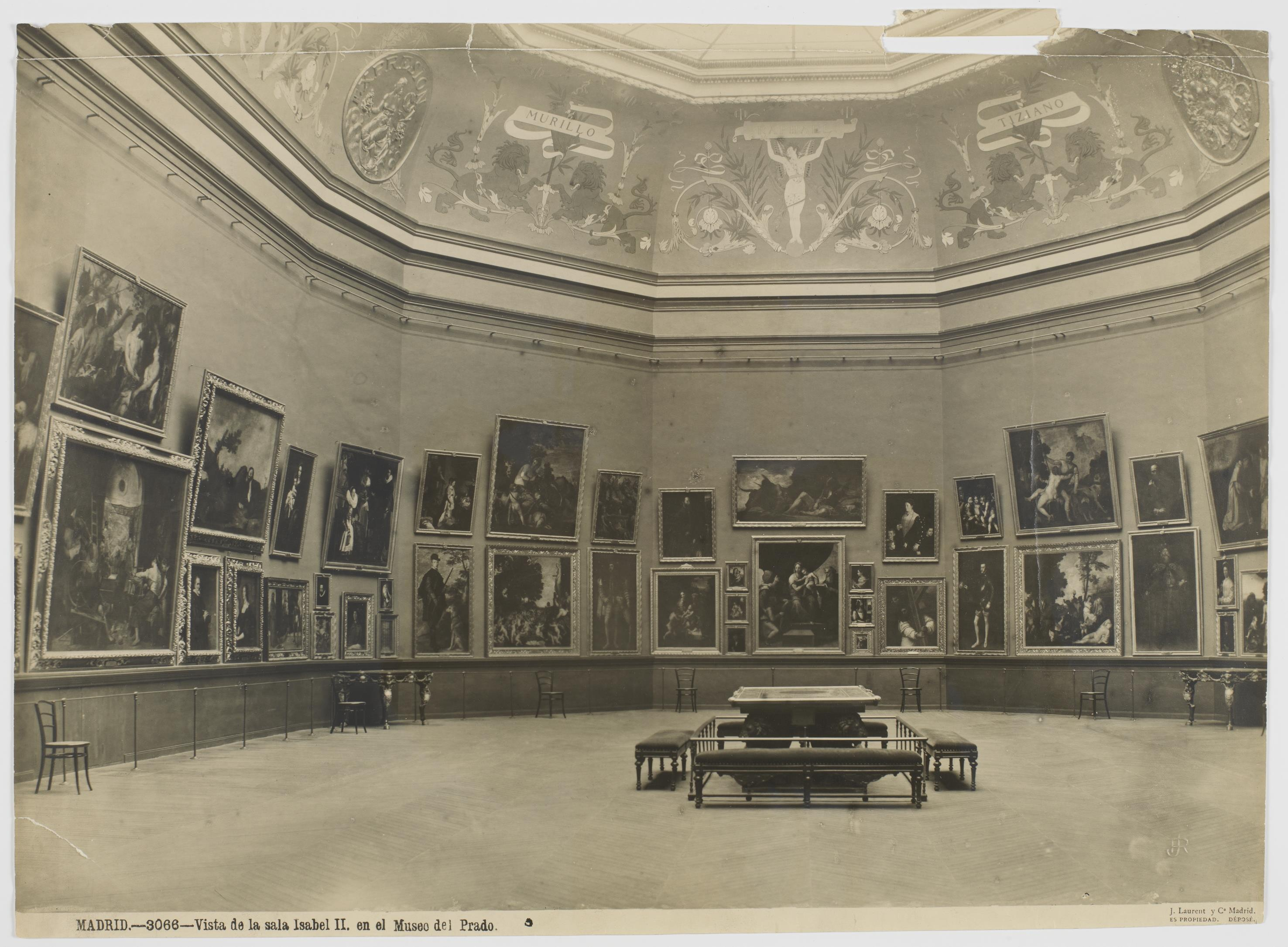
Museo del Prado, sala de la reina Isabel II. 1899 (c.), J. Laurent y Compañía.

Del Gabinete depende también el fondo de fotografía histórica. Su interés se centra, aunque no limita, en instantáneas relacionadas con el museo: su sede, sus colecciones y los artistas en él presentes. Cronológicamente arranca en 1847, y cuenta con unos 15 000 ejemplares. Su núcleo es el grupo de fotografías que incluía la Colección y Biblioteca Madrazo.